# Italia nella seconda guerra mondiale
La storia dell'Italia nella seconda guerra mondiale può essere divisa in tre fasi: l'iniziale non belligeranza del paese, tra lo scoppio del conflitto il 1º settembre 1939 e l'entrata in guerra dell'Italia avvenuta il 10 giugno 1940; il successivo periodo in cui l'Italia combatté contro gli Alleati quale membro dell'Asse, che si protrasse fino all'8 settembre 1943, data in cui fu annunciata la firma dell'armistizio di Cassibile con gli anglo-americani e avvenne l'invasione tedesca; la risultante lotta di liberazione conclusasi il 25 aprile 1945, durante la quale l'Italia fu schierata, come cobelligerante degli Alleati, contro l'occupazione tedesca e il collaborazionismo repubblichino attraverso la resistenza italiana compiuta da reparti del regio esercito e dalle brigate partigiane.

Mappa che mostra tutti i territori occupati, in tempi diversi tra il 1940 e il 1943, dal Regio Esercito, nel corso della seconda guerra mondiale. L'occupazione dei territori jugoslavi, greci, tunisini ed egiziani avvenne in cooperazione con le forze armate tedesche.

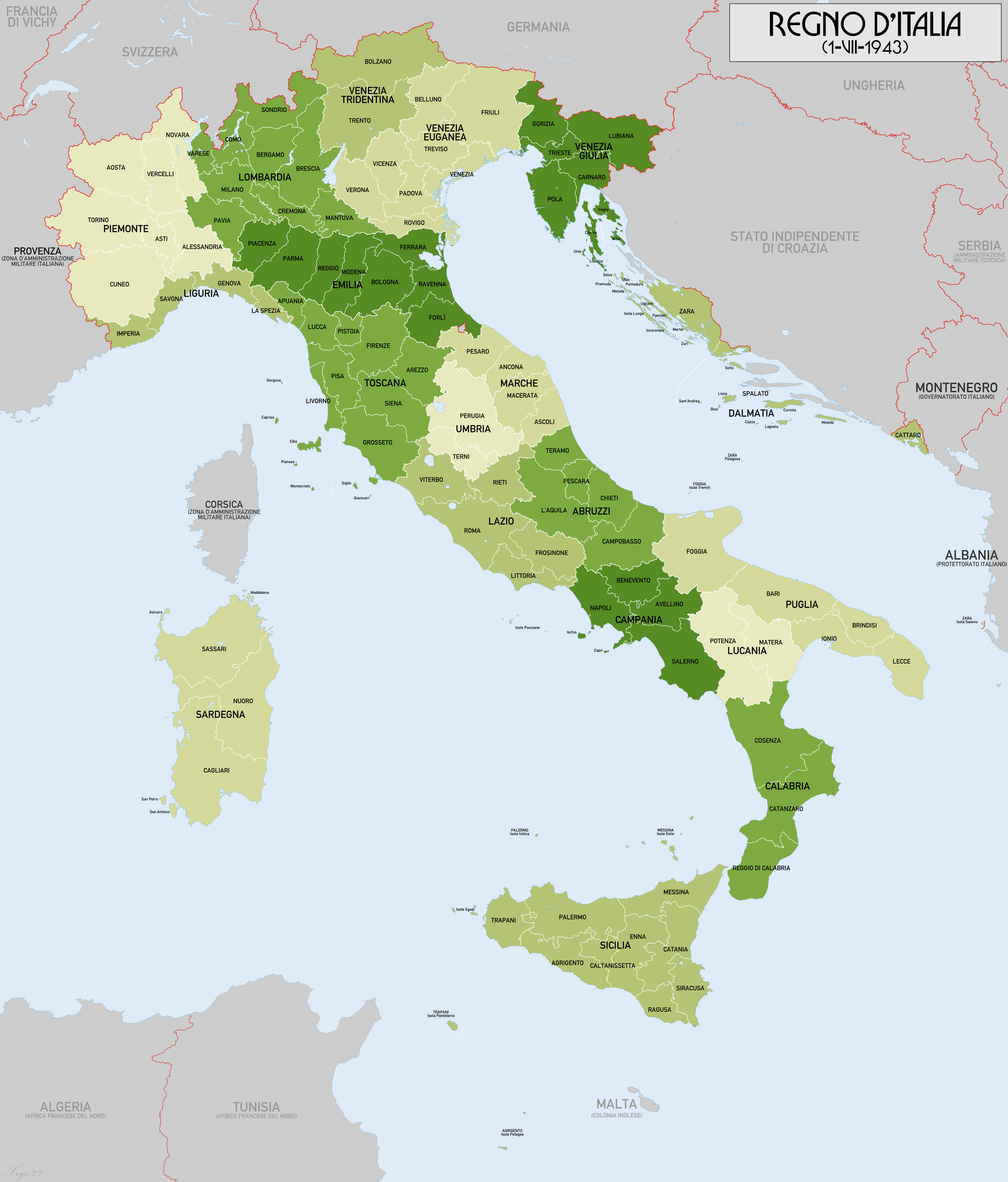
Il Regno d'Italia tra il 1941 ed il 1943, con le province di Spalato, di Cattaro e di Lubiana.

L'Italia tra il 1943 ed il 1945, con le zone di occupazione e i diversi fronti lungo la penisola.

Nei primi anni l'Italia invade le coste mediterranee, principalmente quelle di Iugoslavia, la Grecia, parte di Francia. Invece in Africa parte dell'Egitto e Tunisia, e nel mentre le conquiste coloniali dell'est Africa continuavano. Ma questo programma fallì ben presto per l'impreparazione dimostrata dalle regie forze armate e per la cattiva pianificazione politica e militare del conflitto che portarono alle ripetute sconfitte nei territori occupati. L'Italia divenne un alleato minore della Germania, dipendente militarmente dal sostegno tedesco, finché nel 1943 il dittatore Benito Mussolini fu deposto, arrestato per ordine del Re Vittorio Emanuele III e inviato sul Gran Sasso. Dopo l'armistizio di Cassibile lo Stato italiano crollò: la parte settentrionale del paese venne occupata dai tedeschi che vi crearono uno Stato collaborazionista con la Germania; mentre il sud venne governato dalle forze monarchiche e liberali, che organizzarono un Esercito Cobelligerante Italiano che combatté accanto agli eserciti alleati.
Nell'Italia settentrionale e centrale le forze della Resistenza, formate inizialmente da qualche decina di migliaia di partigiani, poi, con l'andare sfavorevole della guerra per l'Asse, quasi alla fine di quest'ultima, da circa 350.000 partigiani, prevalentemente appartenenti alle Brigate Garibaldi e alle Brigate Giustizia e Libertà, operarono in autonomia un'efficace azione di guerriglia contro le truppe tedesche occupanti e le forze fasciste della Repubblica Sociale Italiana.

## La "non belligeranza" e l'intervento

### L'invasione tedesca della Polonia e lo scoppio della guerra
Alle ore 4:45 del 1º settembre 1939 le forze armate tedesche varcarono il confine polacco, offrendo al mondo una dimostrazione pratica del Blitzkrieg, la "guerra-lampo", basata sulla stretta collaborazione delle forze corazzate e dell'aviazione. Alla sera del primo giorno di guerra, l'aviazione polacca era stata pressoché distrutta a terra dalla Luftwaffe. Il 3 settembre Gran Bretagna e Francia dichiararono guerra alla Germania, ma i polacchi vennero lasciati soli a combattere contro un avversario più forte e la loro resistenza venne sopraffatta in poche settimane senza che si fosse verificata la sperata offensiva alleata sul fronte occidentale.
Alla dichiarazione di guerra Parigi e Londra non fecero seguire alcuna azione concreta che alleggerisse subito la pressione delle forze armate tedesche su Varsavia: le 110 divisioni francesi schierate lungo la linea Maginot neppure tentarono di attaccare le 23 divisioni tedesche rimaste a difendere il confine occidentale della Germania, consentendo ai tedeschi di concentrare il grosso delle proprie forze sul fronte orientale. Il 7 settembre la IV armata tedesca proveniente dalla Pomerania si riunì con la III giunta dalla Prussia orientale tagliando il corridoio di Danzica e lasciando la Polonia senza sbocco al mare. Il 17 settembre Varsavia venne accerchiata e capitolò dopo dieci giorni di incessanti bombardamenti. Il 17 settembre anche l'Armata Rossa, da est, varcò il confine polacco occupando i territori orientali.

### La "non belligeranza"
Nel frattempo l'Italia, nonostante la firma del Patto d'Acciaio, si era dichiarata "potenza non belligerante": la firma del trattato era avvenuta con l'assicurazione verbale data dal ministro degli esteri tedesco von Ribbentrop al suo collega italiano, Galeazzo Ciano, che la Germania non avrebbe iniziato la guerra prima di tre anni; inoltre, la mancata consultazione dell'Italia prima dell'invasione della Polonia e della firma del patto Molotov-Ribbentrop, poteva essere considerata una violazione dell'obbligo di consultazione fra i due paesi contenuto nell'alleanza. L'Italia poté così dichiarare la propria non belligeranza senza venir meno ai patti sottoscritti.
Nel periodo della "non belligeranza", Hitler colse l'importanza strategica di avere Roma dalla propria parte: un eventuale passaggio dell'Italia nel campo avversario, come nella prima guerra mondiale, avrebbe significato il ritorno allo schieramento del 1915-1918 e al blocco marittimo che, da solo, aveva piegato la Germania del Kaiser Guglielmo II. Perciò il Führer decise di cedere definitivamente sulla questione del Sud-Tirolo; alla fine del 1939 i sudtirolesi furono chiamati a optare per l'una o per l'altra nazione: sui 229.000 abitanti della provincia di Bolzano, 166.488 scelsero la Germania impegnandosi a lasciare l'Italia entro due anni; 22.712 optarono per l'Italia e 32.000 non si pronunciarono e restarono nello stato di allogeni.

### Gli iniziali successi tedeschi
Nell'aprile 1940 i tedeschi, per procurarsi delle basi sul Mare del Nord e per assicurarsi le vie di rifornimento del ferro svedese, invasero la Danimarca e la Norvegia: il 9 aprile iniziò l'attacco contro la Danimarca che, del tutto impreparata a un conflitto, si arrese e venne occupata in un solo giorno; in Norvegia, fallito un tentativo anglo-francese di contrastare la conquista tedesca, fu insediato il governo fantoccio del nazista norvegese Vidkun Quisling. Il 10 maggio 1940, alle ore 5.35, Hitler scatenò l'aggressione alla Francia sul fronte occidentale penetrando nei Paesi Bassi, in Lussemburgo e in Belgio.
Aggirate le fortificazioni transalpine della linea Maginot, all'incirca con una manovra simile a quella attuata durante la Grande Guerra, i tedeschi costrinsero gli alleati franco-britannici ad entrare in Belgio dove furono travolti dall'impeto delle divisioni corazzate tedesche massicciamente appoggiate dalla Luftwaffe: i Paesi Bassi furono costretti alla resa il 14 maggio e il Belgio dodici giorni dopo. Dopo aver stretto nella sacca di Dunkerque il corpo di spedizione britannico e parte dell'esercito francese insieme ai resti di quello belga, i tedeschi passarono la Somme spezzando la Linea Weygand e si diressero verso Parigi e il sud.

### La dichiarazione di guerra e le prime operazioni
(Dall'annuncio della dichiarazione di guerra, 10 giugno 1940)
Di fronte agli straordinari ed inaspettati successi della Germania tra l'aprile e il maggio del 1940, Mussolini ritenne che gli esiti della guerra fossero oramai decisi e, pensando di poter approfittare dei successi tedeschi per ottenere immediati vantaggi territoriali, il 10 giugno annunciò in un discorso a piazza Venezia in Roma la consegna della dichiarazione di guerra dell'Italia a Gran Bretagna e Francia, dando nel contempo ordine ai comandi di mantenere un contegno difensivo verso la Francia.
Alla contrarietà e alle rimostranze di alcuni importanti collaboratori e militari (fra cui Pietro Badoglio, Dino Grandi, Galeazzo Ciano e il generale Enrico Caviglia, Italo Balbo), Mussolini avrebbe risposto:
Con riserve di munizioni sufficienti per appena due mesi, con sole 19 divisioni in grado di combattere e nella speranza di ottenere facilmente una vittoria militare contro un paese ormai esausto, Mussolini fece ammassare le truppe italiane sul fronte occidentale per attaccare la Francia; il primo scontro militare fu quello della battaglia delle Alpi Occidentali. Con azioni puramente dimostrative, l'11 giugno la Regia Aeronautica bombardò Port Sudan, Aden e la base navale inglese di Malta.

## La guerra "parallela"
I vertici del fascismo si illusero che la guerra sarebbe stata breve e che l'Italia sarebbe stata in grado di condurre una guerra "parallela" a quella della Germania in piena autonomia dall'alleato; questa fase va dal 1940 sino alla fine del 1941, ed è caratterizza da varie sconfitte, a fronte degli effimeri successi, e si conclude dopo gli insuccessi in Grecia e in Libia e dopo il crollo dell'Africa Orientale Italiana.

### La battaglia delle Alpi

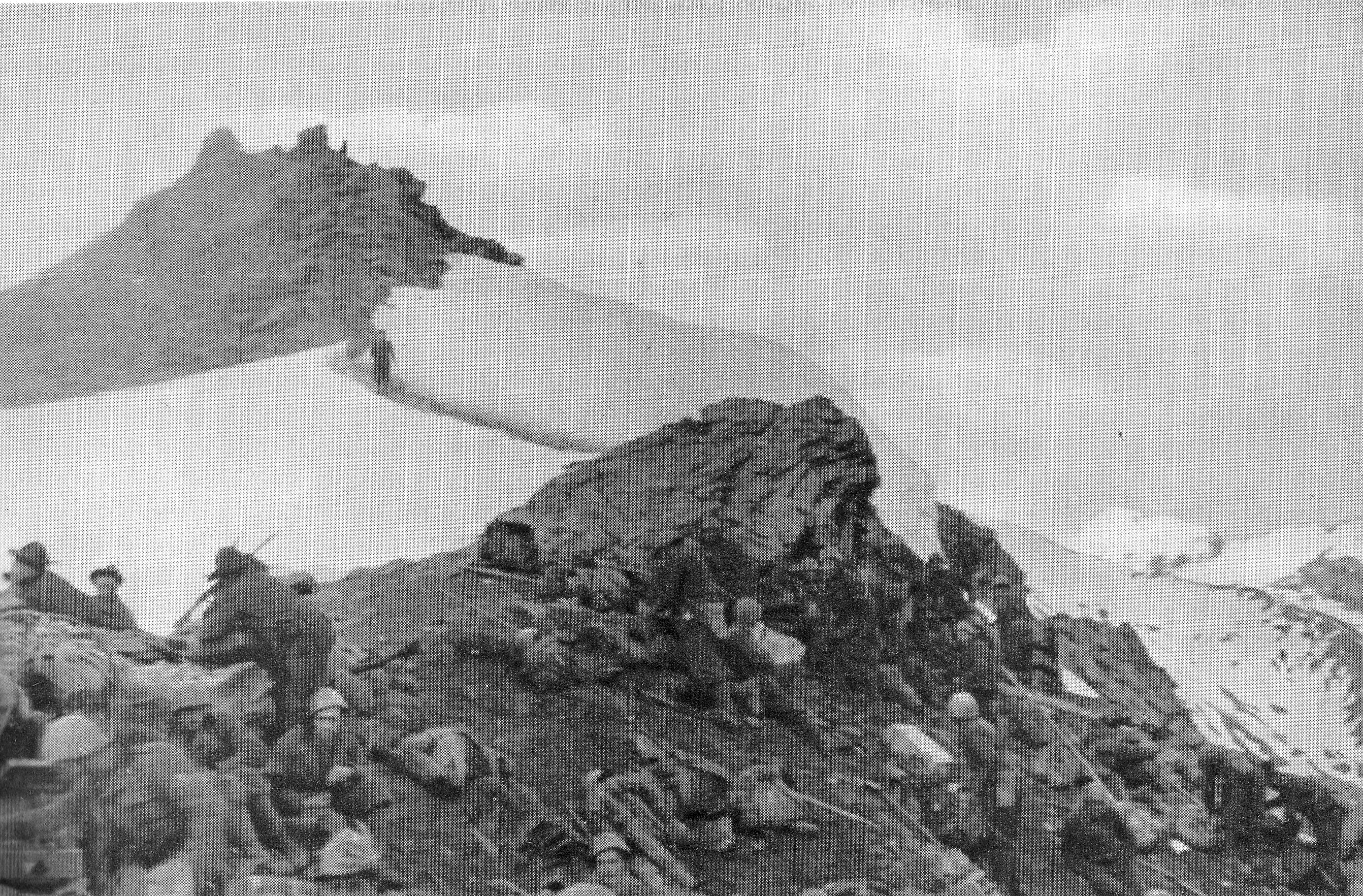
Battaglione alpini Val Dora sul colle della Pelouse giugno 1940

La frontiera italo-francese era stata fortificata da entrambe le parti tra la fine del XIX secolo e gli anni trenta del XX secolo. Per gli alti comandi italiani un'offensiva francese su Torino era la minaccia più temuta; non pareva invece possibile un'offensiva italiana perché dopo le fortificazioni francesi bisognava attraversare alti rilievi montuosi prima di arrivare alla pianura e a obiettivi importanti, i piani dell'esercito italiano già dalla fine del XIX secolo prevedevano una guerra difensiva sulle Alpi.
Gli italiani concentrarono alla frontiera 22 divisioni, 300.000 uomini e 3.000 cannoni, con grosse forze di riserva nella pianura padana. Nella notte fra il 12 e il 13 giugno del 1940 i bombardieri italiani si diressero su Francia meridionale, Tunisia e Corsica e colpirono Saint-Raphaël, Hyères, Biserta, Calvi, Bastia e la base navale di Tolone. Il 14 giugno le truppe tedesche entrarono a Parigi e il 17 il maresciallo Pètain chiese la resa. Mussolini si era illuso di ottenere guadagni grandiosi (l'occupazione del territorio francese fino al Rodano, la Corsica, la Tunisia, Gibuti, addirittura la cessione della flotta, degli aerei, degli armamenti pesanti) senza sparare un colpo, poi si rese conto che avrebbe ottenuto soltanto il terreno occupato dalle sue truppe e soltanto allora diede l'ordine di attaccare: tutto ciò ben dieci giorni dopo la dichiarazione di guerra.
Nella notte del 21-22 giugno, 6-10 bombardieri Savoia-Marchetti SM.79 del 104 ° Gruppo (46 ° Stormo) attaccano Marsiglia in due ondate successive. La contraerea francese reagì senza successo e i caccia Dewoitine D.520 dell'Armée de l'Air non riuscirono a fermare gli aerei italiani. Quella notte, 4.200 chili di bombe si abbatterono sulla città, facendo poco più di 140 vittime civili e 136 feriti.
L'offensiva italiana, condotta fra il 21 e il 24 giugno, non diede i risultati previsti ed anzi la marina francese riuscì anche a bombardare Genova nello stesso mese; l'unica località di un certo rilievo ad essere occupata dalle truppe italiane fu Mentone sulla costa mediterranea. Il 23 giugno cominciarono le trattative a Roma per l'armistizio italo-francese, condotte separatamente da quelle della Germania. Le condizioni imposte furono: il territorio francese raggiunto dalle truppe italiane doveva essere smilitarizzato per tutta la durata dell'armistizio; le forze armate di terra, aria e mare francesi dovevano essere disarmate, fatta eccezione per quelle necessarie a mantenere l'ordine pubblico. Alle 19:15 del 24 giugno il generale Charles Huntziger e il maresciallo Badoglio, con la firma dell'armistizio di Villa Incisa, posero fine al conflitto diretto con la Francia.
L'armistizio previde l'occupazione da parte italiana di alcuni territori francesi di confine, la smilitarizzazione del confine franco-italiano e libico-tunisino per una profondità di 50 chilometri, nonché la smilitarizzazione della Somalia francese (odierno Gibuti), e la possibilità da parte italiana di usufruire del porto di Gibuti e della ferrovia Addis Abeba-Gibuti. Le ostilità sulle Alpi cessarono alle 0:35 del 25 giugno. Durante la battaglia delle Alpi occidentali, gli italiani ebbero 631 morti (59 ufficiali e 572 soldati), 616 dispersi e 2.631 tra feriti e congelati; i francesi catturarono 1.141 prigionieri che restituirono immediatamente dopo l'armistizio di Villa Incisa. I francesi ebbero 40 morti, 84 feriti e 150 dispersi.

### La guerra nelle colonie
L'entrata in scena dell'Italia nel secondo conflitto mondiale portò la guerra anche in Africa nelle colonie italiane della Libia e dell'Africa Orientale. In Libia si trovavano due armate: la Quinta, comandata dal generale Italo Gariboldi, al confine con la Tunisia, composta da 8 divisioni, 500 cannoni, 2.200 autocarri e 90 carri leggeri da 3 tonnellate; al confine egiziano c'era la 10ª armata del generale Berti, con 5 divisioni, 1.600 pezzi d'artiglieria, 1.000 autocarri e 184 carri leggeri. In totale 220.000 uomini.
La 5ª squadra aerea, agli ordini del generale Porro, era costituita da 315 aerei da guerra. I francesi avevano 4 divisioni al confine tunisino, subito tolte dalla lotta dall'uscita di scena della Francia; le forze inglesi in Egitto ammontavano a circa 36.000/42.000 uomini. 
All'inizio delle ostilità il comando supremo delle truppe italiane in Libia era affidato al governatore generale Italo Balbo.
(Francesca Romana Capone, La tragicommedia dell’Italia in guerra, L'indice dei libri del mese, n. 1/2025, p. 18)
A Balbo, abbattuto per errore dalla contraerea italiana il 28 giugno, appena dieci giorni dopo l'entrata in guerra dell'Italia, succedette il maresciallo Rodolfo Graziani. Per qualche tempo in Africa settentrionale non vi furono battaglie, ma solo scaramucce e incursioni di mezzi blindati e camionette inglesi.
Questa fase terminò il 13 settembre 1940, quando Graziani attraversò il confine con l'Egitto con le forze della 10ª armata giungendo il 16 settembre a Sidi el Barrani, circa 95 km oltre il confine, e lì si fermò a lungo per preparare una nuova offensiva. Non ci fu vera battaglia: gli inglesi, che si erano ritirati senza quasi opporre resistenza, persero 50 uomini; gli italiani 120. In Africa Orientale, nella prima metà di luglio, gli italiani attaccarono verso il Sudan, respingendo un attacco inglese contro la cittadina eritrea di Metemma ed occupando Cassala (a 20 km dalla frontiera con l'Eritrea e difesa dalla Sudan Defence Force), il piccolo forte britannico di Gallabat (circa 320 km (200 miglia) a sud di Cassala), e i villaggi di Ghezzan, Kurmuk e Dumbode sul Nilo Azzurro.

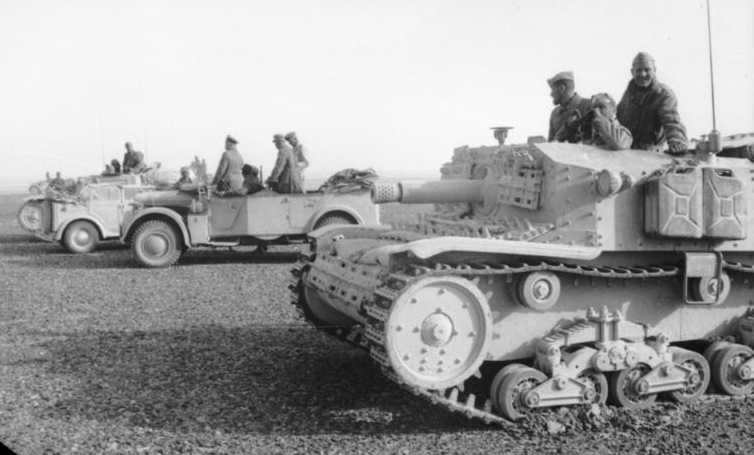
semovente M40 durante la campagna nel deserto occidentale

Dopo i successi nel Sudan, le truppe italiane passarono all'offensiva sulla frontiera col Kenya per eliminare il saliente di Dolo, che si incuneava fra Etiopia e Somalia, riuscendo ad occupare Fort Harrington, Moyale e Mandera, spingendosi verso l'interno per oltre 100 chilometri. Alla fine di luglio le forze italiane raggiunsero Debel e Buna: quest'ultima località, a un centinaio di chilometri dal confine, segnò la punta massima della penetrazione italiana in Kenya. A oriente, il 3 agosto, iniziò la conquista della Somalia britannica: le forze italiane, comandate dal generale Guglielmo Nasi, portarono a compimento la campagna con l'occupazione di Berbera, la città principale, il 19 agosto.

### La partecipazione al teatro dell'Oceano Indiano

#### 1940
La flottiglia del Mar Rosso della Regia Marina con base a Massaua ha fornito un punto focale per l'attività navale nell'Oceano Indiano dopo la dichiarazione di guerra italiana il 10 giugno 1940. Il 7 giugno (3 giorni prima della dichiarazione di guerra) navi da guerra italiane iniziarono a depositare mine al largo di Massaua e Assab. il 10 giugno otto sottomarini italiani iniziarono i pattugliamenti di guerra dell'Oceano Indiano da Massaua. Alcuni di questi sottomarini andarono perduti per via di fuoriuscite di refrigerante clorometano che ha causato l'avvelenamento degli equipaggi durante le operazioni sommerse. il 16 giugno il sottomarino Galileo Galilei affonda la petroliera James Stove; 3 giorni dopo il sommergibile viene catturato dai britannici. Il 23 giugno il sommergibile Torricelli affonda l'HMS Khartoum prima di essere affondato a sua volta da altre navi inglesi. Il giorno seguente il sommergibile Galvani affonda l'HMIS Pathan ma viene a sua volta affondato dall'HMS Falmouth. Il 6 settembre il sommergibile Guglielmotti affonda la petroliera Atlas nel Mar Rosso. Il 21 ottobre il cacciatorpediniere Francesco Nullo viene affondato.

#### 1941
Il 27 febbraio il Ramb I viene affondato a ovest delle Maldive dall'HMS Leander. Il 4 marzo i quattro sottomarini italiani sopravvissuti abbandonarono la base di Massaua e fuggirono nell'Atlantico meridionale. Il 6 aprile sei cacciatorpediniere italiani e 17 navi mercantili dell'Asse furono affondate o rese inutilizzabili quando le truppe alleate catturarono Massaua.

#### Dopo la resa dell'Africa Orientale
Il 9 novembre 1942 il sottomarino italiano Leonardo da Vinci affonda la nave Marcus Whitman. Il 21 aprile 1943 il Leonardo da Vinci affonda la nave John Drayton.

### La campagna di Grecia

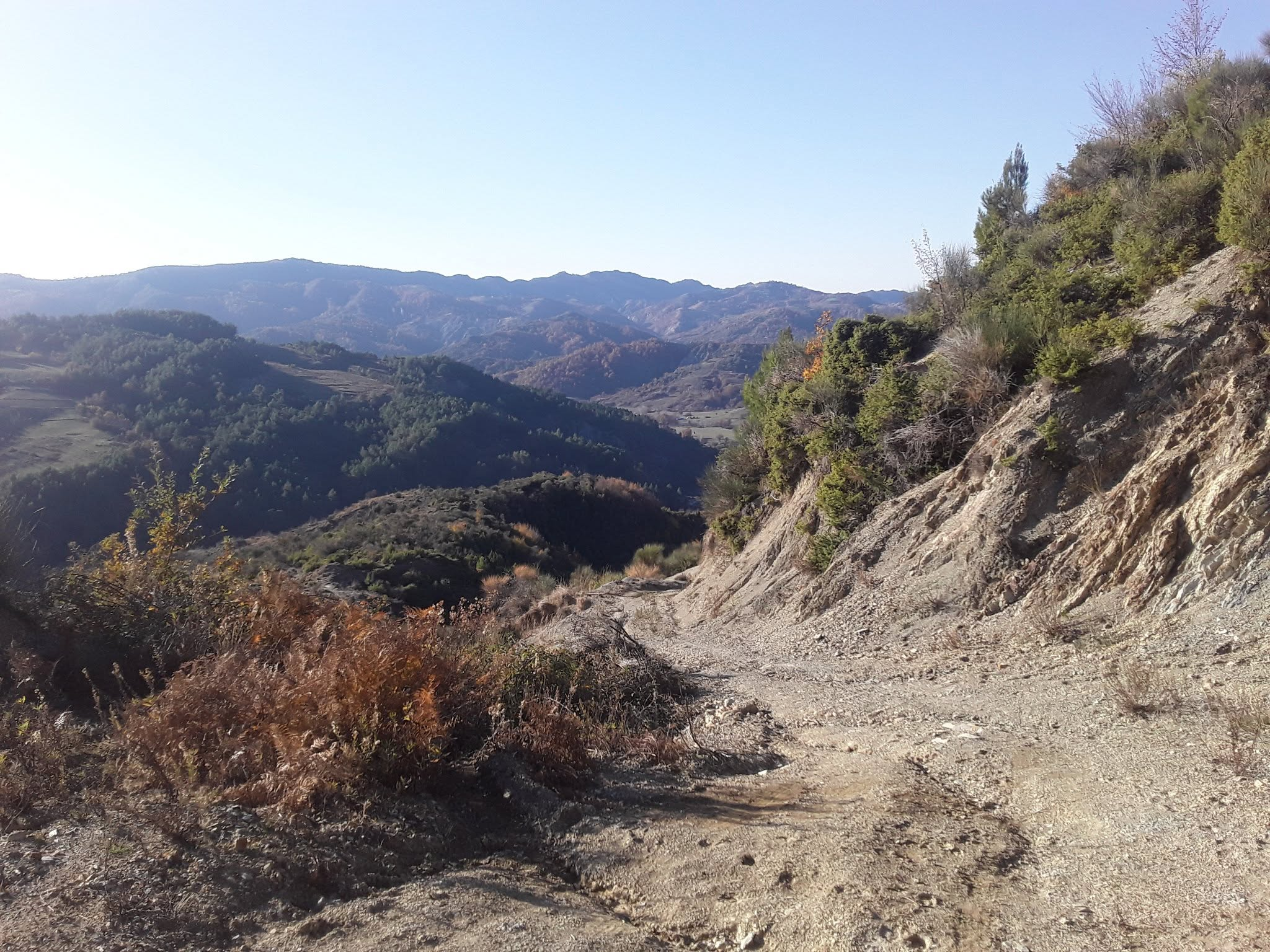
I soldati italiani durante l'inverno in Albania.

Nella spartizione delle zone di influenza concordata tra Berlino e Roma, l'Italia cercò una vittoria di prestigio e optò per la strategia della "guerra separata". Mussolini attaccò pertanto il solo alleato rimasto alla Gran Bretagna sul continente europeo: la Grecia. L'aggressione alla Grecia fu condotta con improvvisazione e poggiò sull'illusione di una rapida vittoria. Il 28 ottobre 1940, diciottesimo anniversario della marcia su Roma, le truppe italiane dislocate in Albania varcarono il confine puntando sulla Macedonia e sull'Epiro.
Tre divisioni del XXV Corpo d'Armata Ciamuria (51ª Divisione fanteria "Siena", 23ª Divisione fanteria "Ferrara" e 131ª Divisione corazzata "Centauro"), avevano il compito di condurre l'offensiva principale il cui scopo era la conquista dell'Epiro, mentre la 3ª Divisione alpina "Julia" e il Raggruppamento del litorale dovevano condurre manovre avvolgenti rispettivamente da nord, in direzione di Métzovon, e da sud verso Prévedza e Arta.
L'avanzata fu lenta per le pessime strade e l'inclemenza del tempo e si arenò dopo pochi giorni senza raggiungere gli obiettivi prefissati. Tre giorni dopo l'inizio dell'offensiva italiana, il 1º novembre, scattò la controffensiva greca che costrinse rapidamente gli italiani ad arretrare con gravi perdite e a ripiegare a fatica in territorio albanese. Gli italiani si attestarono lungo una linea difensiva da trenta a sessanta chilometri all'interno della frontiera greco-albanese che, malgrado i continui attacchi greci, riuscirono a tenere fino all'intervento tedesco nei Balcani.

### Le sconfitte in Africa settentrionale
In Nord Africa, l'8 dicembre 1940, prevenendo di cinque giorni la nuova offensiva italiana prevista per il 13 di quel mese, scattò la controffensiva inglese iniziata come "ricognizione in forze" ma rapidamente trasformatisi in una grande offensiva. Con appena 36.000 uomini e 275 carri armati (contro i 150.000 uomini e 600 mezzi blindati), ma con un'abile strategia basata sulla guerra di movimento, il generale Richard O'Connor aggirò le linee italiane attaccandole alle spalle e proseguì l'avanzata fino al 9 febbraio 1941 costringendo gli italiani a ritirarsi di 400 chilometri e portando a termine l'occupazione della Cirenaica. Due sole divisioni britanniche annientarono 10 divisioni italiane facendo circa 100.000 prigionieri. Fra il 30 novembre 1940 e l'11 febbraio 1941, gli inglesi ebbero soltanto 500 morti, 1.373 feriti e 55 dispersi. Le perdite umane (morti, feriti e dispersi), subite dall'esercito italiano sono incerte, mentre quelle materiali furono di 1.292 cannoni e 400 mezzi blindati distrutti o catturati.

## I fronti di guerra dal 1941 al 1943
La sconfitta tedesca nella battaglia d'Inghilterra e le ripetute sconfitte del Regio Esercito indussero Mussolini ad abbandonare l'idea della guerra parallela, ed anzi a condurre una guerra subalterna rispetto alla Germania: già nel 1940 il bombardamento di Taranto aveva dimostrato gravi carenze nell'organizzazione della difesa italiana, e la sconfitta della battaglia di Tobruk nel 1941 aveva inflitto gravi perdite; nel 1942 era stata pianificata l'invasione dell'isola di Malta (operazione C3) progetto poi abbandonato a causa degli eventi nella campagna del Nordafrica.
L'intervento tedesco nei Balcani e soprattutto nel Mediterraneo e nell'Africa settentrionale permise la continuazione della guerra italiana. Sebbene fosse logico, in una guerra di coalizione, che l'alleato più forte venisse in aiuto di quello più debole, l'alleanza italo-tedesca fu sempre disuguale: Hitler e i suoi generali prendevano le loro decisioni senza consultare il socio italiano e le forze germaniche nel Mediterraneo aumentavano o diminuivano secondo le esigenze della guerra tedesca. Per il periodo che va dal 14 febbraio 1941 al 25 luglio 1943, in contrapposizione al concetto di "guerra parallela", si parla quindi di "guerra convergente" o anche di "guerra subalterna" e "guerra tedesca", giacché le forze italiane operarono spesso in totale dipendenza dalla Germania nazista.

### La partecipazione alla battaglia dell'Atlantico
Dall'agosto 1940 una flottiglia di 27 sottomarini italiani operò dalla base BETASOM di Bordeaux per attaccare le navi alleate nell'Atlantico, inizialmente sotto il comando del contrammiraglio Angelo Parona, poi del contrammiraglio Romolo Polacchini e infine dal Capitano di vascello Enzo Grossi. I sottomarini italiani erano stati progettati per operare in modo diverso dagli U-Boot e avevano una serie di difetti che dovevano essere corretti (ad esempio enormi torri di comando, bassa velocità in superficie, mancanza di moderni sistemi di controllo del fuoco dei siluri), che significava che non erano adatti per gli attacchi dei convogli e si comportavano meglio quando davano la caccia a mercantili isolati su mari lontani, sfruttando la loro portata e standard di vita superiori. Mentre l'operazione iniziale ebbe scarso successo (solo 65343 tonnellate affondate tra agosto e dicembre 1940), la situazione migliorò gradualmente nel tempo, e nell'agosto 1943 i 32 sommergibili italiani che vi operarono affondarono 109 navi da 593.864 tonnellate, per 17 sommergibili perduti in ritorno, dando loro un rapporto tra sub-smarrimento e tonnellaggio affondato simile a quello della Germania nello stesso periodo e nel complesso più elevato. Gli italiani hanno avuto successo anche con il loro uso di "siluri umani", disabilitando diverse navi britanniche a Gibilterra.
Nonostante questi successi, l'intervento italiano non fu accolto favorevolmente da Dönitz, che definì gli italiani "inadeguatamente disciplinati" e "incapaci di mantenere la calma di fronte al nemico". Non erano in grado di cooperare nelle tattiche del wolfpack o anche solo di riferire in modo affidabile contatti o condizioni meteorologiche, e la loro area di operazione è stata spostata lontano da quella dei tedeschi. Tra i comandanti di sottomarini italiani di maggior successo che operarono nell'Atlantico vi furono Carlo Fecia di Cossato, comandante del sottomarino Enrico Tazzoli, e Gianfranco Gazzana-Priaroggia, comandante dell'Archimede e poi del Leonardo da Vinci.

#### La partecipazione alla battaglia dei Caraibi
Cinque sottomarini italiani hanno pattugliato la sponda atlantica delle Piccole Antillie durante l'operazione Neuland. Il sommergibile Morosini silurò la Stangarth e le petroliere Oscilla e Peder Bogen. L'Enrico Tazzoli silurò la Cygnet e la petroliera Athelqueen. Il Giuseppe Finzi silurò la Skane e le petroliere Melpomere e Charles Racine. Il sottomarino italiano Leonardo da Vinci silurò la Everasma e la Cabadelo appartenente al Brasile (all'epoca neutrale). Il Luigi Torelli ha silurato la Scottish Star e la petroliera Esso Copenhagen.

### L'intervento dell'Afrikakorps in Libia

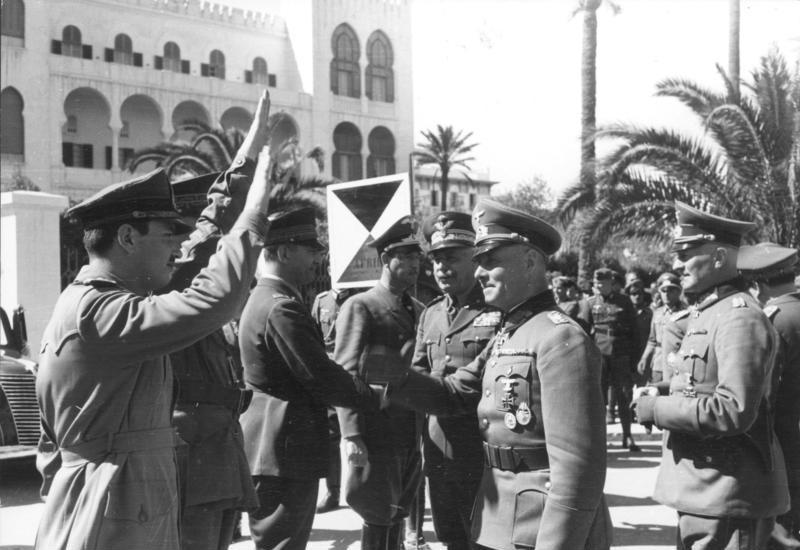
Rommel, la volpe del deserto, incontra il generale italiano Italo Gariboldi a Tripoli nel febbraio 1941.

A seguito della sconfitta in Libia fra la fine del 1940 e l'inizio del 1941, il Maresciallo Graziani venne sostituito il 12 febbraio con il generale Italo Gariboldi. Il 14 febbraio sbarcarono in Libia le prime unità del corpo di spedizione tedesco noto come "Afrikakorps", al comando del generale Erwin Rommel, inviato in Africa da Adolf Hitler, preoccupato della situazione che si stava creando su quel fronte.
Il generale Rommel era formalmente un subordinato del comandante in capo del fronte del Nord Africa, il generale italiano Italo Gariboldi, ma con il diritto di appellarsi direttamente ad Hitler in caso di disaccordo; tale situazione continuò fino al 1943 per due ragioni: le truppe dell'Asse erano composte in massima parte da italiani ed egli non ebbe mai al suo comando più di cinque divisioni tedesche; inoltre i rifornimenti via mare erano trasportati da mercantili italiani. Rommel tuttavia, per reputazione e personalità, di fatto riuscì sempre ad imporre il suo punto di vista all'alleato e, in caso di richieste o istruzioni, si rivolse sempre al Führer o all'Oberkommando der Wehrmacht.
Lo sbarco in Libia delle divisioni tedesche dell'Afrikakorps determinò un capovolgimento degli equilibri in campo tra le forze dell'Asse e i britannici. Il 24 marzo 1941 Rommel con le divisioni italiane e l'Afrikakorps partì all'offensiva e nel giro di tre settimane, con un'avanzata di quasi 1.000 chilometri, riconquistò la Cirenaica. Il 13 aprile gli italo-tedeschi raggiunsero Sollum, sul confine con l'Egitto, dove Rommel si fermò per riorganizzare le sue forze. Nella veloce avanzata gli italo-tedeschi avevano lasciato indietro Tobruch, con le cui difese esterne erano venuti in contatto il 10 aprile e che fu assediata su un perimetro di 35 kilometri. Intanto l'Africa Orientale Italiana aveva cessato di esistere e le forze che in tal modo si erano rese disponibili vennero rapidamente dirottate dai britannici in Egitto. Il 14 maggio i britannici lanciarono una prima offensiva nel tentativo di sbloccare Tobruch, ma vennero respinti da un contrattacco tedesco che tuttavia lasciò in mani britanniche il Passo di Halfaya.
All'inizio di giugno, rinforzati dall'arrivo dei primi aiuti americani, i britannici lanciarono una nuova offensiva, l'Operazione Battleaxe, che partì il mattino del 15 giugno. La battaglia durò tre giorni lasciando sostanzialmente la situazione immutata. Dopo il fallimento di "Battleaxe", Churchill esonerò il generale Archibald Wavell e lo sostituì con il generale Claude Auchinleck. Dopo di ciò, le operazioni nel deserto libico conobbero un lungo periodo di stasi durato da luglio a novembre, in parte determinato dall'attacco tedesco all'Unione Sovietica che assorbì una grande quantità di uomini e mezzi. Il periodo di stasi fu utilizzato dagli opposti schieramenti per rinforzarsi; i britannici molto più degli italo-tedeschi: sostenuti dagli Stati Uniti grazie alla legge "Affitti e prestiti", approvata dal Congresso l'11 marzo 1941, riuscirono ad ammassare per l'inizio di novembre forze più che doppie di quelle avversarie.

### La battaglia del Mediterraneo

#### Primi scontri
Il 10 giugno 1940 l'Italia dichiarò guerra a Gran Bretagna e Francia. Il giorno successivo, bombardieri italiani attaccarono Malta in quello che sarebbe stato il primo di molti raid. Durante questo periodo, la Marine Nationale ha bombardato una serie di obiettivi sulla costa nord-occidentale dell'Italia, in particolare il porto di Genova. Quando la Francia si arrese il 24 giugno, i leader dell'Asse permisero al nuovo regime francese di Vichy di mantenere le sue forze navali.
Il primo scontro tra le flotte rivali, la Battaglia di Calabria, ebbe luogo il 9 luglio, appena quattro settimane dopo l'inizio delle ostilità. Questa fu inconcludente, e fu seguita da una serie di piccole azioni di superficie durante l'estate, tra cui la battaglia del convoglio Espero e la battaglia di Capo Spada.

#### Notte di Taranto
La sera dell'11 novembre 1940, 21 aerosiluranti Swordfish, parte armati di siluri e parte di bombe e ordigni illuminanti, decollati in due ondate successive dalla portaerei Illustrious, attaccarono nel porto di Taranto la flotta italiana riuscendo ad affondare in rada la corazzata Cavour e a danneggiare gravemente la Duilio e la nuovissima Littorio (tre delle cinque corazzate in servizio), insieme all'incrociatore pesante Trento e al cacciatorpediniere Libeccio. Fu una clamorosa dimostrazione di inefficienza della marina italiana: la flotta inglese poté avvicinarsi senza essere contrastata; la forte difesa contraerea di Taranto (un centinaio di cannoni, duecento mitragliere, oltre cento palloni frenati), riuscì ad abbattere solo due degli aerei inglesi. Il danno fu limitato dai bassi fondali del porto che impedirono l'inabissamento delle corazzate, ma solo la Littorio e la Duilio poterono essere recuperate prima della fine della guerra dopo molti mesi di lavoro.

#### Battaglia di Capo Matapan

Bordata della Vittorio Veneto contro gli incrociatori inglesi della Forza B durante lo scontro di Gaudo (battaglia di Capo Matapan).

Il decisivo intervento tedesco a favore dell'Italia modificò i rapporti tra i due alleati: Hitler pretendeva di far pesare le sue decisioni anche sui comandi italiani. Lamentando l'inattività delle forze navali italiane e la facilità con la quale i britannici operavano il traffico marittimo fra l'Africa settentrionale e la Grecia, dove la Wehrmacht si accingeva a intervenire, i tedeschi incominciarono a premere sui comandi italiani per indurre la marina italiana ad assumere una tattica più offensiva rifiutando le scuse avanzate da Supermarina, come la penuria di nafta, e insinuando il dubbio che la marina italiana non osasse affrontare il nemico.
Fu decisa quindi un'azione offensiva nel Mediterraneo orientale in caccia del traffico Alleato; l'intera operazione era affidata al fattore sorpresa, ma l'intercettazione e la decrittazione di alcune comunicazioni radio italiane misero i britannici in condizione di prevenire le mosse italiane, sospendere il traffico mercantile e predisporre l'uscita della squadra navale da Alessandria e di una seconda squadra dal Pireo. La squadra navale italiana, al comando dell'ammiraglio Angelo Iachino e composta dalla corazzata Vittorio Veneto, da 6 incrociatori pesanti, 2 incrociatori leggeri e 14 cacciatorpediniere, prese il mare la sera del 26 marzo. La squadra britannica di Alessandria, al comando dell'ammiraglio Andrew Cunningham, con tre corazzate, una portaerei e 9 cacciatorpediniere salpò la sera del 27 marzo contemporaneamente alla squadra del Pireo, forte di 4 incrociatori leggeri e 4 cacciatorpediniere e al comando dell'ammiraglio Henry Pridham-Wippell. La partenza delle navi britanniche sfuggì alla ricognizione italiana a causa delle cattive condizioni meteorologiche. Quella stessa notte fu portata a termine una coraggiosa azione dei mezzi d'assalto della marina italiana nella baia di Suda, a Creta, dove sei uomini, comandati dal tenente di vascello Faggioni, a bordo di barchini esplosivi penetrarono nella baia e riuscirono ad affondare l'incrociatore pesante York e una petroliera.
Il giorno seguente, 27 marzo, la squadra navale italiana fu individuata da un ricognitore britannico, togliendo all'ammiraglio Iachino la speranza di cogliere il nemico di sorpresa. Secondo le disposizioni di Cunningham, le due formazioni britanniche avrebbero dovuto incontrarsi all'alba del 28 a sud-est di Gaudo, ossia più o meno nello stesso luogo dove, secondo gli ordini di Supermarina, doveva trovarsi a quell'ora la squadra italiana. Alle 8:00 del mattino i tre incrociatori pesanti (Trieste, Bolzano e Trento) dell'ammiraglio Luigi Sansonetti si scontrarono con i quattro incrociatori leggeri di Pridham-Wippel. Sia Sansonetti che Pridham-Wippell avevano ricevuto gli stessi ordini: in caso di ingaggio, dovevano ritirarsi facendo in modo che il nemico li inseguisse, in modo da portarlo più vicino possibile alle navi da battaglia. Gli inglesi furono i primi a invertire la rotta inseguiti da quelli italiani finché alle 8:30 Iachino ordinò a Sansonetti di interrompere l'azione e rientrare; appena gli italiani interruppero l'inseguimento, gli incrociatori inglesi invertirono la rotta e presero a seguirli.
L'ammiraglio Iachino riuscì a stringere con la Vittorio Veneto le distanze sugli incrociatori leggeri britannici e alle 10:56 aprì il fuoco senza colpire gli avversari. Cunningham, troppo lontano dalla zona dello scontro per intervenire direttamente, fece alzare dalla portaerei Formidable un gruppo di sei aerosiluranti Fairey Albacore per attaccare la corazzata italiana; gli aerosiluranti giunsero sulle navi italiane alle 11:15 ma non riuscirono a mettere a segno neppure un colpo. Le navi di Pridham-Wippell ne approfittarono per portarsi fuori tiro. Preoccupato dalla presenza degli aerei imbarcati britannici e con i caccia a corto di carburante, alle 11:40 Iachino diede ordine alla squadra italiana di sospendere l'azione, invertire la rotta e rientrare verso la base.
Mentre la squadra di Iachino si dirigeva a tutta forza verso le basi italiane inseguita dalle navi britanniche, gli aerosiluranti della Formidable attaccarono nuovamente la squadra italiana colpendo la Vittorio Veneto, che poté continuare la navigazione, sia pure a velocità ridotta. Gli attacchi aerei continuarono fino al crepuscolo e, nell'ultimo attacco, un siluro colpì l'incrociatore Pola, immobilizzandolo. L'ammiraglio Iachino ordinò agli incrociatori Fiume e Zara, con la scorta dei cacciatorpediniere Alfieri, Gioberti, Oriani e Carducci, di tornare indietro verso il Pola per soccorrerlo proprio mentre la squadra britannica si stava avvicinando. Le navi italiane finirono nella trappola: le navi britanniche equipaggiate per il combattimento notturno e dotate su alcune unità di apparecchiature radar, aprirono il fuoco alle 22:27: sugli incrociatori italiani si abbatterono le salve da 381 mm delle corazzate Warspite, Valiant e Barham: i due incrociatori vennero affondati insieme ai cacciatorpediniere Alfieri e Carducci, mentre l'Oriani e il Gioberti riuscirono a fuggire.
Verso le 3:00 del mattino il cacciatorpediniere Jervis si avvicinò al Pola con l'intento di silurarlo, ma visto che dal Pola non giungevano segni di ostilità, il comandante britannico decise di affiancarlo per trarre in salvo l'equipaggio prima di affondarlo. Alle 3:40, dopo aver preso a bordo l'intero equipaggio, il Jervis si scostò dal Pola e gli indirizzò contro un siluro facendolo colare a picco. Alle 8:00 del mattino del 29 marzo, oltre ai 258 uomini del Pola, i britannici avevano già tratto in salvo 905 naufraghi, ma l'arrivo di una formazione di aerei tedeschi li costrinse a interrompere l'operazione di salvataggio.

#### Creta
Durante la battaglia furono effettuati due tentativi di trasportare truppe tedesche via mare, ma entrambi furono interrotti dall'intervento della Royal Navy. Le minuscole scorte navali italiane riuscirono però a salvare la maggior parte delle navi. Alla fine, gli italiani sbarcarono una propria forza vicino a Sitia il 28 maggio, quando il ritiro degli Alleati era già in corso.

#### Dopo la vittoria a Creta
Dopo la battaglia di Creta nell'estate del 1941, la Regia Marina riguadagnò la sua ascesa nel Mediterraneo centrale in una serie di attacchi di convogli riusciti, (tra cui il convoglio di Duisburg e Cap Bon), la prima battaglia di Sirte e il raid ad Alessandria a dicembre ha spostato l'equilibrio del potere verso l'Asse. L'attacco di maggior successo della Regia Marina alla flotta britannica fu quando i subacquei attaccarono mine patelle sugli scafi delle corazzate britanniche durante il raid ad Alessandria il 19 dicembre 1941. Le corazzate HMS Queen Elizabeth e HMS Valiant furono affondate ai loro ormeggi, ma erano entrambe sollevate e tornarono in servizio attivo entro la metà del 1943.

#### Malta
La posizione di Malta tra la Sicilia e il Nord Africa era perfetta per interdire i convogli di rifornimenti dell'Asse destinati al Nord Africa. Avrebbe così potuto influenzare la campagna in Nord Africa e sostenere le azioni alleate contro l'Italia. L'Asse lo riconobbe e fece grandi sforzi per neutralizzare l'isola come base britannica, sia con attacchi aerei che affamandola dei propri rifornimenti. Dopo una serie di combattute battaglie di convogli, tutte vittorie dell'Asse (come la seconda battaglia della Sirte a marzo e le operazioni Harpoon e Vigorous a giugno), sembrava che l'isola sarebbe rimasta senza rifornimenti. Un certo numero di convogli alleati furono decimati. Il punto di svolta nell'assedio avvenne nell'agosto del 1942, quando gli inglesi inviarono un convoglio fortemente difeso con il nome in codice Operazione Piedistallo. La difesa aerea di Malta è stata ripetutamente rafforzata dai caccia Hawker Hurricane e Supermarine Spitfire portati sull'isola dalla HMS Furious e da altre portaerei alleate. La situazione si è attenuata quando le forze dell'Asse sono state costrette ad allontanarsi dalle loro basi nordafricane e alla fine Malta ha potuto essere rifornita e diventare di nuovo una base offensiva. Gli inglesi ristabilirono una consistente guarnigione aerea e una base navale offensiva sull'isola. Con l'aiuto di Ultra, la guarnigione di Malta è stata in grado di interrompere i rifornimenti dell'Asse al Nord Africa immediatamente prima della seconda battaglia di El Alamein. Per la forza e il coraggio del popolo maltese durante l'assedio, l'isola è stata insignita della George Cross. Nel settembre 1943, con il crollo italiano e la resa della flotta italiana, ogni operazione offensiva dell'asse riguardante l'isola fu cancellata.

#### Armistizio di Cassibile
Il 25 luglio 1943 il Gran Consiglio del Fascismo spodestò Mussolini. Un nuovo governo italiano, guidato dal re Vittorio Emanuele III e dal maresciallo Pietro Badoglio, avviò immediatamente trattative segrete con gli Alleati per porre fine ai combattimenti. Il 3 settembre è stato firmato un armistizio segreto con gli Alleati a Fairfield Camp in Sicilia. L'armistizio fu annunciato l'8 settembre.
Dopo l'armistizio, la Marina Militare italiana fu divisa in due. Nell'Italia meridionale, la Marina Cobelligerante del Sud combatteva per il Re e Badoglio. A nord, una porzione molto più piccola della Regia Marina si unì alla Marina Nazionale Repubblicana della nuova Repubblica Sociale Italiana di Mussolini e combatté per i tedeschi.

#### I mezzi d'assalto e gli aerosiluranti

Lo Scirè con i contenitori per tre mezzi d'assalto sul ponte di coperta utilizzati nell'Impresa di Alessandria.

Nella guerra subalterna condotta dall'Italia, furono solo gli aerosiluranti della Regia aeronautica e i mezzi d'assalto della Regia marina a conseguire qualche significativa vittoria. Come già detto, la notte del 26 marzo 1941 i mezzi d'assalto della marina italiana penetrarono nella baia di Suda e riuscirono ad affondare l'incrociatore pesante York e a danneggiare gravemente la nave cisterna Pericles che venne abbandonata durante il rimorchio verso Alessandria.
Il 23 luglio 1941 aerosiluranti italiani della 280ª e della 283ª squadriglia attaccarono ripetutamente un grosso convoglio britannico colpendo l'incrociatore Manchester e un mercantile ed affondando il cacciatorpediniere Fearless.
Il 26 settembre successivo il convoglio britannico Halberd partì da Gibilterra per rifornire la base di Malta. Il giorno successivo venne attaccato da diverse squadriglie di aerosiluranti, concentratesi in Sardegna per affrontarlo, che riuscirono ad affondare il piroscafo Imperial Star da 12.000 tonnellate e a danneggiare diverse altre navi, tra cui la corazzata Nelson colpita a prua. Durante tutto il 1941 gli aerosiluranti della Regia aeronautica riuscirono ad affondare nove navi, più quattro probabili, e a danneggiarne più o meno gravemente altre trenta, con la perdita di 14 aerei su un totale di 260 impiegati.
La sera del 18 dicembre 1941, il sommergibile Scirè portò fino all'imbocco del porto di Alessandria 3 maiali (siluri pilotati), i cui equipaggi, penetrati all'interno del porto, riuscirono a piazzare cariche esplosive sul fondo delle corazzate Queen Elisabeth (33.550 t) e Valiant (27.500 t), affondando la prima e danneggiando gravemente la seconda. Nella stessa azione venne affondata la petroliera Sagona (7.750 t) e danneggiato l'incrociatore leggero Jervis (1.690 t).

### La partecipazione all'invasione della Jugoslavia e della Grecia
Aree assegnate all'Italia: l'area costituente la provincia di Lubiana, l'area accorpata alla provincia di Fiume e le aree costituenti il Governatorato di Dalmazia
     Stato Indipendente di Croazia
     Area occupate dalla Germania nazista
     Aree occupate dal Regno d'Ungheria

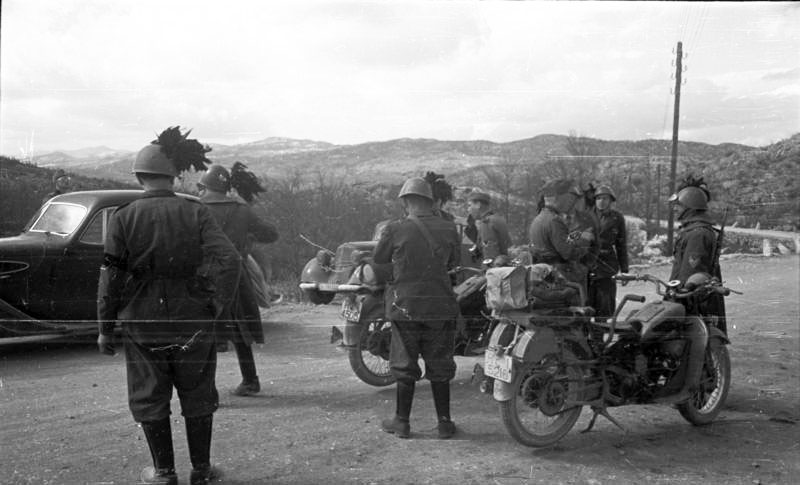
Bersaglieri italiani in Jugoslavia nel 1941.

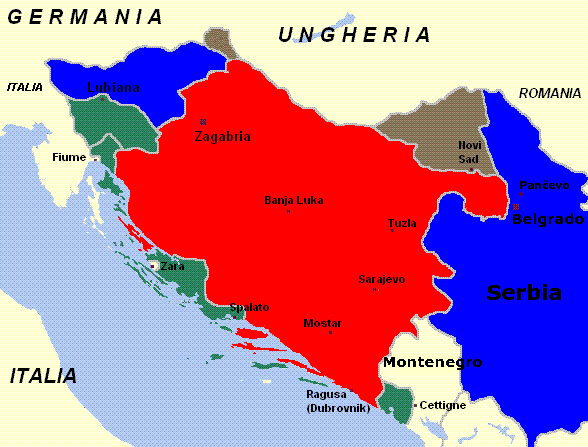
Divisione della Jugoslavia dopo la sua invasione da parte delle Potenze dell'Asse.
Aree assegnate all'Italia: l'area costituente la provincia di Lubiana, l'area accorpata alla provincia di Fiume e le aree costituenti il Governatorato di Dalmazia
Stato Indipendente di Croazia
Area occupate dalla Germania nazista
Aree occupate dal Regno d'Ungheria

Agli inizi del 1941, ottenuto l'appoggio di Romania, Ungheria, Bulgaria, Slovacchia e Jugoslavia, Hitler si preparava a portare l'attacco contro l'URSS, avendo il controllo completo del fianco meridionale delle sue armate dirette ad est. La situazione cambiò con il colpo di Stato in Jugoslavia del 27 marzo 1941, che rovesciò il governo collaborazionista del principe reggente Paolo Karađorđević, proclamò maggiorenne il giovane re Pietro II e strinse un patto d'alleanza con l'URSS. Questa nuova situazione costrinse il Führer a rimandare l'attacco alla Grecia per soccorrere gli italiani.

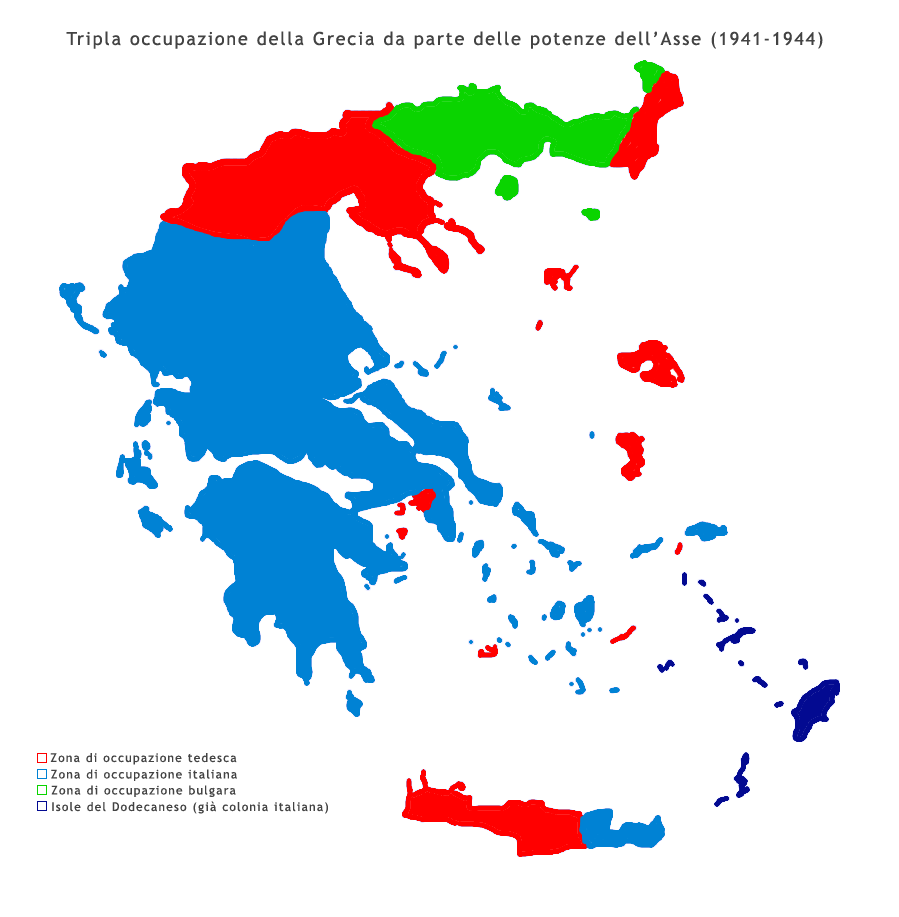
Le diverse zone della Grecia occupate dalle potenze dell'Asse.

L'attacco contro la Jugoslavia, scattato all'alba del 6 aprile, venne affidato alla XII armata del feldmaresciallo Wilhelm List, che partendo dalla Bulgaria si diresse verso Belgrado, mentre la II armata di Weichs varcava il confine jugoslavo da nord. Dall'Ungheria intervenne la III armata ungherese, e la II armata italiana del generale Vittorio Ambrosio, schierata alla frontiera giuliana, si diresse verso Lubiana e lungo la costa dalmata. Le truppe italiane occuparono la Carniola, la Dalmazia e il Montenegro e si ricongiunsero con i reparti provenienti dall'Albania. In sole due settimane la resistenza jugoslava venne annientata e il paese venne smembrato dai vincitori:
- la Germania (colore blu) si annetté la Stiria (abitata da una popolazione mista, tedesca e slovena) e occupò militarmente il Banato (regione abitata da una minoranza di tedeschi o Volksdeutschen), mentre la Serbia venne sottoposta a protettorato tedesco;
- l'Italia (colore verde) che era già presente a Zara, si annetté la Carniola (Provincia italiana di Lubiana), nonché parte della Dalmazia e le Bocche di Cattaro (Governatorato di Dalmazia);
- l'Ungheria (colore marrone) invece occupò il settore occidentale della Voivodina (Bačka), il Prekmurje sloveno più alcuni territori minori in Croazia che aveva perso alla fine della prima guerra mondiale (Međimurje, Baranja).

La Croazia (colore rosso), che comprendeva la maggior parte dei territori delle attuali Croazia e Bosnia ed Erzegovina, venne dichiarata regno indipendente ed affidata, nominalmente, al principe Aimone di Savoia-Aosta, che assunse il nome di Tomislavo II, ma di fatto venne retta da un governo filo-tedesco del capo degli ustascia Ante Pavelić. Anche in Serbia venne creato uno Stato fantoccio sotto la guida del generale Milan Nedić.

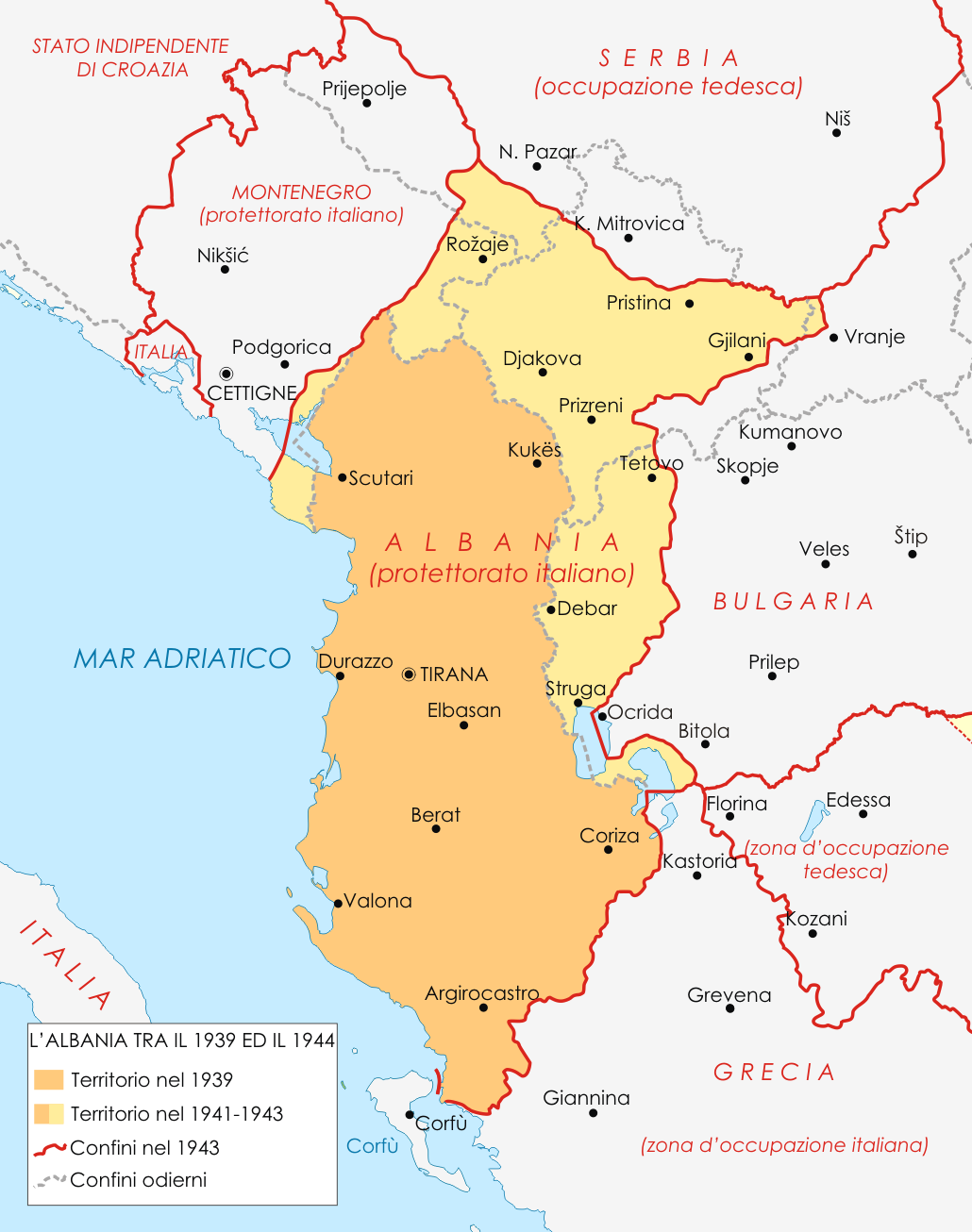
Mappa dell'Albania italiana durante la Seconda guerra mondiale

Con l'occupazione italiana del Montenegro e del Sangiaccato venne proclamato il protettorato sul Regno del Montenegro, paese natale della regina Elena, mentre il Regno d'Albania annetté buona parte del Cossovo (Metochia), la parte occidentale della Macedonia jugoslava (Dibrano) e, a spese del Montenegro, estese le sue frontiere a nord, includendo Rožaje, Plav e Dulcigno.
Contemporaneamente all'attacco contro la Jugoslavia, i tedeschi penetrarono in Grecia dalla Bulgaria e in breve tempo raggiunsero Salonicco, tagliando fuori il contingente greco di stanza in Tracia. Avanzando verso la costa occidentale della Grecia la Wehrmacht tagliò fuori le divisioni greche in Albania e, travolte con rapide manovre di aggiramento le linee difensive britanniche, i tedeschi ottennero rapidamente il crollo di ogni resistenza.
Con la firma della resa e la successiva conquista dell'isola di Creta, il paese ellenico venne suddiviso tra le forze italiane, tedesche e bulgare. Come mostra la cartina qui a fianco:
- la Germania (colore rosso) occupò militarmente la Macedonia centrale e orientale con l'importante porto di Salonicco, la capitale Atene, le isole dell'Egeo Settentrionale e parte dell'isola di Creta.
- la Bulgaria (colore verde) ottenne la Tracia persa nella prima guerra mondiale.
- l'Italia, che era già presente nell'Egeo con i possedimenti del Dodecanneso italiano (colore blu scuro), ottenne il controllo della quasi totalità della Grecia continentale, oltre alle isole di Corfù, Zante e Cefalonia e alla parte orientale di Creta (colore blu chiaro).

Ad Atene venne instaurato un governo militare greco, sottoposto al controllo della Germania e dell'Italia e guidato dal generale Georgios Tsolakoglu.

### La caduta dell'Africa orientale italiana
Intanto, in Africa Orientale, l'Italia subì la controffensiva britannica. Nel gennaio 1941 le forze italiane erano ancora in superiorità numerica, nonostante fossero isolate dalla madrepatria, e grazie al reclutamento di cittadini italiani ed etiopici potevano contare su circa 340.000 uomini; mentre le forze britanniche disponevano di 250.000 uomini e sulle forze della guerriglia etiopica.
Sul fronte settentrionale, la pressione britannica indusse gli italiani ad evacuare la città di Cassala in Sudan, conquistata pochi mesi prima, e a ripiegare in Eritrea sulle posizioni fortificate prima di Agordat (Battaglia di Agordat), poi di Cheren (Battaglia di Cheren), dove resistettero fino al 27 marzo. A sud, conquistata la Somalia nel marzo 1941, le truppe britanniche respinsero quelle italiane verso il centro dell'Etiopia, sino a giungere alla resa, con l'onore delle armi, di Amedeo duca d'Aosta, viceré d'Etiopia, sulle alture dell'Amba Alagi (Seconda battaglia dell'Amba Alagi).
Il 6 aprile Hailé Selassié entrò a Debra Marcos, mentre le avanguardie di Alan Gordon Cunningham erano giunte alle porte della capitale dell'impero. A Combolcià, pochi chilometri a sud di Dessiè, si trovavano postazioni difensive italiane; il raggruppamento di brigata sudafricano del generale Dan Pienaar impegnò l'artiglieria italiana con i suoi cannoni, mentre la fanteria raggiunse le alture a quota 1.800 metri. I sudafricani impiegarono tre giorni per raggiungere gli obiettivi e, dopo che un gruppo di guerriglieri etiopici si era unito a loro, presero d'assalto e conquistarono le postazioni italiane (22 aprile). I sudafricani ebbero 9 morti e 30 feriti e fecero 8.000 prigionieri.
Ad Addis Abeba, dove vivevano ben 40.000 civili italiani, i britannici affidarono l'amministrazione pubblica ai reparti della PAI (Polizia dell'Africa Italiana), che provocarono diversi incidenti: spararono sui prigionieri etiopici non ancora liberati uccidendone 64, mentre un gruppo di ausiliari reclutati tra i civili uccise altri 7 etiopi durante una rissa. Allora i britannici disarmarono i soldati italiani e affidarono l'ordine pubblico all'appena ricostituita polizia etiope. La vittoria finale dell'Etiopia e la sua liberazione dipesero molto anche dall'opposizione continua degli etiopi alla dominazione italiana, con una guerra (e guerriglia) che effettivamente non si fermò per tutti cinque anni di occupazione italiana fino alla totale liberazione. Il 5 maggio 1941, il Negus Hailé Selassié entrò ad Addis Abeba su un'Alfa Romeo scoperta, preceduto dal colonnello Wingate su un cavallo bianco.
Anche dopo la conquista alleata di Addis Abeba e l'episodio dell'Amba Alagi, resistette ancora per diversi mesi la guarnigione italiana di Gondar, forte di circa 40.000 uomini e comandata dal generale Guglielmo Nasi. Il generale amministrò egregiamente il suo avamposto e fino a ottobre, la situazione dei soldati italiani fu relativamente buona, ma dopo la caduta del presidio di Uolchefit e di quello di passo Culqualber, il 27 novembre, nella battaglia di Gondar, gli italiani furono sconfitti e costretti ad arrendersi.

### Le truppe italiane in Russia
Con l'operazione Barbarossa, scatenata da Hitler il 22 giugno 1941, il conflitto registrò una svolta destinata ad avere conseguenze decisive sulla storia del mondo. L'attacco cominciò all'alba su tutta la linea del fronte, dal mare del Nord al Mar Nero; le forze tedesche comprendevano 3.200.000 uomini (suddivisi in 153 divisioni, di cui 19 corazzate e 15 motorizzate), 3.400 carri armati, 250 semoventi, 7.150 cannoni, 600.000 automezzi, 625.000 cavalli e 3.900 aerei. Alle forze tedesche si affiancavano circa 690.000 soldati dei paesi alleati: finlandesi, romeni, ungheresi, slovacchi e "volontari" spagnoli e francesi.

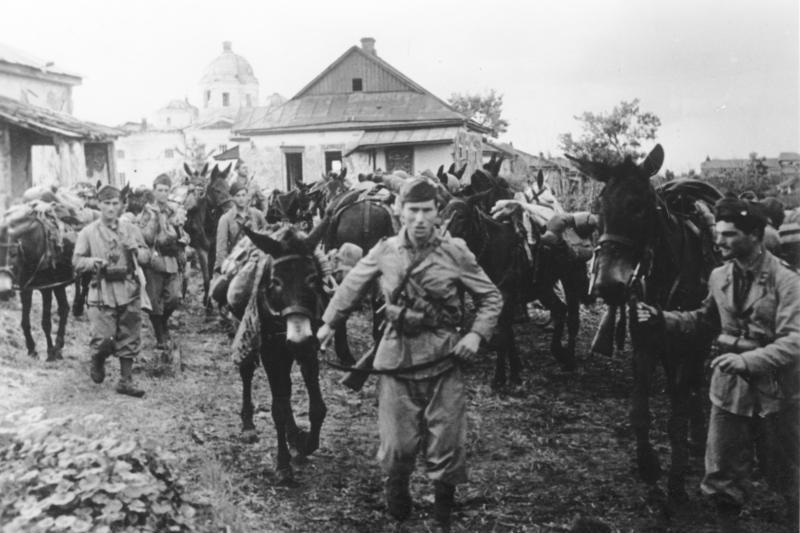
Soldati dell'8ª armata in Unione Sovietica nel 1942

Mussolini, impressionato dai primi clamorosi successi tedeschi, si precipitò ad offrire ad Hitler l'aiuto di un consistente corpo di spedizione italiano, nonostante Hitler lo avesse tenuto all'oscuro fino all'ultimo dell'inizio dell'invasione e avesse inizialmente tentato di respingere l'offerta di aiuto: "L'aiuto decisivo, Duce, lo potrete però sempre fornire con il rafforzare le Vostre forze nell'Africa Settentrionale... nonché intensificando la guerra aerea e, dove sia possibile, quella dei sottomarini nel Mediterraneo". L'invio nell'estate 1941 del CSIR (Corpo di spedizione italiano in Russia) agli ordini del generale Giovanni Messe (tre divisioni, 62.000 uomini, 5.500 automezzi, 4.600 quadrupedi, 220 pezzi di artiglieria, 83 aerei), ebbe un valore prettamente politico: non influì, se non minimamente, sui rapporti di forza nella campagna; rappresentò, invece, la volontà di Mussolini di difendere il suo ruolo di primo fra gli alleati di Hitler in quella che si prospettava come la trionfale e decisiva vittoria.
Le divisioni dello CSIR giunsero in ferrovia la frontiera russa, poi avanzarono in Ucraina parte a piedi e parte in autocarro. Furono inserite nel gruppo corazzato Von Kleist (poi 1. Panzerarmee), e impiegate in autunno nella regione dei fiumi Dnepr e Donec per l'eliminazione delle sacche di resistenza che la progressione delle forze motocorazzate tedesche si era lasciate alle spalle. Successivamente furono schierate sul fronte con compiti di difesa statica e a fine dicembre e poi in gennaio riuscirono a respingere alcuni attacchi della fanteria russa. I mesi successivi videro soltanto combattimenti minori. Le perdite fino al 30 luglio 1942 furono di 1.792 morti e dispersi e 7.878 tra feriti e congelati.
L'anno seguente, il corpo di spedizione italiano venne rafforzato da altre sei divisioni e trasformato nell'8ª Armata, conosciuta come ARMIR (Armata italiana in Russia) e posta al comando del generale Gariboldi, che nell'autunno 1942 contava 230.000 uomini, 16.700 automezzi, 1.150 trattori di artiglieria, 4.500 motoveicoli, 25.000 quadrupedi, 940 cannoni e 64 aerei. Le nuove divisioni italiane giunsero nell'estate 1942 in ferrovia fino alla zona di Charkov per poi percorrere da 500 a 1.000 km fino alla linea del fronte con i propri mezzi: a piedi o in autocarro.

#### La partecipazione al teatro navale del Mar Nero
Su richiesta della Germania, la Marina Militare italiana inviò una piccola forza nel Mar Nero. Questa è stata "l'unica volta in cui i tedeschi hanno mai chiesto spontaneamente l'assistenza delle forze armate italiane su un fronte di guerra tedesco". La forza inviata includeva sei barche MAS, sei (originariamente quattro) sottomarini nani di classe CB e quattro motosiluranti.

### La controffensiva britannica in Africa settentrionale
In Africa settentrionale, durante il lungo periodo di stasi delle operazioni da luglio a novembre, le forze britanniche si erano rafforzate molto più di quelle italo-tedesche: ai circa 600 aeroplani e 400 carri armati italo-tedeschi si contrapponevano 1.300 aerei e 800 carri britannici. Il 15 agosto il generale Rommel aveva assunto il comando di tutte le forze italo-tedesche, che comprendevano 7 divisioni italiane (200.000 uomini), tra cui l'Ariete, corazzata, e 67.000 soldati tedeschi con due divisioni corazzate.
Il 18 novembre i britannici attaccarono in direzione di Sidi Rezegh dando inizio ad una battaglia molto complessa che proseguì fino al 10 gennaio 1942 e che può essere divisa in tre fasi: fra il 18 e il 26 novembre l'attacco a Sidi Rezegh che venne respinto; dal 27 novembre al 2 dicembre la seconda battaglia di Bir el-Gobi, al termine della quale i britannici, dopo durissimi scontri con le forze corazzate tedesche e la divisione Ariete, arrivarono a Tobruch; dal 7 dicembre al 10 gennaio 1942 gli italo-tedeschi, che erano rimasti con una settantina di carri in tutto (40 i tedeschi e 30 l'Ariete), si sganciarono dal nemico e ripiegarono dalla Cirenaica.

### L'intervento degli USA
Nell'autunno del 1941 la situazione mondiale era cambiata decisamente: i sovietici dopo un lungo periodo di insuccessi non si erano lasciati travolgere dai tedeschi e gli Stati Uniti, attaccati dal Giappone a Pearl Harbor il 7 dicembre, erano entrati in guerra. L'11 dicembre Mussolini annunciò con il solito discorso dal balcone di Palazzo Venezia la dichiarazione di guerra dell'Italia agli Stati Uniti e, alle 14:30 dello stesso giorno, l'incaricato d'affari americano George Wadsworth venne convocato dal Ministro degli esteri Ciano per sentirsi comunicare l'inizio delle ostilità: "Vi ho chiamato per comunicarvi, nel nome del mio re e del governo italiano, che da oggi l'Italia si considera in guerra con gli Stati Uniti". "It's very tragic" ("È molto tragico"), fu la risposta di Wadsworth.

### I crimini di guerra

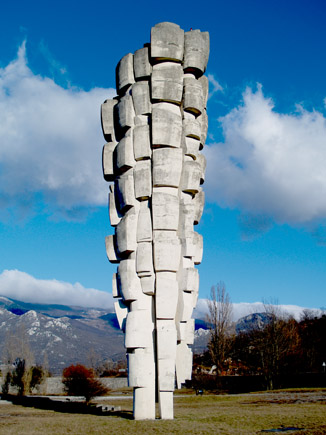
Monumento alle vittime dell'eccidio di Podhum.

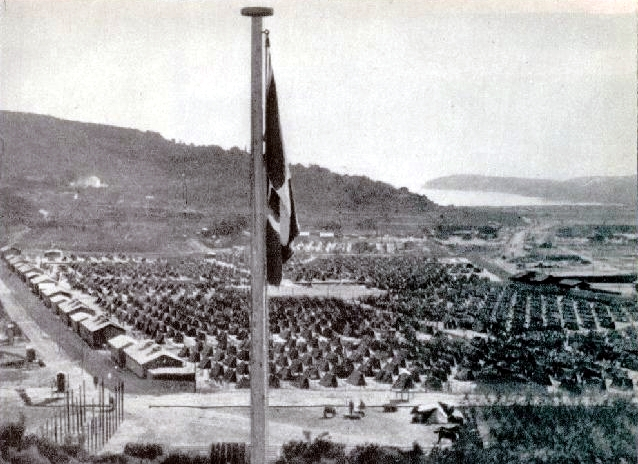
Vista del campo di concentramento di Arbe

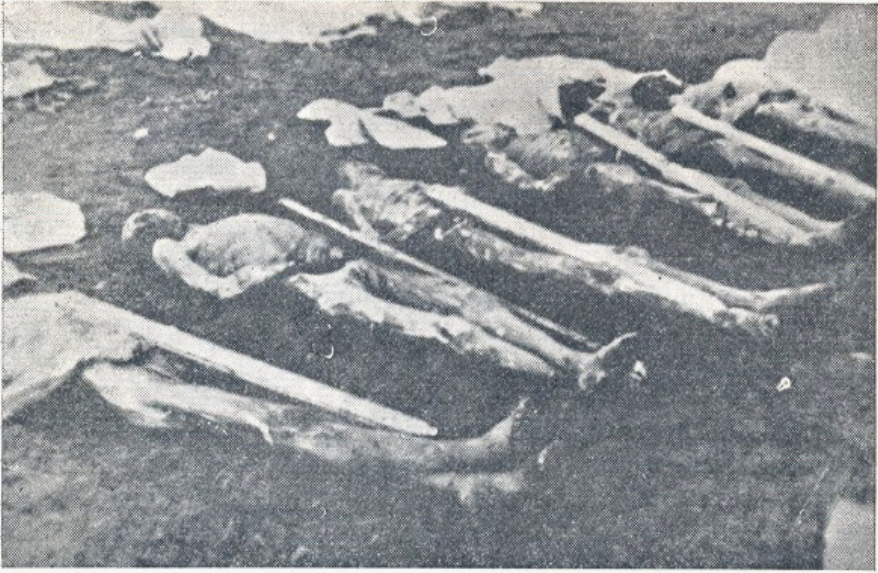
Internati morti nel campo di concentramento di Arbe. Fonte: Rabski zbornik, 1953.

Dal giugno 1940, al settembre 1943, l'esercito italiano combatté la stessa guerra di aggressione della Germania. Il modo d'occupazione italiano dei territori conquistati non fu difforme dagli altri praticati a quel tempo; senza dimenticare che esso fu applicato in regioni dove gli italiani erano percepiti dalla popolazione locale come aggressori e come tali furono osteggiati e contrastati. La lotta contro i "banditi" slavi o greci, fu condotta con modalità di guerra dure, talvolta spietate, che in Grecia furono rese ancor più aspre dalla penuria alimentare, mentre in Jugoslavia furono rese drammatiche da feroci contrasti etnico-politici che contrapponevano ustascia, cetnici e titoisti alla ferrea volontà italiana di trasformare in suolo patrio, territori non abitati da italiani, se non in parte della Dalmazia.
Le autorità greche segnalarono stupri di massa. Il comando tedesco in Macedonia arrivò a protestare con gli italiani per il ripetersi delle violenze contro i civili. Il capo della polizia di Elassona, Nikolaos Bavaris, scrisse una lettera di denuncia ai comandi italiani e alla Croce rossa internazionale: "Vi vantate di essere il Paese più civile d'Europa, ma crimini come questi sono commessi solo da barbari". Fu internato, torturato e deportato in Italia.
Il 16 febbraio 1943 a Domenikon, un piccolo villaggio della Grecia centrale situato in Tessaglia, l'intera popolazione maschile tra i 14 e gli 80 anni venne trucidata. Nei dintorni di Domenikon, poco prima della strage, un attacco partigiano aveva provocato la morte di 9 soldati italiani. Il generale della 24ª Divisione fanteria "Pinerolo", Cesare Benelli, ordinò la repressione: centinaia di uomini circondarono il villaggio, rastrellarono la popolazione e catturarono più di 150 uomini dai 14 agli 80 anni. Li tennero in ostaggio fino a che, nel cuore della notte, procedettero alla fucilazione. L'episodio rappresenta uno dei più efferati crimini di guerra commessi dall'Italia durante la Seconda guerra mondiale.
Questo episodio non fu sporadico: secondo la storica Lidia Santarelli fu il primo di una serie di episodi di repressione nella primavera-estate 1943 conseguenti a una circolare del generale Carlo Geloso, comandante delle forze italiane di occupazione, per la quale nella lotta ai ribelli si adottò il principio della responsabilità collettiva: per annientare il movimento partigiano andavano annientate le comunità locali. A partire dal luglio 1942 in Jugoslavia le divisioni italiane, con grandi operazioni di rastrellamento alla caccia delle formazioni partigiane, svuotarono il territorio in cui queste erano più presenti, deportando la popolazione dei villaggi in campi di concentramento costituiti appositamente. Si trattava soprattutto di donne, bambini ed anziani, poiché gli "uomini validi" fuggivano nei boschi alla vista dei reparti italiani, per evitare di essere presi come ostaggi e fucilati nelle quotidiane rappresaglie decretate dai tribunali militari di guerra.
Ma dai documenti degli stessi generali italiani emerge anche la determinazione per cui le rappresaglie contro i civili dovevano essere un'arma di pressione contro i partigiani del Fronte di Liberazione, che tenevano in scacco una grossa parte dell'esercito italiano. Tra l'estate del 1942 e quella del 1943 furono attivi sette campi di concentramento per civili sotto il controllo della II Armata (che aveva la competenza su Slovenia e Dalmazia). Stabilire oggi il numero dei deportati risulta assai difficile, sia per la frammentarietà degli archivi consultabili, sia perché le stesse autorità italiane scrivevano di non avere un quadro preciso della situazione. Secondo alcune stime si conterebbero almeno 20.000 civili sloveni internati. Mentre un documento del Ministero dell'interno italiano, databile alla fine dell'agosto 1942, indica un complesso di cinquantamila elementi circa, sgombrati dai territori della frontiera orientale in seguito alle operazioni di polizia in corso, di cui la metà donne e bambini.
Le cause principali delle morti nei campi di concentramento furono la fame e il freddo. Già nel maggio 1942 una lettera di un dirigente cattolico di Lubiana segnalò alle autorità militari italiane, che "nel campo di concentramento di Gonars ... gli internati soffrono atrocemente la fame". Nel luglio 1942, il regime d'occupazione italiano instaurò ad Arbe (più esattamente nella località di Campora), un campo di concentramento per i civili slavi delle zone occupate della Slovenia (vi furono internati anche alcuni civili della vicina Venezia Giulia). In seguito vi furono ospitati anche ebrei fuggiti dalla Croazia. Complessivamente vi furono internati più di 10.000 civili, in massima parte vecchi, donne e bambini, cifra che non comprende coloro che passarono in transito verso altri campi nei territori occupati o nel Regno d'Italia. Il campo si caratterizzò per la durezza del trattamento riservato agli internati di etnia slava, dei quali un gran numero perì di stenti e malattie. Secondo il Centro Simon Wiesenthal, il campo ospitò 15.000 prigionieri dei quali 4.000 morirono. Il numero complessivo di vittime non è accertato, ma si stima che soltanto nell'inverno 1942-1943 circa 1.500 persone persero la vita a causa della denutrizione, del freddo, delle epidemie e dei maltrattamenti. Il campo di Arbe fu gestito completamente da italiani.
Il 12 luglio 1942 nel villaggio di Podhum, per rappresaglia furono fucilati da reparti militari italiani per ordine del Prefetto della Provincia di Fiume Temistocle Testa tutti gli uomini del villaggio di età compresa tra i 16 e i 64 anni. Sul monumento che oggi sorge nei pressi del villaggio sono indicati i nomi delle 91 vittime dell'eccidio. Il resto della popolazione fu deportata nei campi di internamento italiani e le abitazioni furono incendiate.
Nel Montenegro la divisione Alba incendiò interi villaggi e massacrò gli abitanti; 6 villaggi vennero bruciati nella zona di Čevo. La 5ª Divisione alpina "Pusteria" fece terra bruciata: i testimoni raccontarono crimini orrendi, bambini uccisi dagli alpini come a un tiro al piccione. A Lubiana nel solo mese del marzo 1942 gli italiani fucilarono 102 ostaggi.
Un soldato italiano in una lettera inviata a casa il 1º luglio 1942 scrisse: «Abbiamo distrutto tutto da cima a fondo senza risparmiare gli innocenti. Uccidiamo intere famiglie ogni sera, picchiandoli a morte o sparando contro di loro. Se cercano soltanto di muoversi tiriamo senza pietà e chi muore muore» Un altro scrisse: «Noi abbiamo l'ordine di uccidere tutti e di incendiare tutto quel che incontriamo sul nostro cammino, di modo che contiamo di finirla rapidamente»
Secondo fonti slovene e jugoslave, in 29 mesi di occupazione italiana della Provincia di Lubiana, vennero fucilati, come ostaggi o durante operazioni di rastrellamento, circa 5.000 civili ai quali si devono aggiungere 200 bruciati vivi o massacrati in modo diverso, 900 partigiani catturati e fucilati e oltre 7.000 (su 33.000 deportati) persone, in buona parte anziani, donne e bambini, morti nei campi di concentramento. In totale, quindi, si arrivò alla cifra di circa 13.100 persone uccise su una popolazione totale di circa 340.000 persone, cioè il 3,9% della popolazione.

### La nuova offensiva di Rommel e la battaglia di El Alamein
Dopo aver ricevuto nuovi rinforzi, il 21 gennaio 1942 Rommel ripartì all'offensiva con due divisioni corazzate tedesche, due divisioni italiane (compresa la divisione corazzata Ariete) e la 90ª divisione di fanteria leggera tedesca. Il 23 gennaio raggiunse Agedabia, il 29 Bengasi, il 1º febbraio Cirene e il 4 Ain el-Gazala. Poi, fino a maggio Rommel fermò l'offensiva per riordinare le sue forze. Intanto, fra gennaio e aprile, l'aviazione tedesca di base in Sicilia, con un modesto concorso di quella italiana, sottopose la base di Malta ad una serie di continui attacchi che rallentarono la pressione britannica sul traffico navale italo-tedesco consentendo ai rifornimenti di giungere in Libia praticamente senza contrasto.
In questo periodo le forze italiane e tedesche nel Mediterraneo, pur tra molte difficoltà, raggiunsero la loro massima potenza ed efficienza. In giugno, la necessità di rifornire Malta provocò la cosiddetta battaglia di mezzo giugno: due convogli navali partirono da Alessandria (Operazione Vigorous) e Gibilterra (Operazione Harpoon) e contro di essi si lanciarono le forze aeree italiane e tedesche e quelle navali italiane: solo due piroscafi del primo convoglio riuscirono a raggiungere Malta, mentre il secondo dopo aver subito pesanti perdite preferì invertire la rotta e tornare alla base. In agosto, con l'Operazione Pedestal, i britannici tentarono di nuovo di rifornire Malta: un convoglio composto da 14 mercantili partì da Gibilterra con la scorta di due corazzate, tre portaerei, tre incrociatori e 14 cacciatorpediniere. Fra l'11 e il 14 agosto (battaglia di mezzo agosto), il convoglio venne sottoposto all'attacco delle forze aeronavali italiane e tedesche: nove mercantili, la porterei Eagle, due incrociatori e un cacciatorpediniere vennero affondati; solo cinque navi da carico, di cui due pesantemente danneggiate, riuscirono a raggiungere Malta.
Sul fronte terrestre, ripresa l'offensiva, il 28 maggio Rommel spezzò le linee britanniche fra Ain el-Gazala e Bir Hachéim, il 21 giugno prese Tobruch e il 30 giugno raggiunse le posizioni avanzate di El Alamein, su cui le truppe britanniche avevano ripiegato e dove erano state predisposte difese assai forti. Il 1º luglio Rommel lanciò il primo attacco contro le difese britanniche (prima battaglia di El Alamein), senza preparazione di artiglieria e con le prime truppe arrivate, la 90ª divisione di fanteria leggera tedesca e la divisione Trento, ma l'attacco fallì. Fallito anche un contrattacco britannico il 22 luglio, la situazione si stabilizzò senza più alcuna azione di rilievo fino alla fine di agosto.
Nella lunga stasi delle operazioni corrispondente al mese di agosto, Rommel cercò di assestare e riorganizzare le sue forze, ricevendo nuovi rinforzi in aerei e mezzi corazzati, ma dall'altra parte le forze britanniche (a cui si aggiunse l'intervento diretto di forze aeree statunitensi) avevano ormai raggiunto una netta superiorità.

Fanti italiani nel nord Africa durante la battaglia di El Alamein.

Il 30 agosto Rommel passò all'offensiva: prima effettuò un attacco di sondaggio nel pomeriggio del 30 e poi nella notte fra il 30 e il 31 mandò in avanti la massa dei carri armati: il piano di Rommel era di penetrare in profondità le difese britanniche e poi stringere verso nord per accerchiarle; ma i campi minati, l'artiglieria inglese e l'aviazione anglo-americana ritardarono l'avanzata delle forze corazzate dell'Asse che giunsero con 12 ore di ritardo sulle posizioni dalle quali doveva partire la conversione verso nord. La sera del 1º settembre Rommel fermò l'attacco sulle posizioni raggiunte, anche perché i suoi carri avevano consumato il triplo del carburante previsto a causa del terreno impervio, contando di ripartire non appena avesse ricevuto rifornimenti. Però, il 2 settembre, l'aviazione britannica affondò davanti a Tobruch la nave cisterna Fassio e danneggiò gravemente l'Abruzzi, così, non potendo più sperare negli indispensabili rifornimenti di benzina, il 3 settembre Rommel ordinò il ripiegamento.
I mesi di settembre e ottobre vennero utilizzati dagli Alleati anglo-americani per rafforzarsi al di là di ogni possibilità di confronto con gli italo-tedeschi: a 195.000 soldati, 1.000 cannoni, 1.200 carri armati e 1585 aeroplani anglo-americani, si opponevano 104.000 soldati, 480 cannoni, 500 carri armati e 700 aeroplani italo-tedeschi. E mentre il Mediterraneo diventò praticamente intransitabile per le navi italiane, gli Alleati facevano arrivare i propri rinforzi attraverso la sicura linea di comunicazione africana che faceva capo a Takoradi nella Costa d'Oro.
La notte fra il 23 e il 24 ottobre l'8ª armata di Montgomery passò all'offensiva: dopo due ore di preparazione di artiglieria, con l'appoggio di grosse formazioni di bombardieri notturni e preceduta dalle cornamuse degli scozzesi, l'8ª armata attaccò su un fronte di dieci km rompendo le prime linee di resistenza. Il giorno seguente le forze corazzate dell'Asse riuscirono a ristabilire la situazione e per otto giorni, con una serie di contrattacchi, fermarono i britannici, ma non potendo contare su reintegri delle sue perdite, Rommel nella notte del 2 novembre, nonostante gli ordini contrari di Hitler e Mussolini, ruppe il contatto col nemico iniziando il ripiegamento.

### La disfatta in Russia
L'ARMIR prese parte all'offensiva estiva tedesca del 1942, denominata Operazione Blu. Schierata alle dipendenze del Gruppo di Armate B tedesco, venne destinata alla protezione del fianco sinistro delle truppe impegnate nella battaglia di Stalingrado. Venne perciò schierata lungo il bacino del Don, tra la 2ª Armata ungherese a nord e la 3ª Armata romena a sud. Il 20 agosto, truppe sovietiche attaccarono il settore difeso dal XXXV Corpo d'Armata, riuscendo a stabilire una testa di ponte oltre il Don. Il contrattacco italiano lanciato il 23 (durante il quale si svolse il celebre episodio della carica di Isbuscenskij) riuscì in qualche modo a contenere l'azione dei sovietici, che tuttavia furono in grado di consolidare le posizioni conquistate.
Settembre e ottobre trascorsero tranquillamente, con le truppe italiane disposte a difesa di un tratto di fronte lungo 270 km: l'ampiezza era tale che tutte le divisioni erano schierate in prima linea, con l'eccezione della Vicenza (impegnata a contrastare i partigiani nelle retrovie) e del Raggruppamento Barbò (giudicato inadatto al ruolo di difesa statica). Il 19 novembre, l'Armata Rossa lanciò una massiccia offensiva (Operazione Urano) volta ad accerchiare le truppe tedesche a Stalingrado. L'azione portò all'annientamento della 3ª Armata romena, schierata a sud dell'ARMIR. Il 16 dicembre, l'offensiva sovietica (Operazione Piccolo Saturno) si scatenò anche contro le linee tenute dal II e XXXV Corpo dell'ARMIR. Il primo attacco sovietico fu contenuto, ma il 17 i sovietici lanciarono all'attacco le divisioni corazzate travolgendo le linee tenute dagli italiani e obbligandoli alla ritirata. Quasi prive di mezzi di trasporto, le divisioni di fanteria dell'ARMIR finirono in gran parte annientate.

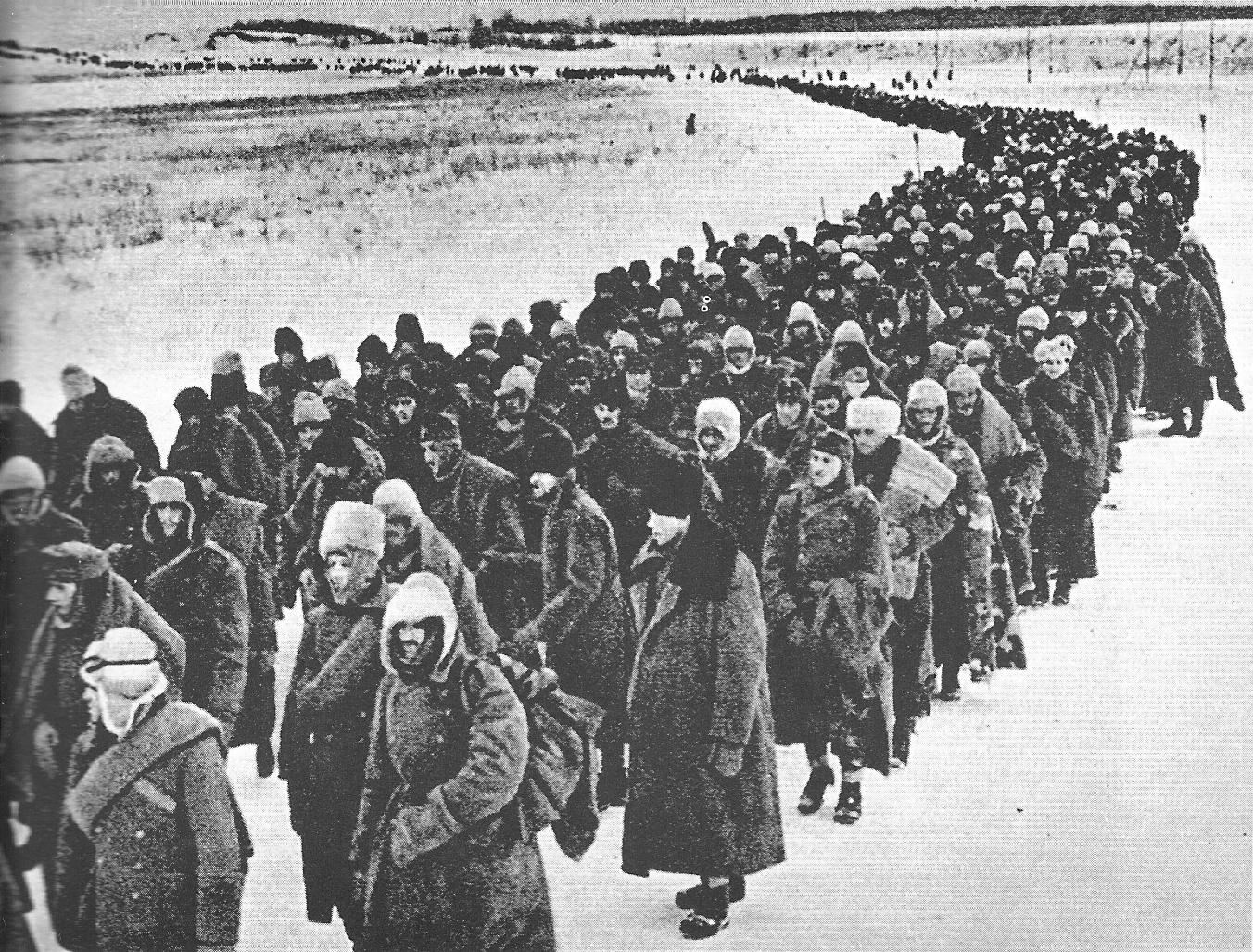
Colonna di prigionieri italiani, tedeschi, ungheresi e rumeni.

L'offensiva sovietica non coinvolse il Corpo d'Armata alpino, che continuò a tenere le sue posizioni sul Don. La Divisione Julia, sostituita sulla linea del fronte dalla Divisione Vicenza, fu riposizionata sul fianco destro del Corpo alpino insieme al XXIV Corpo d'Armata tedesco, riuscendo a contenere lo sfondamento nemico. Il 13 gennaio 1943, i sovietici attaccarono e travolsero la 2ª Armata ungherese (Offensiva Ostrogorzk-Rossoš), completando l'accerchiamento del Corpo d'Armata alpino. L'ordine di ripiegare dal Don venne dato (con molto ritardo), solo il 17 gennaio. In dieci giorni, le tre divisioni alpine, la Divisione Vicenza, alcune unità tedesche del XXIV Corpo e una gran massa di sbandati italiani, ungheresi e romeni, coprirono più di 120 km in ritirata, in condizioni climatiche proibitive (neve alta e temperature tra i -35º e i -42º), con pochi mezzi di trasporto e vestiario insufficiente, sottoposte ad incessanti attacchi da parte delle truppe regolari e dei partigiani sovietici. Il 26 gennaio, la Divisione Tridentina riuscì a rompere l'accerchiamento sovietico presso Nikolajewka, mentre le divisioni Julia, Cuneense e Vicenza finirono pressoché annientate.
Quando il 30 gennaio 1943 i sopravvissuti si raccolsero a Schebekino, dove poterono finalmente riposare dopo 350 chilometri di marce estenuanti e dopo tredici battaglie, la Campagna di Russia ebbe termine per le truppe italiane. Gravissime furono le perdite, in particolare delle divisioni alpine: dei 57.000 alpini partiti per la Russia, ne ritornarono solo 11.000: tutti gli altri morirono nel corso delle battaglie, durante la ritirata attraverso la desolata steppa russa oppure nei campi di prigionia sovietici.

### Occupazione e resistenza in Jugoslavia e Grecia

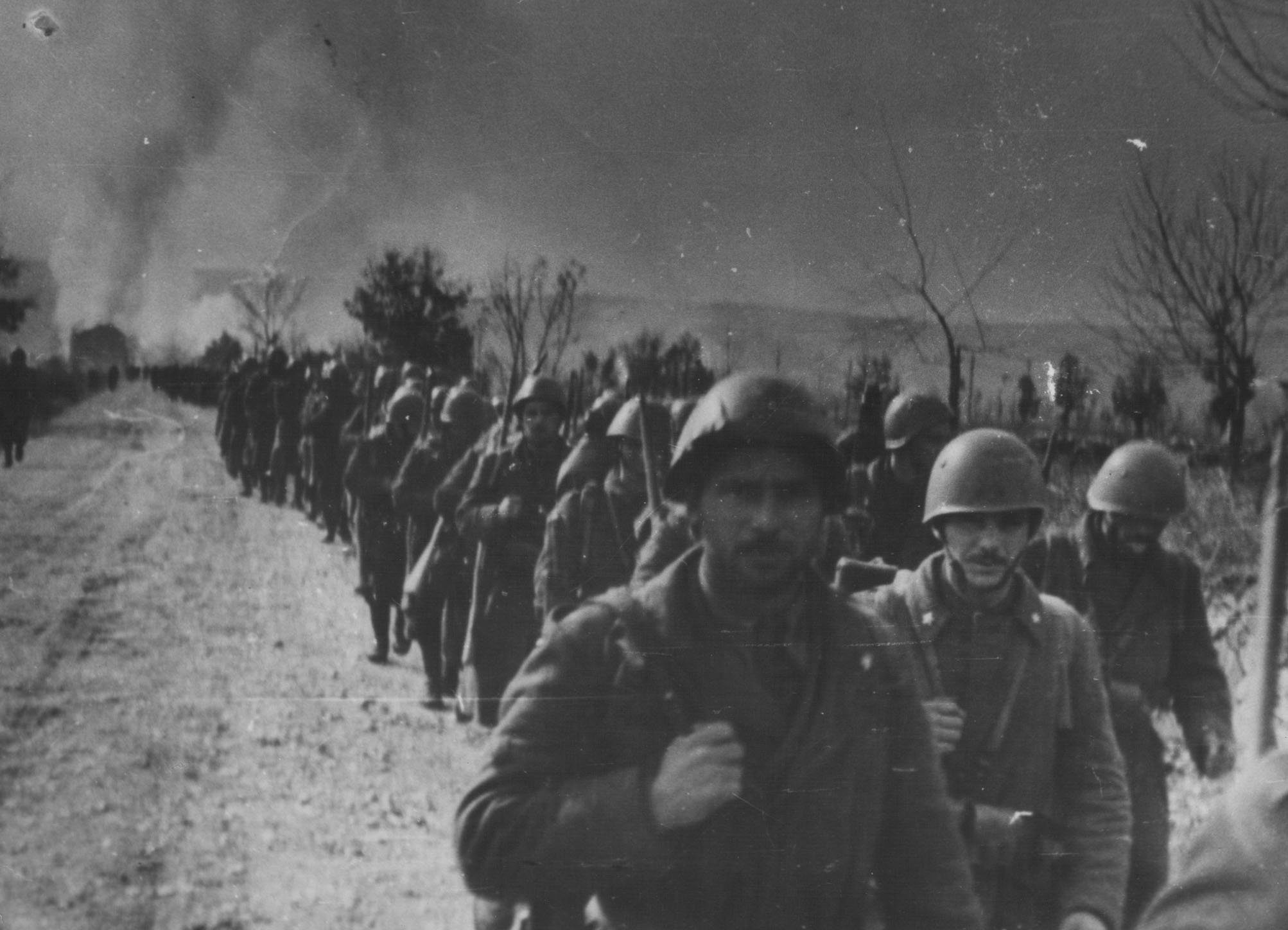
Truppe italiane in marcia in Jugoslavia nel 1942.

La rapida e schiacciante vittoria delle potenze dell'Asse nei Balcani non segnò la fine della guerra in questo teatro operativo; al contrario già a partire dal giugno 1941 iniziò un movimento insurrezionale in Jugoslavia, condotto soprattutto dai partigiani comunisti di Josip Broz Tito, che mise subito in difficoltà gli occupanti; il grosso delle truppe dell'Asse fin dall'inizio fu fornito dal Regio Esercito che giunse a schierare oltre 30 divisioni nei Balcani, di cui almeno 18 in Jugoslavia. Fino alla fine l'esercito italiano impiegò il maggior numero di soldati, circa il 50% del totale, nei Balcani prevalentemente in operazioni anti-partigiane di occupazione e repressione in un teatro bellico considerato teoricamente non attivo. L'insurrezione colse di sorpresa gli italiani inizialmente soprattutto in Montenegro dove subirono forti perdite e rischiarono di essere costretti alla ritirata; con l'intervento di grandi rinforzi e brutali metodi repressivi gli italiani, al comando del generale Alessandro Pirzio Biroli riuscirono a riprendere il controllo della situazione entro la fine del 1941, ma la guerriglia partigiana era ormai estesa, nonostante le operazioni repressive tedesche, in Bosnia, Erzegovina e nella parte di Croazia presidiata dalle truppe italiane.

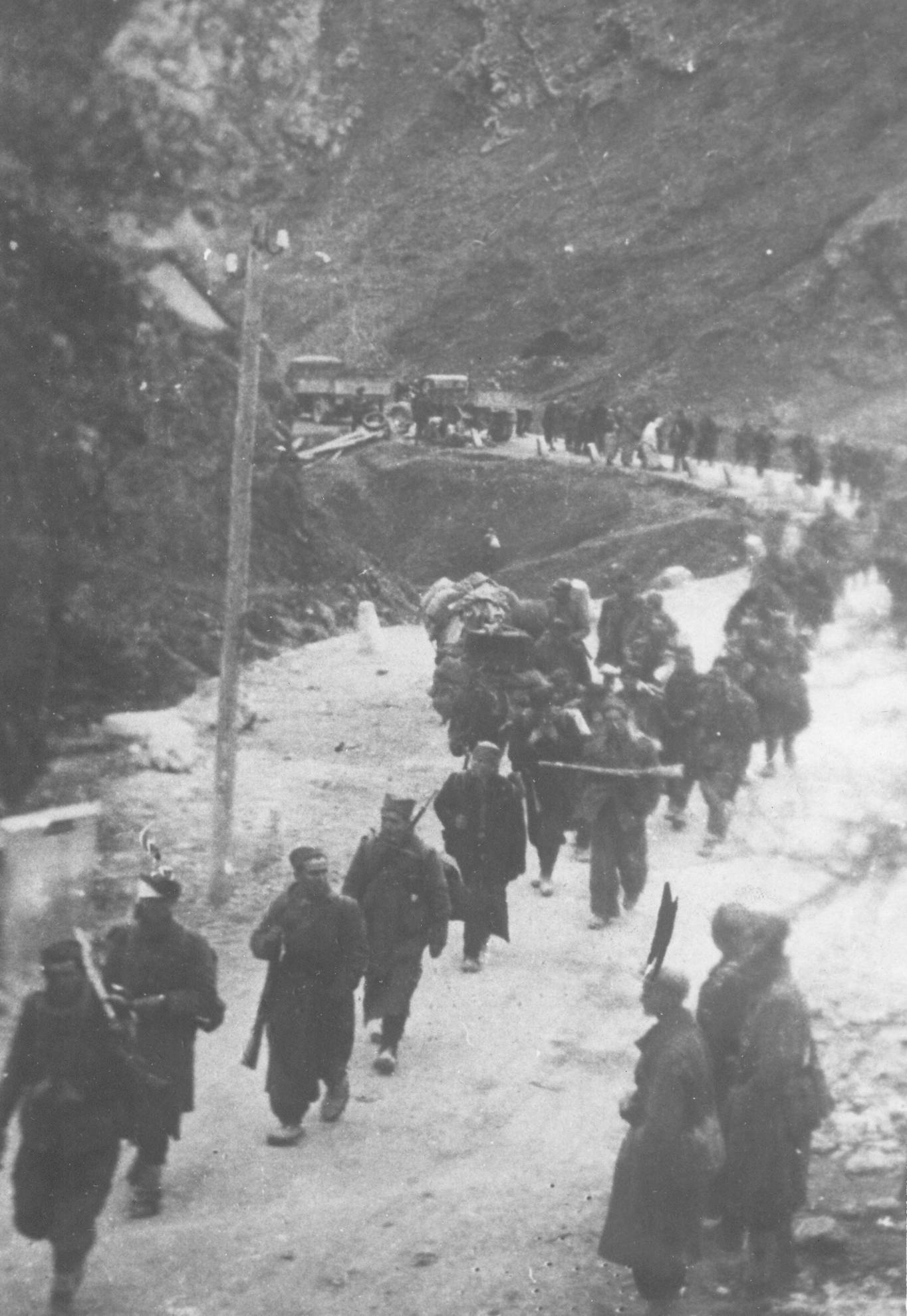
Partigiani jugoslavi in marcia durante la battaglia della Neretva.

In questa fase in Jugoslavia si accese anche una sanguinosa guerra civile tra i partigiani di Tito e i cetnici nazionalisti anticomunisti di Draža Mihailović, gli italiani cercarono di sfruttare la confusa situazione, costituirono forze armate collaborazioniste e si allearono con molti capi cetnici che divennero utili ausiliari contro la resistenza. Nonostante la guerra civile e le numerose offensive italo-tedesche tuttavia durante il 1942 i partigiani comunisti accrebbero costantemente la loro efficienza e combattività, alla fine dell'anno Tito poté costituire una grande "zona libera" in Bosnia centrale e organizzare un vero esercito partigiano, l'Esercito Popolare di Liberazione della Jugoslavia.
All'inizio del 1943 nonostante le sconfitte sugli altri fronti, l'alto comando italiano partecipò con una parte delle sue forze alla operazione Weiss, la grande offensiva sferrata dai tedeschi contro l'esercito partigiano; la conseguente battaglia della Neretva tuttavia si concluse a marzo 1943 con una pesante sconfitta per gli italiani e i cetnici che non riuscirono a fermare i partigiani e subirono forti perdite. La successiva battaglia oltre la Drina terminò in aprile con altre sconfitte per gli italiani che persero molte posizioni in Montenegro e Sangiaccato e non riuscirono ad arrestare l'irruzione delle formazioni di Tito.
Le divisioni italiane, fortemente provate dai combattimenti e dai logoranti compiti di occupazione e repressione, svolsero un ruolo minore nella successiva battaglia della Sutjeska del maggio-giugno 1943 nel corso della quale i tedeschi giunsero vicini ad accerchiare e annientare le divisioni mobili partigiane di Tito. La situazione dell'esercito italiano in Jugoslavia e Grecia nelle settimane seguenti divenne sempre e più precaria; alla vigilia dell'8 settembre 1943, nei Balcani erano presenti ancora 29 divisioni italiane, ritirate in parte nei presidi lungo la costa adriatica, ma prive di ordini precisi e indebolite dalla lunga guerra.

### La sconfitta definitiva in Africa settentrionale
L'8 novembre 1942, sei giorni dopo la fine della battaglia di El Alamein, con lo sbarco in Marocco e in Algeria di una forza d'invasione anglo-americana forte di oltre 100.000 uomini (Operazione Torch), cominciò l'ultimo atto della guerra in Africa settentrionale. Sia in Marocco che in Algeria la resistenza dei reparti francesi fedeli al Governo collaborazionista di Vichy non durò a lungo e le forze d'invasione poterono rapidamente portarsi sugli obiettivi prestabiliti. Il punto debole dell'operazione anglo-americana era rappresentato dalla Tunisia, dove non erano stati previsti sbarchi e verso cui si stavano dirigendo le forze italo-tedesche di Rommel in ritirata lungo la costa libica. Nel quadro di una strategia difensiva da tempo elaborata, fra il 9 e il 10 novembre, truppe italiane e tedesche sbarcarono a Tunisi, Biserta, Sousse e Sfax via mare o da aerei da trasporto.
L'11 novembre truppe italiane sbarcarono a Bastia, in Corsica, mentre i tedeschi procedettero all'occupazione della parte meridionale della Francia (Operazione Anton), allora sotto l'autorità del Governo di Vichy. All'occupazione della Francia prese parte anche la 4ª armata italiana che occupò la Provenza fino al Rodano, comprese le città di Tolone, Aix-en-Provence, Grenoble, Avignone, Chambéry, Marsiglia. Al 31 maggio 1943, la 4ª armata in Francia constava di quattro divisioni di fanteria, due alpine, tre divisioni costiere ed altri reparti, per un totale di 142.000 uomini. Il VII corpo d'armata in Corsica era invece costituito da due divisioni di fanteria, una costiera e altri reparti, per un totale di 68.700 soldati.

Spartizione dei territori francesi dopo l'occupazione

Uno degli obiettivi degli italo-tedeschi era la cattura della flotta francese concentrata nel porto di Tolone (Operazione Lila), ma il comandante francese, ammiraglio Jean de Laborde, riuscì a far partire le navi di nascosto e la flotta si autoaffondò nel porto o appena al largo. Andarono così a fondo 3 corazzate, 7 incrociatori, 28 cacciatorpediniere e 20 sommergibili. La ritirata italo-tedesca iniziata il 2 novembre a El-Alamein era proseguita attraverso la Cirenaica e la Tripolitania. Il 23 gennaio cadde Tripoli e tre giorni dopo Rommel varcò i confini della Tunisia per organizzarvi l'ultima resistenza con i reparti sopravvissuti agli attacchi dell'8ª armata britannica, che peraltro non era mai riuscita a tramutare la ritirata in rotta.
Circa cento kilometri oltre il confine libico-tunisino, le truppe di Rommel si attestarono su una linea difensiva, la linea del Mareth, che correva fra la strada litoranea e l'omonima località che chiudeva a sud la linea del fronte stabilita il 1º dicembre fra Cap Serrat e Gafsa. Il 4 febbraio Rommel avviò un attacco in direzione di Kasserine (in Tunisia) e Tébessa (in Algeria). L'attacco colse di sorpresa gli anglo-americani, tuttavia, dopo aver sfondato le difese americane a Kasserine, Rommel non riuscì a sfruttare il successo iniziale e a proseguire l'avanzata verso Tébessa per una mancanza di coordinazione con il generale Jürgin von Armin, che comandava le truppe italo-tedesche nel settore nord e per gli ordini contrari del Comando supremo italiano che, da Roma, autorizzò Rommel a proseguire l'avanzata in direzione nord, verso Le-Kef, invece che verso ovest. Il 17 febbraio l'Afrikakorps prese il campo d'aviazione di Thelepte, principale base aerea alleata nel settore sud, catturando trenta aerei avversari intatti e tre giorni dopo i carri tedeschi forzarono il Passo di Kasserine (Battaglia del passo di Kasserine), sulla dorsale montagnosa ad ovest della località omonima, distruggendo 22 dei 30 carri armati che lo bloccavano e catturando 30 mezzi cingolati che avevano trasportato fin là reparti di fanteria dell'US Army. Tuttavia, a causa delle incomprensioni con von Armin e il Comando supremo italiano, il 22 febbraio Rommel decise di rinunciare a continuare l'avanzata verso Le-Kef e si ritirò sulla linea di partenza.
Il 6 marzo, nel tentativo di prevenire l'attacco britannico alla linea del Mareth, Rommel sferrò un nuovo attacco, questa volta verso est, in direzione di Médenine. Dopo alterne vicende, le truppe italo-tedesche vennero soverchiate dal nemico e riuscirono a sfuggire all'annientamento ritirandosi, il 27 marzo, sulla linea dell'Uadi Akarit, più a nord. Intanto però, il 9 marzo, Rommel era stato richiamato in patria e sostituito dal generale von Armin, mentre la 1ª armata italiana, che comprendeva anche i resti dell'Afrikakorps e due divisioni di fanteria tedesche, era stata posta agli ordini del generale Giovanni Messe. Il 6 aprile l'8ª armata britannica sfondò anche la linea dell'Uadi Akarit e, il 22 aprile, la 1ª armata alleata da ovest e l'8ª armata britannica da sud attaccarono le ultime forze italo-tedesche attestate in zone montagnose fra Cap Serrat ed Enfidaville riuscendo a superare le difese e a penetrare nella pianura. Il 7 maggio caddero Biserta e Tunisi, reparti della divisione corazzata tedesca Hermann Goering riuscirono a resistere fino al 10 maggio e la 1ª armata italiana schierata a sbarrare la penisola di Capo Bon resistette fino al 13 maggio. Circa 130.000 tedeschi e 118.000 italiani presero la strada della prigionia. La fine della guerra in Africa venne annunciata agli italiani il 13 maggio: "La Prima Armata ha cessato stamane la resistenza per ordine del Duce".

## Gli sbarchi in Italia, la caduta del fascismo e l'8 settembre

### L'operazione Husky

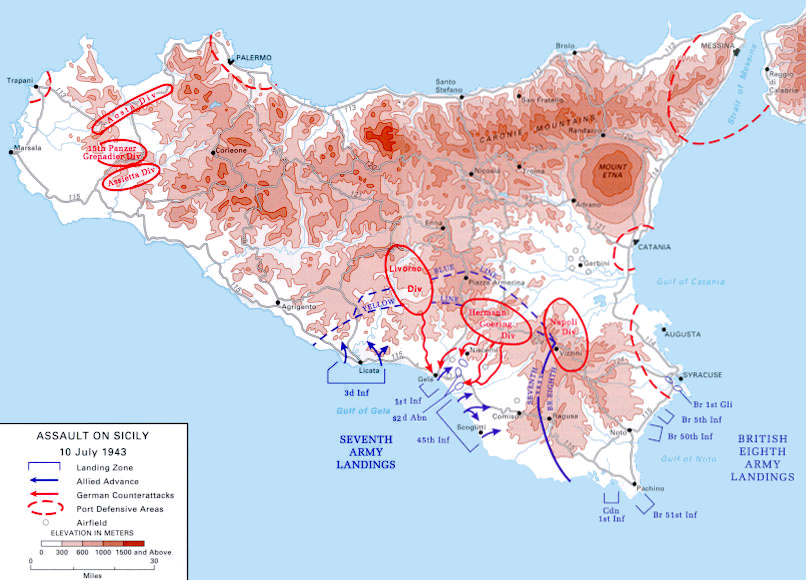
Piano di sbarco e dislocazione delle forze dell'Asse in Sicilia.

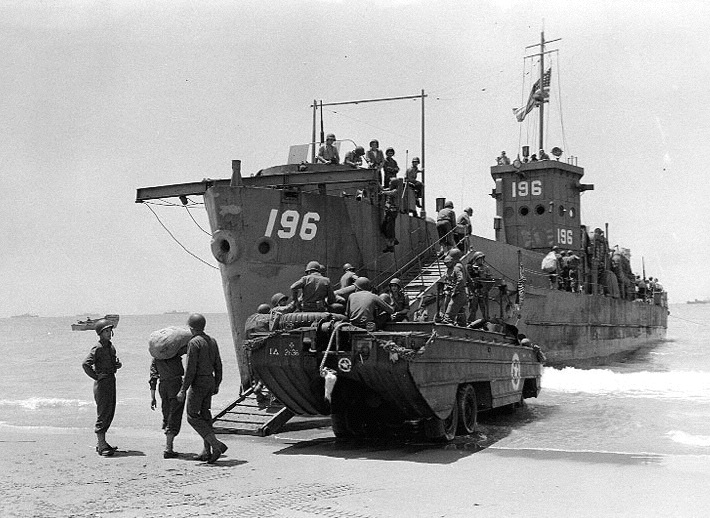
Soldati americani sbarcano in Sicilia.

La perdita della Tunisia lasciò l'Italia in prima linea di fronte a un avversario strapotente che poteva attaccarla dove voleva, disponendo di 35 divisioni perfettamente attrezzate alla guerra motorizzata, di una flotta da battaglia che comprendeva 6 navi di linea, 25 incrociatori, più di 100 cacciatorpediniere, 1.800 mezzi da sbarco e di una flotta mercantile di 2 milioni di tonnellate di stazza.
L'attacco all'Italia fu deciso da americani ed inglesi durante la Conferenza di Casablanca del 14 gennaio 1943 e la pianificazione e l'organizzazione venne affidata al generale Dwight Eisenhower. In giugno gli inglesi sbarcarono nelle isole di Pantelleria e Lampedusa. Preceduto da intensi bombardamenti, il 10 luglio 1943 iniziò lo sbarco in Sicilia della VII armata americana del generale George Patton e dell'VIII armata inglese di Montgomery (rispettivamente nel golfo di Gela e in quello di Siracusa).
In un giorno 3.000 mezzi da sbarco riversarono sulle coste siciliane più di 150.000 uomini. A presidiare l'isola c'era la VI armata italiana, rafforzata da un contingente tedesco - una divisione corazzata e una di paracadutisti - a cui Hitler aveva ordinato di combattere in autonomia dall'alleato. Alle pendici dell'Etna Montgomery incontrò più resistenza del previsto nel suo cammino verso Messina, mentre Patton avanzava celermente verso le coste settentrionali dell'isola. Sul piano militare l'operazione Husky non fu un successo: quando più di un mese dopo gli Alleati entrarono a Messina, la maggior parte dei contingenti dell'Asse avevano già attraversato indisturbati lo stretto. La conquista della Sicilia costò agli Alleati circa 22.000 uomini: per gli USA 2.237 morti e 6.544 tra feriti e dispersi; gli inglesi ebbero 2.721 morti e 10.122 tra feriti e dispersi; le perdite canadesi ammontarono invece a 2.410, di cui 562 morti e 1.848 tra feriti e dispersi. Di tutt'altra portata furono invece le conseguenze politiche di un'invasione che darà l'ultimo scossone a un regime da tempo in bilico.

### I bombardamenti alleati in Italia nel '43

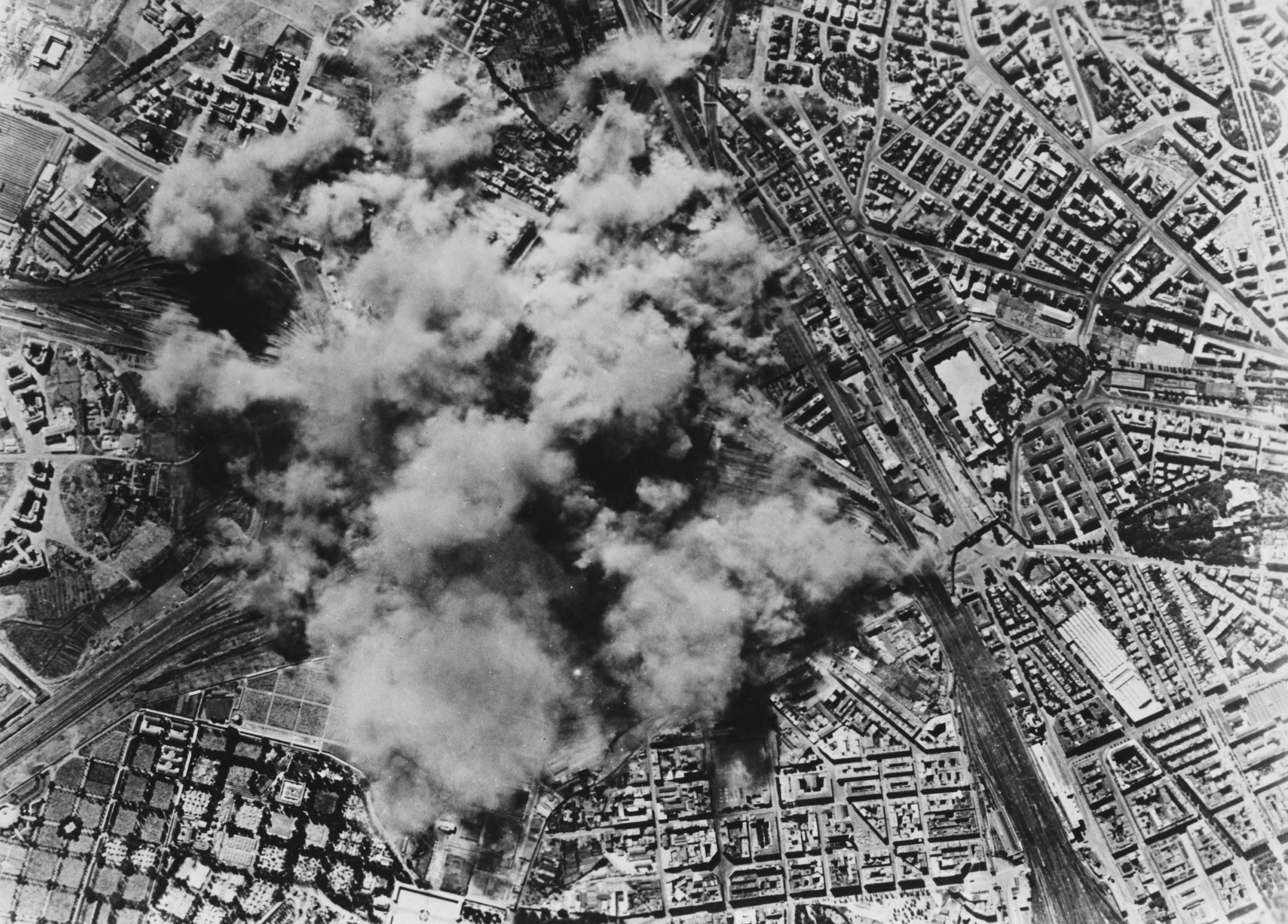
Il quartiere San Lorenzo nel corso dell'incursione del 19 luglio 1943

Tra il maggio e settembre del 1943 gli alleati effettuarono alcuni bombardamenti su Foggia, per mettere fuori uso il nodo ferroviario e la rete di aeroporti circostante nel quadro della campagna in Sicilia: i bombardamenti inflissero danni gravi alla città e provocarono un numero incerto di morti, sebbene ritenuto generalmente elevato.
Lunedì 19 luglio 1943, 1.134º giorno di guerra, arrivò su Roma la più grande flotta aerea che mai avesse solcato i cieli italiani, 662 bombardieri scortati da 268 caccia: in tutto 930 aerei, tra i quali i famosi B-17 Flying Fortress, i B-24 Liberator, i B-26 Marauder, i caccia P-38 Lightning, strumenti poderosi, quanto di meglio sfornasse l'industria bellica degli Stati Uniti. Arrivarono sulla capitale alla quota di 20.000 piedi, equivalenti a oltre 6.000 metri. Roma rimase sotto le bombe per 152 minuti, dalle 11.03 alle 13.35. San Lorenzo fu il quartiere più colpito dal primo, sino ad allora, bombardamento degli alleati mai effettuato su Roma, insieme al quartiere Tiburtino, al Prenestino, al Casilino, al Labicano, al Tuscolano e al Nomentano.
Le 4.000 bombe (circa 1.060 tonnellate) sganciate sulla città, provocarono circa 3.000 morti ed 11.000 feriti di cui 1.500 morti e 4.000 feriti nel solo quartiere di San Lorenzo. A quegli aerei, scortati da caccia, gli italiani opposero una contraerea superata, con pezzi ed aerei che risalivano talvolta alla Prima guerra mondiale. Si alzarono in volo sapendo di avere buone probabilità di non tornare. Gli americani avevano preventivato perdite intorno all'1 per cento; furono in realtà persino inferiori: 0,26. Al termine del bombardamento papa Pio XII si recò a visitare le zone colpite, benedicendo le vittime sul Piazzale del Verano.
Tra agosto e settembre del 1943 anche la città di Pescara, in ragione della sua posizione strategica nel mezzo della costa adriatica, ha subito quattro bombardamenti da parte dell'aviazione americana che hanno causato la morte di almeno 3.000 persone (ma alcune fonti parlano di 6.000 caduti) e la distruzione o rovina dell'80% degli edifici. L'area maggiormente devastata è stata quella della stazione centrale di Pescara – principale obiettivo delle sortite – e dell'area circostante.

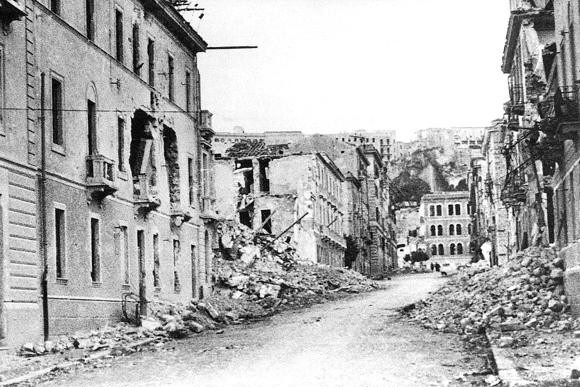
Gli effetti dei bombardamenti di Cagliari del 1943 in Via Farina

Dal febbraio 1943 fino all'armistizio di armistizio di Cassibile del settembre dello stesso anno, anche Cagliari fu una delle città italiane pesantemente bombardate dagli alleati, ciò provocò il 75% della distruzione della città e 2000 morti tra la popolazione.

### Il crollo del regime fascista
L'ordine del giorno Grandi fu uno dei tre O.d.G. presentati alla seduta del Gran Consiglio del Fascismo convocata per sabato 25 luglio 1943, che sarebbe stata anche l'ultima. L'O.d.G. fu approvato e provocò la caduta del Duce aprendo l'ultima fase del regime fascista, caratterizzata dalla Repubblica Sociale Italiana.
Il Gran consiglio del fascismo si riunì alle 17 del 24 luglio. I consiglieri erano tutti in uniforme fascista con sahariana nera. Il segretario del partito fascista, Carlo Scorza chiamò l'appello, ma per il resto della seduta l'attività di segreteria fu svolta dallo staff della Camera dei fasci e delle corporazioni al seguito di Dino Grandi, presidente di quel ramo del Parlamento. Dopo che Mussolini ebbe riassunta la situazione bellica, Grandi e Farinacci illustrarono i loro O.d.G. In sostanza entrambi chiedevano il ripristino "di tutte le funzioni statali" e invitavano il Duce a restituire il Comando delle forze armate al Re. Presero la parola alcuni gerarchi, ma non per affrontare gli argomenti degli O.d.G., bensì per fare chiarimenti o precisazioni. Si attendeva un intervento incisivo del Capo del governo. Mussolini, invece, affermò impassibile di non avere nessuna intenzione di rinunciare al Comando militare. Si avviò il dibattito che si protrasse fin oltre le undici di sera. Grandi diede un saggio delle sue grandi capacità oratorie: dissimulando abilmente lo scopo reale del suo O.d.G., si produsse in un elogio sia di Mussolini che del Re.
Successivamente Carlo Scorza diede lettura di due missive indirizzate a Mussolini in cui il segretario del partito chiedeva al Duce di lasciare la direzione dei ministeri militari. I presenti rimasero molto colpiti, sia dal contenuto, sia dal fatto stesso che Mussolini avesse autorizzato Scorza a leggerle in quella sede. Quando si era arrivati ben oltre le undici di sera, la seduta venne sospesa. Alla ripresa, Bottai si espresse a favore dell'O.d.G. Grandi. Poi prese la parola Carlo Scorza, che invece invitò i consiglieri a non votarlo e presentò un proprio O.d.G. a favore di Mussolini.
I 28 componenti del Gran Consiglio furono chiamati a votare per appello nominale. Dopo l'approvazione dell'O.d.G. Grandi, Mussolini ritenne inutile porre in votazione le altre mozioni e tolse la seduta. Alle 2.40 i presenti lasciarono la sala. L'indomani, 25 luglio, Mussolini si recò a colloquio con il Re, che gli comunicò la sua sostituzione con il Maresciallo d'Italia Pietro Badoglio. Alle 22,45 dello stesso giorno la radio interruppe le trasmissioni e diffuse il seguente comunicato:
Badoglio, per non destare sospetti nei confronti dei tedeschi, pronunciò, in un discorso radiofonico alla nazione, queste parole:

### L'annuncio dell'armistizio

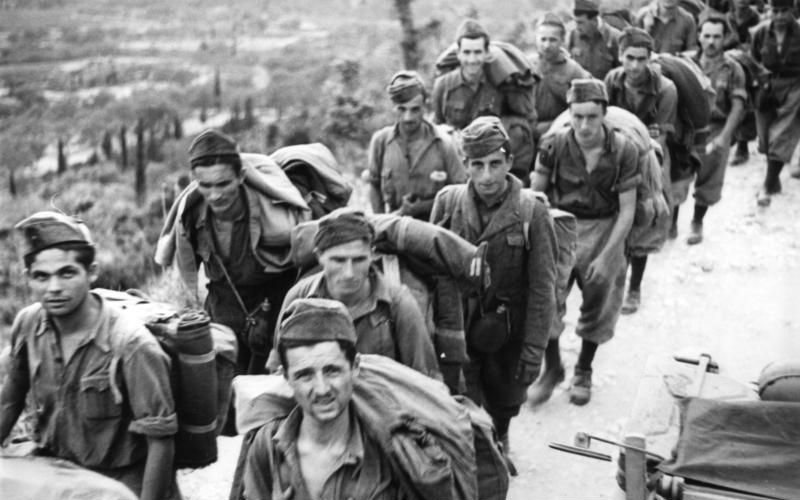
Soldati italiani catturati dai tedeschi a Corfù nel settembre 1943.

Dopo il crollo del regime fascista, il governo italiano avviò trattative segrete con gli Alleati. Il 3 settembre venne firmato l'armistizio di Cassibile, che venne reso noto dalla radio l'8 settembre:
La richiesta è stata accolta.
Conseguentemente, ogni atto di ostilità contro le forze anglo-americane deve cessare da parte delle forze italiane in ogni luogo.
Esse però reagiranno ad eventuali attacchi da qualsiasi altra provenienza»
I vertici militari, il Capo del Governo Pietro Badoglio, il Re Vittorio Emanuele III e suo figlio Umberto abbandonarono la Capitale e compirono una fuga precipitosa dapprima verso Pescara, poi verso Brindisi. L'esercito italiano venne lasciato senza ordini e si sbandò; il paese venne abbandonato in balia delle truppe tedesche, che il 9 settembre varcarono il Brennero. Lo stesso giorno gli antifascisti diedero vita al Comitato di liberazione nazionale, chiamando il popolo "alla lotta e alla resistenza". Per l'esercito italiano l'annuncio dell'armistizio fu uno sfacelo: oltre 600.000 uomini vennero deportati nei campi di lavoro in Polonia e in Germania; fra i superstiti, molti fuggirono verso casa, molti altri diedero vita a bande partigiane che animeranno poi la Resistenza.

### L'occupazione tedesca dell'Italia
Anche se l'annuncio dell'armistizio parve cogliere di sorpresa i tedeschi, essi in realtà avevano già preparato le opportune contromisure ed evitarono di fare passi intempestivi fino alla mezzanotte dell'8 settembre. Ma, quando si mossero partirono dal Brennero e dall'Alto Adige regolando i loro spostamenti a mano a mano che giungeva il segnale di via libera. Così, mentre i soldati italiani erano in attesa di ordini, i tedeschi avanzavano con regolarità e puntualità cronometrica. La prima conseguenza di questo fu che la mattina del 9 settembre i grandi nodi stradali e ferroviari, nonché le zone di confine, erano ormai saldamente in mano tedesca. Assicuratisi le spalle e le piattaforme dalle quali prendere le mosse, i tedeschi si apprestarono a disarmare i soldati italiani, privi di ordini e demoralizzati, all'interno del paese. Non mancarono tuttavia numerosi casi di eroismo di cui furono protagonisti ufficiali e soldati italiani.
Il 9 settembre, per esempio, era già morto a Eboli il generale Ferrante Gonzaga che si era rifiutato di consegnare le armi. Nella stessa zona le divisioni "Mantova" e "Piceno" fronteggiarono le truppe corazzate tedesche in marcia verso Salerno. A Bitetto i tedeschi tentarono di interrompere le comunicazioni con Bari, ma il comando del 9º corpo d'armata inviò un reparto di fanteria agli ordini del capitano Riccardo D'Ettore e la minaccia venne sventata. A Barletta la resistenza fu tenace benché i tedeschi attaccassero con artiglieria e perfino con aerei per occupare la città: anche qui 2 battaglioni italiani costrinsero i tedeschi a ritirarsi. A Canosa un reggimento costiero venne invece costretto a ripiegare, ma soltanto dopo avere impegnato duramente i tedeschi e averli costretti a chiedere rinforzi. A Trani, durante uno scontro, un ufficiale, un sottufficiale e un soldato del 9º reggimento Genio caddero, uno dopo l'altro, impegnati alla stessa mitragliatrice e altri 16 soldati si fecero ammazzare, ma i tedeschi non riuscirono a passare. Grazie a queste azioni di resistenza ai tedeschi il re Vittorio Emanuele III e il capo del governo Badoglio riuscirono a trovare Brindisi libera da presenze tedesche.

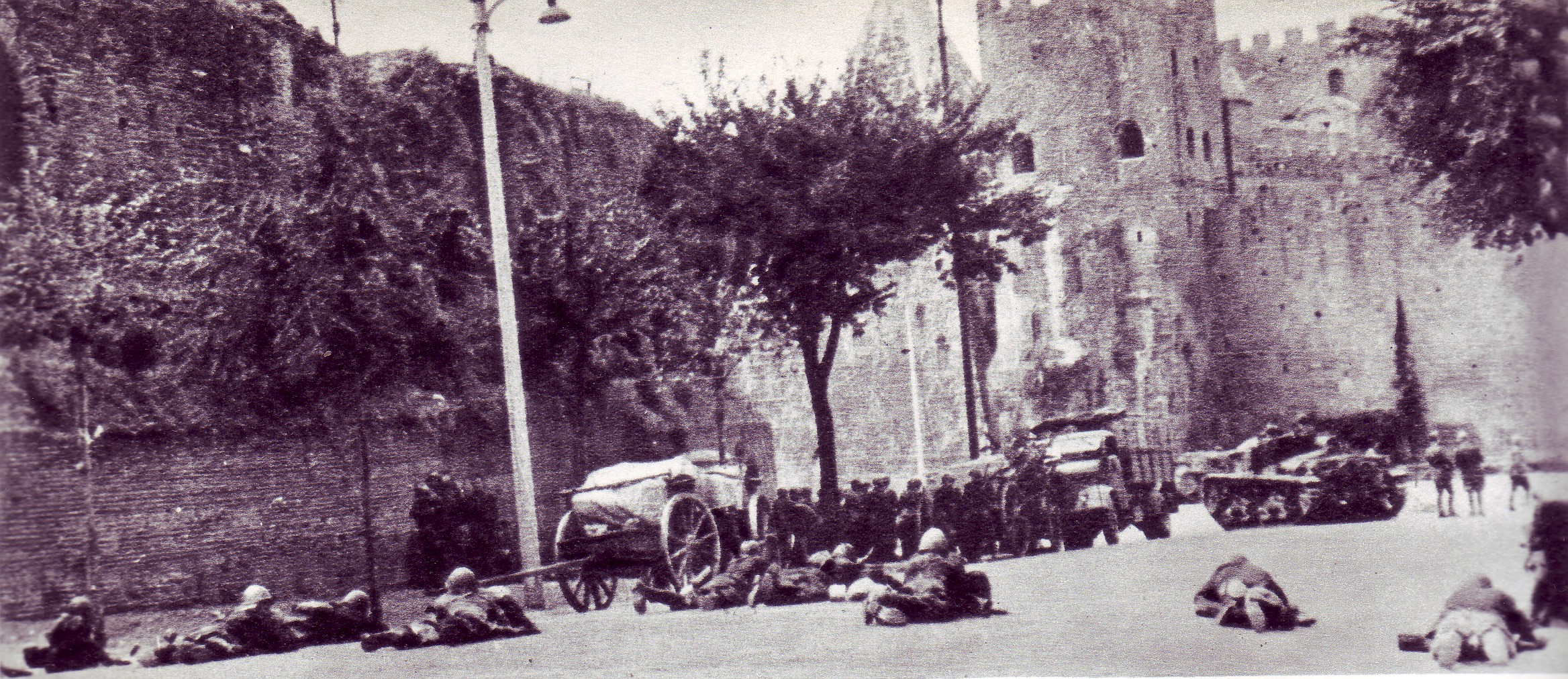
I granatieri del generale Gioacchino Solinas difendono Roma il 10 settembre del 1943 cercando di contrastare i tedeschi presso porta San Paolo.

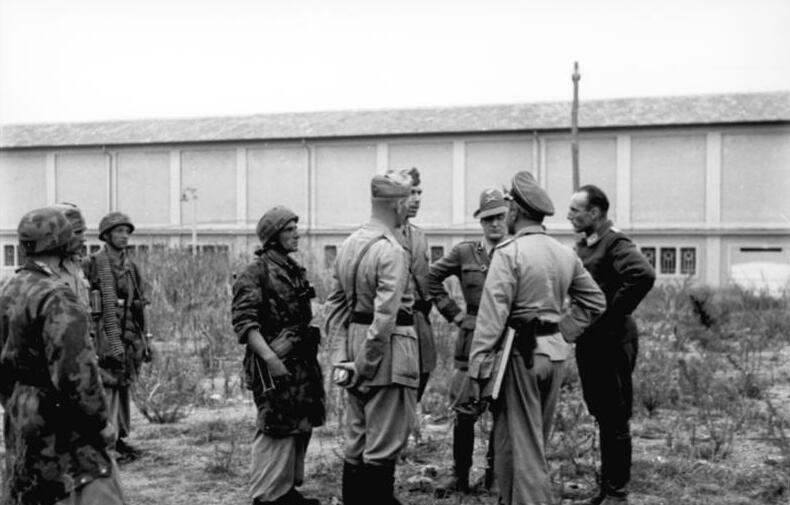
Trattative tra ufficiali italiani e tedeschi durante i combattimenti per Roma, a fianco di via Ostiense e dei vecchi mercati generali, di fronte all'attuale sede della Croce rossa, all'epoca non esistente.

Nonostante l'incertezza degli ordini, che favorirono la sorpresa e la penetrazione tedesca verso Roma, i reparti delle Divisioni sistemate a difesa attorno alla città contrastarono e respinsero i reiterati attacchi germanici infliggendo notevoli perdite. Durante la notte fra l'8 e il 9 settembre si combatté a Roma, in particolare alla Magliana e all'ottavo chilometro della Ostiense, dove era schierato il 1º Reggimento della 21ª Divisione fanteria "Granatieri di Sardegna". Tre quarti d'ora dopo l'annuncio dell'Armistizio, un reparto di paracadutisti tedeschi investì il caposaldo numero 5 presidiato dai granatieri al ponte della Magliana, nei pressi di un deposito di carburante, in località Mezzocamino. È l'inizio della battaglia per Roma. Giungeva intanto verso la capitale, da Ostia e Fiumicino, il grosso della 2º divisione Fallschirmjäger e, poco dopo l'una di notte del 9 settembre, uno dei suoi tre kampfgruppe era già in grado di tentare un attacco frontale al ponte della Magliana. Al caposaldo giunsero rinforzi dei carabinieri e agenti della PAI. La postazione fu perduta e riconquistata. Caddero 38 italiani e 22 tedeschi. La giornata del 9 settembre registrò ancora molti scontri.
La 132ª Divisione corazzata "Ariete", schierata sulla Cassia, resistette a un duro attacco nella zona di Monterosi, dove stava apprestando un caposaldo difensivo, a protezione del quale il sottotenente Ettore Rosso e un gruppo di genieri del CXXXIV Battaglione misto genio stavano posando un campo di mine. All'arrivo del kampfgruppe Grosser della 3ª Panzergrenadier-Division, costituito da una trentina di carri e due battaglioni di fanteria motorizzata (l'equivalente circa di un reggimento) Rosso mise due autocarri di traverso sulla strada a bloccare il passo. I tedeschi intimarono allora di sgombrare la strada entro quindici minuti: Rosso, invece di obbedire, utilizzò il tempo per ultimare lo sbarramento e, all'avanzare dei tedeschi, aprì il fuoco e poi fece brillare lo sbarramento insieme a quattro volontari, i genieri scelti Pietro Colombo, Gino Obici, Gelindo Trombini e Augusto Zaccanti, che aveva tenuto con sé dopo aver rimandato indietro il resto del reparto; nel tempo impiegato dai tedeschi per riorganizzarsi, il caposaldo venne apprestato alla difesa. Nello scontro che ne seguì, il II Reggimento Cavalleggeri di Lucca ed il III Gruppo del 135º Reggimento Artiglieria su obici da 149/19 contrastarono l'avanzata tedesca, con perdite da ambo le parti; il bilancio fu di 4 carri persi, 20 morti e una cinquantina di feriti da parte italiana, altrettanti uomini circa e qualche carro in più da parte tedesca; l'avanzata tedesca fu fermata per il resto della giornata. Per l'episodio, al tenente Rosso fu conferita la Medaglia d'oro al valor militare.
La divisione Piave combatté a Monterotondo e a Mentana costringendo alla resa un battaglione di paracadutisti tedeschi.
Tuttavia la resistenza spontanea dei soldati italiani era destinata a infrangersi di fronte all'assalto dei panzer tedeschi. Il 10 l'azione tedesca si fece più violenta. Porta San Paolo divenne il centro dell'ultima resistenza accanita. Ai combattimenti parteciparono anche i civili ai quali i comandanti dei reparti avevano distribuito le armi. Ma alla fine della giornata gli ultimi capisaldi furono sopraffatti: il 10 settembre i tedeschi ottennero la resa dei contingenti italiani posti a difesa di Roma e accettarono la capitolazione limitandosi al disarmo dei militari.
I reparti che di propria iniziativa si opposero all'invasore non si risparmiarono nella difesa estrema della città: si contarono 1.167 caduti tra i militari (tra essi, 10 furono decorati con medaglia d'oro al valor militare, e 27 con medaglia d'argento al valor militare) e circa 120 tra i civili, incluse decine di donne e persino una suora impegnata come infermiera in prima linea.

### La liberazione di Mussolini

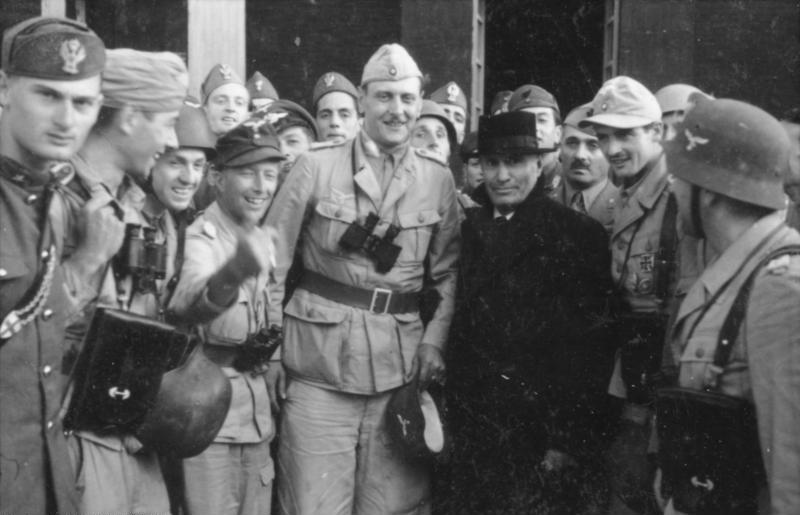
La liberazione del Duce sul Gran Sasso; al centro da sinistra: il maggiore Harald-Otto Mors, il capitano delle SS Otto Skorzeny e Benito Mussolini.

Il 12 settembre un reparto di paracadutisti tedeschi, comandato dal maggiore Otto Skorzeny, liberò Mussolini, che era stato confinato in un albergo a Campo Imperatore, sul Gran Sasso (operazione "Eiche").
La liberazione del prigioniero fu condotta perfettamente, infatti avvenne – sorprendentemente – senza che venisse sparato un solo colpo. Skorzeny ebbe infatti l'idea di portare con sé il generale del Corpo degli agenti di polizia Fernando Soleti che, facendosi riconoscere dai carabinieri che presidiavano la fortezza sul Gran Sasso, intimò loro di non sparare. I soldati italiani restarono totalmente disorientati dalla presenza del generale. Alla sua vista lo stesso Mussolini, che si era affacciato alla finestra, disse: "Non sparate, non vedete che è tutto in ordine? C'è un generale italiano!".
Sul rifugio non ci fu praticamente nessuna reazione da parte italiana ne fu tentata una via di fuga verso il teramano. Invece ad Assergi persero la vita due soldati, eroi quasi sconosciuti, gli unici che non si sottrassero al loro dovere in quella circostanza: la guardia forestale Pasqualino Vitocco aveva cercato di avvisare i carabinieri della presenza della colonna tedesca ed era stato liquidato con una raffica di mitragliatrice, dopo che gli era stato intimato l'alt. Sarebbe morto il giorno dopo all'Ospedale Civile dell'Aquila. La seconda vittima fu il carabiniere Giovanni Natali che, di guardia nella stazione intermedia della funivia, visti arrivare dei tedeschi aveva iniziato a sparare ed era stato colpito a morte.
Dopo qualche foto, Mussolini doveva ripartire con il capitano della Luftwaffe Gerlach su uno Storch (cicogna), aereo a decollo e atterraggio breve, portato sull'altipiano dallo stesso capitano. L'aereo poteva trasportare solo due passeggeri, soprattutto in partenza da una pista di decollo così corta, per questo ne era stato previsto un altro per trasportare Skorzeny. L'aereo però non riuscì ad atterrare. Skorzeny, non si perse d'animo e nonostante il suo peso non indifferente, riuscì ugualmente a ottenere il permesso dal maggiore Harald-Otto Mors (il vero comandante dell'operazione) e dal pilota di poter salire sullo Storch.
A Pratica di Mare, dove atterrò, Mussolini fu imbarcato su un Heinkel He 111 che lo portò a Vienna, e poi a Monaco. Il 14 settembre, a Rastenburg, incontrò Hitler.

### Lo sbarco di Salerno

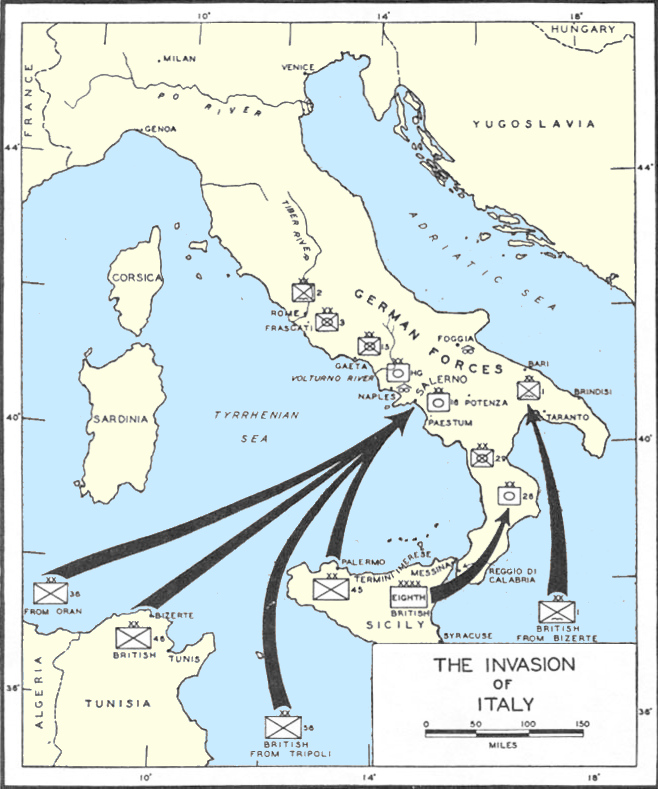
Schema delle Operazioni Alleate di invasione del sud Italia

La stessa sera dell'8 settembre, dopo che Badoglio aveva annunciato l'armistizio, una poderosa forza navale alleata puntava verso il golfo salernitano. A bordo delle 463 unità che erano salpate dai porti dell'Algeria e della Sicilia i 100.000 soldati inglesi e i 70.000 americani che componevano il corpo da sbarco affidato al comando del generale statunitense Mark Wayne Clark erano completamente all'oscuro di quanto era accaduto in quei giorni ed erano tutti convinti che lo sbarco avrebbe incontrato la tenace resistenza degli italiani e dei tedeschi. Salerno, quel giorno, era stata colpita dall'ennesimo bombardamento: alle 19:45 tutti i residenti vennero rinchiusi nei rifugi anti-aerei, dove appresero dalla radio e dal maresciallo Pietro Badoglio che il governo italiano aveva chiesto un armistizio al generale Dwight Eisenhower ed aveva firmato la resa incondizionata. La notizia fu appresa anche dai soldati che componevano il corpo di sbarco: essa suscitò grandi manifestazioni di gioia ed ebbe sfortunate conseguenze psicologiche, in quanto i soldati si erano convinti che a Salerno avrebbero trovato folle in festa. Furono gli ufficiali ad attenuare lo smisurato e fuori luogo calo di tensione, che avrebbe potuto causare conseguenze inimmaginabili al momento dello sbarco.
Ristabilito l'ordine a bordo, poche ore dopo ebbero inizio le operazioni. L'operazione Avalanche prevedeva due sbarchi, a nord e a sud del fiume Sele. I commando britannici dovevano occupare l'aeroporto di montecorvino Pugliano, Battipaglia e i passi che conducono a Napoli, mentre i ranger americani dovevano impadronirsi delle strade principali onde stabilire il contatto con l'armata di Montgomery che, sbarcata in Calabria il 3 settembre, stava risalendo la penisola. L'ora X scattò alle 3:30 del 9 settembre, momento di massima oscurità, utile per l'occultamento della forza da sbarco, anche se, d'altro canto, svantaggiosa per le manovre di avvicinamento alla costa. Furono ben 40 i chilometri di costa interessati dall'operazione Avalanche. I soldati presero terra con relativa facilità e senza contrasti, ma improvvisamente e con loro grande sorpresa si scatenò violentissima la reazione tedesca. L'aviazione tedesca (la Luftwaffe) diede inizio ad una serie di attacchi aerei sulle navi in rada e sui mezzi da sbarco, provocando gravi perdite tra le file alleate. Il VI Corpo d'Armata e la 36ª Divisione riuscirono però a superare quei duri attacchi e i commando della Special Service Brigade sbarcarono senza difficoltà a Marina di Vietri. Nel frattempo anche l'altro corpo speciale, i Rangers, era sbarcato a Maiori. All'apparire dell'alba gli alleati erano arrivati alle porte di Cava de' Tirreni ed una loro pattuglia ebbe un primo scontro a fuoco con i tedeschi sul ponte di San Francesco.
L'11 settembre il colonnello Lane assunse possesso del governo militare, ma due giorni dopo i tedeschi sferrarono il contrattacco, riconquistando Eboli, Battipaglia ed Altavilla Silentina. Il generale Clark decise allora di far intervenire i paracadutisti dell'82ª Divisione Aviotrasportata statunitense ma senza i risultati attesi. L'offensiva finale vide la luce il 23 settembre: in quel giorno, fu superato con le armi il Passo di Molina di Vietri - lungo la Strada statale 18 Tirrena Inferiore - per poi giungere a liberare l'agro nocerino sarnese e portare l'ultimo attacco verso Napoli. La resistenza tedesca fu decisa, specialmente quando, oltrepassata Molina, le unità alleate si diressero verso Cava de' Tirreni. Proprio la mattina del 23 settembre, un carro armato tedesco si accingeva a salire verso la Badia per un'azione di rappresaglia contro la popolazione ivi rifugiata; ma nella strettoia che la strada compie a Sant'Arcangelo, non poté proseguire oltre. Alcuni sconsiderati si fermarono a guardare, e i tedeschi del carro armato, adirati dall'inconveniente o forse nell'intento di compiere egualmente la rappresaglia, scaricarono su costoro una sventagliata di mitragliatrice.
Prima di abbandonare Cava, i tedeschi provvidero a far saltare il ponte di San Francesco sulla strada nazionale e il ponte sulla ferrovia presso Villa Alba, allo scopo di ritardare l'avanzata degli anglo-americani, i quali però in poche ore buttarono un ponte di ferro e legno sul ponte San Francesco ristabilendo immediatamente la comunicazione con Salerno, mentre per l'avanzata dei loro carri armati si erano serviti della strada ferrata che i tedeschi non avevano toccata. Altre mine furono poste dai tedeschi agli altri ponti di Cava e sugli incroci stradali, ma non ebbero il tempo di farle brillare. Il 28 settembre la battaglia di Cava era conclusa e gli Alleati, procedendo verso l'Agro e superandolo, dopo ventidue giorni e 54 chilometri di combattimenti, alle ore 9:30 del 1º ottobre ‘43, entrarono a Napoli: l'operazione Avalanche era conclusa.

### Il massacro di Cefalonia
Con l'armistizio dell'8 settembre 1943 le truppe italiane dislocate nei Balcani restarono senza ordini precisi da parte del governo e del comando supremo. La capitolazione ai tedeschi avvenne a volte dopo trattative, a volte dopo scontri impari, che portarono alla morte e alla cattura dei soldati italiani. L'episodio più eroico, finito in tragedia, fu quello della divisione Acqui, di stanza nell'isola di Cefalonia nel Mar Jonio, i cui circa 10.000 uomini, con un plebiscito svoltosi il 13 e il 14 settembre, decisero di inviare al comando tedesco un comunicato in cui si faceva significativamente riferimento alla volontà collettiva: "Per ordine del comando supremo e per volontà degli ufficiali e dei soldati la divisione Aqui non cede le armi". Nei terribili scontri dei giorni seguenti gli italiani opposero una dura resistenza, senza ricevere alcun aiuto dell'esercito, e vennero decimati. Una buona parte di militari venne fucilata, gli altri destinati alla deportazione. Una parte morirà durante l'attraversamento in mare verso i porti di Atene e Salonicco. Da qui, caricati su treni piombati avviati ad Auschwitz, Treblinka e al Ghetto di Minsk. Coloro che saranno destinati a Treblinka verranno uccisi immediatamente, altri 60 destinati a smantellare il campo per poi essere a loro volta uccisi o deportati a Sobibor. Questo sarà l'ultimo carico di prigionieri che il lager di Treblinka riceverà.

## La guerra di liberazione e la Resistenza
L'Esercito cobelligerante italiano, informalmente detto Esercito del Sud, fu l'esercito delle forze italiane combattenti a fianco delle forze alleate angloamericane durante la seconda guerra mondiale nel corso della Guerra di Liberazione italiana, che coincise in buona parte con la Campagna d'Italia alleata.
Fu costituito in seguito alla riorganizzazione del Regio Esercito nel cosiddetto Regno del Sud, dopo l'annuncio dell'armistizio dell'8 settembre 1943 tra l'Italia e gli Alleati. Inizialmente inquadrato come Corpo Italiano di Liberazione, alla fine del 1944, a seguito del parziale sfondamento della Linea Gotica, fu ricomposto sotto forma di sei Gruppi di combattimento, di grandezza divisionale, otto divisioni ausiliarie e tre divisioni di sicurezza interna. Tra le unità italiane che parteciparono alla Campagna d'Italia vi fu il Primo Raggruppamento Motorizzato creato a San Pietro Vernotico (LE) il 26 settembre 1943. Il Raggruppamento fu comandato inizialmente dal generale Vincenzo Dapino, a cui succedette il generale Umberto Utili sotto il quale venne ingrandito e trasformato nel Corpo Italiano di Liberazione.
Fu la prima grande unità del Regio Esercito a prendere parte alle operazioni della Campagna d'Italia accanto alle forze alleate dopo i fatti seguiti all'armistizio proclamato l'8 settembre 1943, e venne impegnato per la prima volta a Mignano Monte Lungo nella Battaglia di Montelungo, dove il reparto ebbe il battesimo del fuoco, con perdite sanguinose e soprattutto un alto numero di dispersi.
L'impegno delle forze armate italiane alla campagna di liberazione nazionale fu per forza di cose limitato dalle precarie condizioni nelle quali versavano i depositi di materiale nelle zone controllate dal Regno del Sud e dal fatto che tutte le principali fabbriche di materiale bellico si trovavano nella zona controllata dai tedeschi e dalla Repubblica Sociale Italiana.
Il Primo Raggruppamento Motorizzato venne impiegato nella battaglia di Montelungo con un bilancio pesante in termini di perdite soprattutto in considerazione dei risultati ottenuti. L'episodio fu marginale dal punto di vista della Campagna d'Italia, ma fu la prima occasione per le truppe italiane di essere ammesse a combattere con unità organiche i tedeschi accanto alle forze alleate. All'inizio del 1944 il generale Utili assunse il comando, ed oltre ad impedire il frazionamento dell'unità e l'impiego nelle retrovie come uomini di fatica del personale combattente, riorganizzò il reparto; venne effettuato l'avvicendamento del 67º reggimento fanteria con il 68°, reinquadrati i due battaglioni del 4º Reggimento bersaglieri che erano stati aggregati ed inseriti un battaglione di paracadutisti (su tre compagnie) della divisione Nembo, un reparto di alpini e uno di incursori, che portarono la consistenza numerica del Raggruppamento a 9500 uomini. Il 5 febbraio il Raggruppamento viene aggregato al Corpo di Spedizione francese nella parte di Abruzzo vicina a monte Marrone, e il 4 marzo respinge un attacco tedesco. Il 26 marzo il corpo francese viene ritirato dalla linea del fronte e gli italiani posti alle dipendenze del II Corpo d'Armata polacco del generale Anders, ed il 31 marzo alcuni reparti, tra i quali il Battaglione alpini "Piemonte" e i paracadutisti, vengono impegnati nella battaglia di Monte Marrone senza però riuscire a scalzare i reparti tedeschi dalla vetta.
Il 15 aprile anche i polacchi vengono sostituiti e il Raggruppamento passa alle dipendenze britanniche, proseguendo la tendenza che voleva evitare la costituzione di unità italiane troppo forti dal punto di vista organico, e sempre alle dipendenze di grandi unità alleate[63]. A quel punto il Raggruppamento assorbì altri due battaglioni di paracadutisti ed altri reparti arrivando a contare circa 14.000 effettivi[63], e divenne il nucleo iniziale del Corpo Italiano di Liberazione (CIL), sempre comandato dal generale Utili, con il cambio ufficiale di denominazione comunicato il 17 aprile 1944 e con decorrenza ufficiale il 22 marzo. La formazione, ora forte di 22.000 uomini, anche grazie al continuo influsso di volontari rese necessaria la formazione di ulteriori unità. Il CIL venne quindi organizzato in due nuove divisioni: la "Nembo" e la "Utili". La "Nembo" era composta dall'omonima divisione paracadutisti del Regio Esercito. La "Utili" era formata da quello che inizialmente era il Primo Raggruppamento Motorizzato ed altri reparti e prese il nome dal suo comandante, il generale Umberto Utili[65]. Il contributo italiano arrivò a contare circa 30.000 effettivi alla fine del 1944, anche se il CIL si era già riorganizzato nella nuova struttura dei Gruppi di Combattimento.
Questi, creati il 23 luglio 1944 su autorizzazione allo Stato Maggiore generale da parte delle forze armate alleate, erano costituiti per lo più da soldati provenienti da varie Divisioni dell'Esercito Regio (ma anche da partigiani e da volontari) equipaggiati, armati e addestrati dall'esercito britannico.
Inizialmente formati dalle Divisioni "Cremona" e "Friuli" - ognuna delle quali era composta da circa 10.000 uomini ordinati su due reggimenti di fanteria, uno di artiglieria e unità minori - dopo poche settimane si aggiunsero i gruppi "Folgore", "Piceno", "Legnano" e "Mantova". La struttura di queste unità militari quindi era quella della divisione binaria (due reggimenti di fanteria e uno di artiglieria più comando), con struttura più snella alle precedenti divisioni del Regio Esercito con i suoi 13.500 uomini, in primo luogo per la mancanza della legione Camicie Nere che faceva parte della precedente tabella standard, e poi anche per il numero inferiore di uomini destinato ai servizi. Secondo alcune stime del 2003, le perdite dei militari italiani schierati con gli Alleati ammontarono a circa 20.000 morti, oltre 11.000 feriti e 19.000 dispersi Giorgio Rochat calcola invece a 3.000 i morti in azione tra i reparti italiani impegnati nella Campagna d'Italia; l'autore inoltre calcola a 20.000 i caduti nei combattimenti dopo l'8 settembre, 53.000 i deceduti tra i prigionieri dei tedeschi, 5.000-10.000 i morti nei campi alleati.
Il fenomeno della Resistenza italiana si sviluppò in contemporanea con l'occupazione tedesca dell'Italia. La lotta partigiana fu portata avanti da un variegato fronte antifascista, composto da comunisti, democratici, cattolici, socialisti, liberali e anarchici. La guerriglia partigiana nacque in maniera spontanea e disordinata, ma in seguito la Resistenza fu coordinata dal Comitato di Liberazione Nazionale (CLN). Al Nord nacque il Comitato di Liberazione Nazionale Alta Italia (CLNAI).
Il CLNAI, presieduto dal 1943 al 1945 da Alfredo Pizzoni, coordinò la lotta armata nell'Italia occupata, condotta da formazioni denominate brigate e divisioni, quali le Brigate Garibaldi, costituite su iniziativa del partito comunista; le Brigate Matteotti, legate al partito socialista; le Brigate Giustizia e Libertà, legate al Partito d'Azione; le Brigate Autonome, composte principalmente di ex-militari e prive di rappresentanza politica, talvolta simpatizzanti per la monarchia, riportate come badogliani.
Lo storico Giorgio Bocca nella sua “Storia dell’Italia partigiana” del 1966 fornisce una stima del numero dei partigiani nei momenti cruciali del periodo settembre 1943 - aprile 1945. In base al conto di Bocca il 18 settembre 1943 i partigiani erano in tutto 1.500, di cui un migliaio di “autonomi”: bande di militari nate dallo sfasciarsi del Regio esercito, che si collegheranno poi in gran parte con la Democrazia cristiana o il Partito liberale. Nel novembre del 1943 erano 3.800, di cui 1.900 autonomi. Al 30 aprile 1944 c'erano 12.600 partigiani, di cui 5.800 delle Brigate Garibaldi, organizzate dal Pci; 3.500 autonomi; 2.600 delle Brigate Giustizia e Libertà del Partito d’Azione; 600 di gruppi più o meno esplicitamente cattolici. Per il luglio 1944 c’è la stima ufficiale di Ferruccio Parri che per conto del Comitato di Liberazione Nazionale Alta Italia (Clnai) stima 50.000 combattenti: 25.000 garibaldini, 15.000 giellisti e 10.000 autonomi e cattolici. Bocca vi aggiunge un 2.000 tra socialisti delle Brigate Matteotti e repubblicani delle Brigate Mazzini e Mameli. Nell’agosto del 1944 si arriva a 70.000 e nell’ottobre a 80.000, che però calano a 50.000 in dicembre. Giorgio Bocca poi conta 80.000 uomini ai primi del marzo 1945, cita una stima del comando generale partigiano su 130.000 uomini al 15 aprile, e calcola che “nei giorni dell’insurrezione saranno 250.000-300.000 a girare armati e incoccardati”. Anche di questa massa i garibaldini, ammette Bocca, “sono la metà o poco meno”.

### Le quattro giornate di Napoli

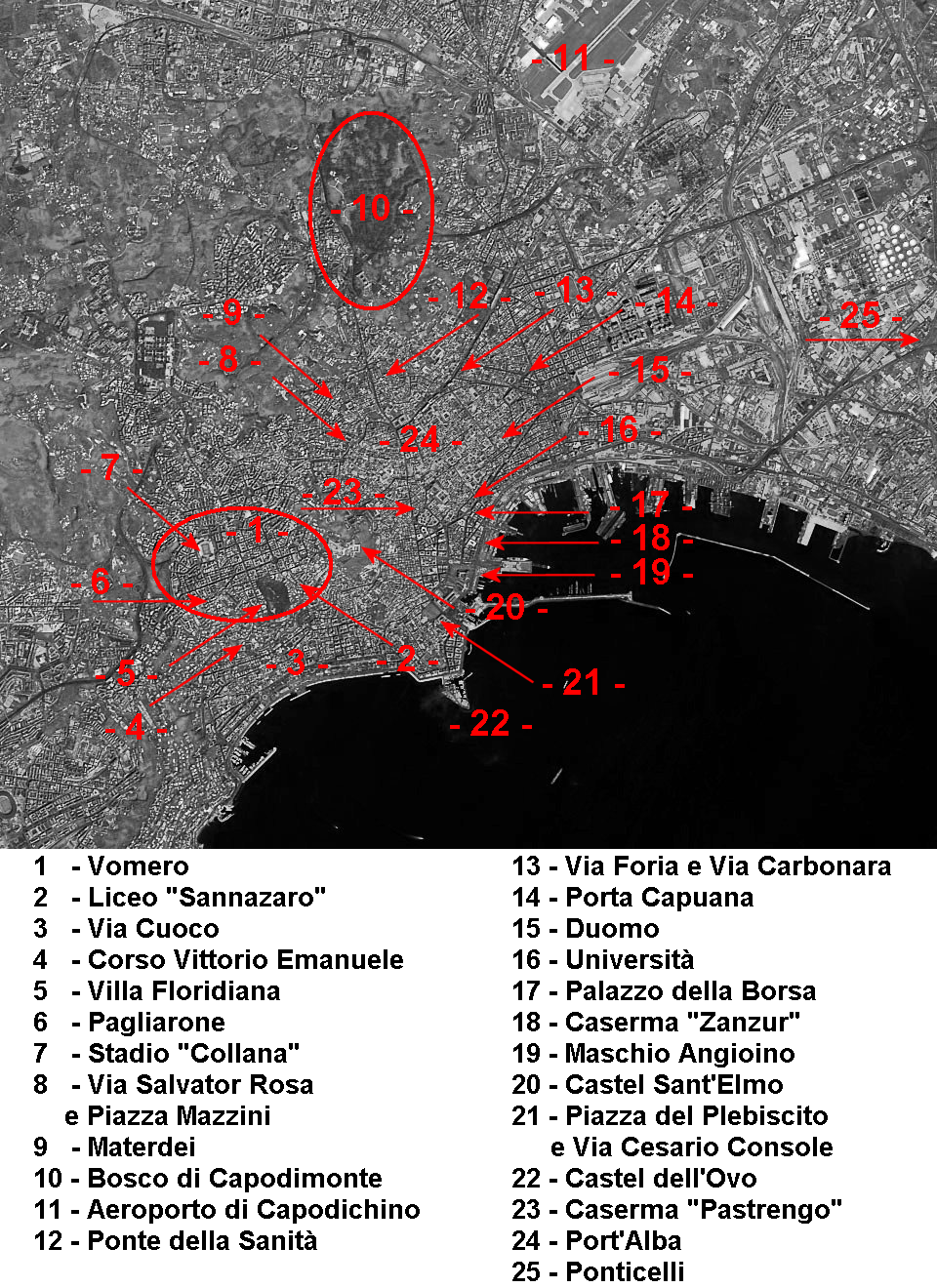
Mappa della città con indicati i luoghi dell'insurrezione

Con il nome di Quattro Giornate di Napoli (27-30 settembre 1943) si indica l'insurrezione della popolazione che, con l'apporto di militari fedeli al cosiddetto Regno del Sud, riuscì a liberare la città di Napoli dall'occupazione delle forze armate tedesche, coadiuvati da fascisti fedeli al neonato Stato Nazionale Repubblicano. L'avvenimento, che valse alla città di Napoli il conferimento della Medaglia d'Oro al Valor Militare, consentì alle forze alleate di trovare al loro arrivo, il 1º ottobre 1943, una città già libera dall'occupazione tedesca, grazie al coraggio e all'eroismo dei suoi abitanti, ormai esasperati ed allo stremo per i lunghi anni di guerra. Napoli fu la prima, tra le grandi città italiane, ad insorgere contro l'occupazione tedesca.
Sin dai giorni immediatamente seguenti l'Armistizio di Cassibile, in città si andarono intensificando gli episodi di intolleranza e di resistenza verso l'occupante tedesco e le azioni armate, più o meno organizzate, fecero seguito alle manifestazioni studentesche del 1º settembre 1943 in piazza del Plebiscito ed alle prime assemblee nel Liceo Classico Sannazaro al Vomero. Il 10 settembre 1943, tra piazza del Plebiscito e i giardini sottostanti, avvenne il primo scontro cruento, con i napoletani che riuscirono ad impedire il transito di alcuni automezzi tedeschi; nei combattimenti morirono 3 marinai e 3 soldati tedeschi.
Quando giunse la notizia che gli Alleati erano sbarcati a Salerno, i soldati italiani, ritenendo ormai prossima la liberazione, resistettero ai tedeschi a Castel dell'Ovo, a Forte Sant'Elmo, al Palazzo dei telefoni. Accanto a loro combatterono nuclei di civili che, senza alcuna organizzazione, si mobilitarono per la lotta. Poi, il 27 settembre, ebbe inizio un'ampia retata dei tedeschi: le strade vennero bloccate e tutti gli uomini, senza limiti d'età, furono caricati a forza sui camion per essere avviati al lavoro forzato in Germania. A questo punto, per i napoletani non c'erano alternative: se volevano sfuggire alla deportazione dovevano combattere contro i tedeschi e impedire che attuassero i loro piani.
I napoletani uscirono allo scoperto nelle prime ore del 28 settembre: erano armati alla meglio, con vecchi fucili, pistole, bombe a mano, bottiglie incendiarie che avevano subito imparato a costruire e qualche mitragliatrice leggera nascosta nei giorni dell'armistizio. Altre armi se le procurarono combattendo. Resistettero al nemico artisti, poeti, scrittori, e cantanti come Sergio Bruni (che fu ferito). Il primo scontro fu quello presso la masseria Pagliarone a via Belvedere, nel Vomero: un gruppo di persone armate fermò un'automobile tedesca uccidendo il maresciallo che era alla guida. Poi altri episodi, dapprima al quadrivio tra via Cimarosa e via Scarlatti (ove una motocarrozzetta germanica fu ribaltata provocando la morte dei due occupanti e la rappresaglia tedesca), quindi in piazza Vanvitelli, dove una decina di giovanissimi vomeresi, dopo che era giunta al Vomero la notizia della morte di un marinaio, freddato con un colpo di pistola da un tedesco, usciti da un bar attaccarono tre soldati tedeschi che occupavano una camionetta, li costrinsero a scendere ed incendiarono il mezzo.
A Porta Capuana un gruppo di 40 uomini si insediò, con fucili e mitragliatori, in una sorta di posto di blocco, uccidendo 6 soldati nemici e catturandone altri 4, mentre combattimenti si avviarono in altri punti della città come al Maschio Angioino, al Vasto e a Monteoliveto. I tedeschi procedettero ad altre retate, questa volta al Vomero, ammassando 47 civili all'interno del Campo Sportivo del Littorio sotto minaccia di morte. Il 29 settembre nei pressi dell'aeroporto di Capodichino, una pattuglia tedesca uccise 3 avieri italiani e costituì un posto di blocco al centro di Piazza Ottocalli: da un palazzo uscirono una ventina di giovani che ingaggiarono un combattimento con i tedeschi. La sparatoria fu fitta, lo scontro breve e si concluse con la morte dei tedeschi. Più tardi, i cadaveri dei tre avieri vennero caricati sul cassone di un camioncino e portati in processione per le strade della città: la vista dei morti e il racconto delle atrocità commesse dai tedeschi suscitarono nuova commozione, ingigantirono l'odio e alimentarono la rivolta. Nelle ore che seguirono l'insurrezione dilagò: si combatteva ormai in periferia e al centro, e a combattere erano uomini di ogni età e di ogni ceto sociale, donne e persino ragazzi.
Nelle stesse ore, presso il quartier generale tedesco al corso Vittorio Emanuele (tra l'altro ripetutamente attaccato dagli insorti), avvenne la trattativa tra il Colonnello Walter Schöll e il Tenente Enzo Stimolo per la riconsegna dei prigionieri del Campo Sportivo del Littorio; con uno stratagemma gli insorti fecero credere ai tedeschi di essere in numero preponderante e così, dopo lunghe trattative, il Colonnello Walter Scholl fu costretto ad ordinare l'abbandono della città. I 47 ostaggi vennero liberati e i tedeschi ricevettero in cambio la garanzia di poter evacuare Napoli a cominciare dalle 7 del mattino seguente senza ulteriori molestie. Era la prima volta in Europa che i tedeschi sconfitti venivano costretti a trattare la resa con gli insorti.

### La Repubblica Sociale Italiana

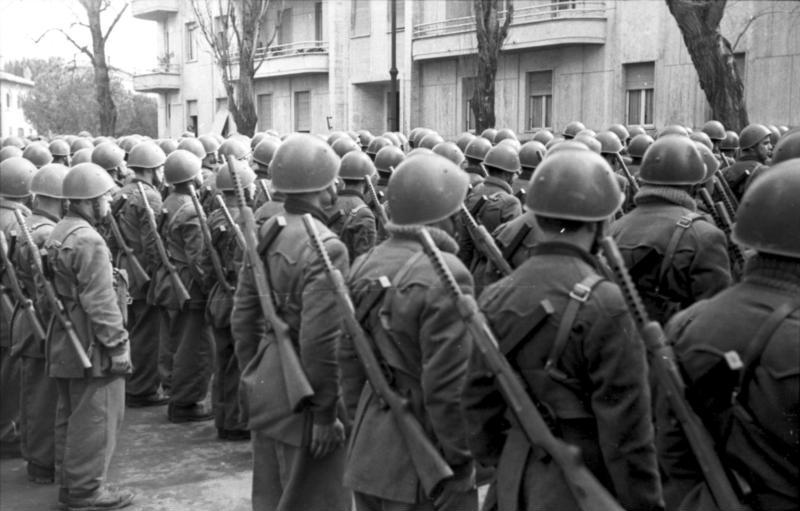
Soldati della Repubblica Sociale Italiana, ispezionati dal generale tedesco Kurt Mälzer a Roma nel marzo 1944.

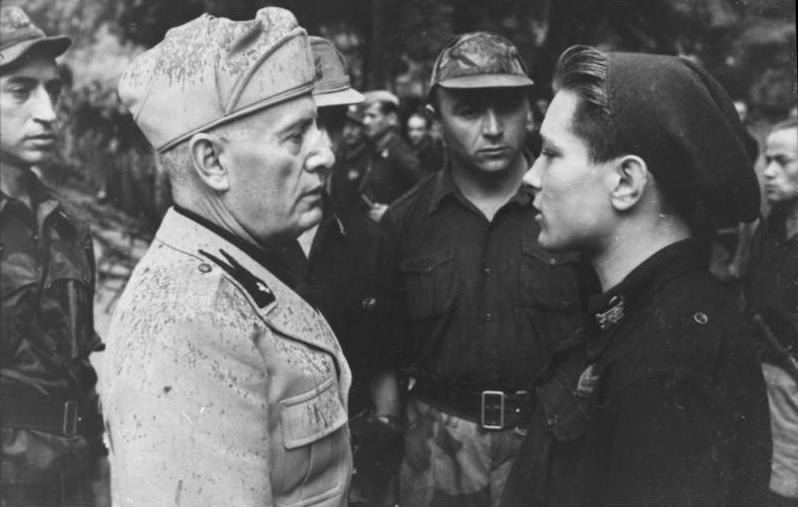
Mussolini incontra un milite adolescente della RSI (1944)

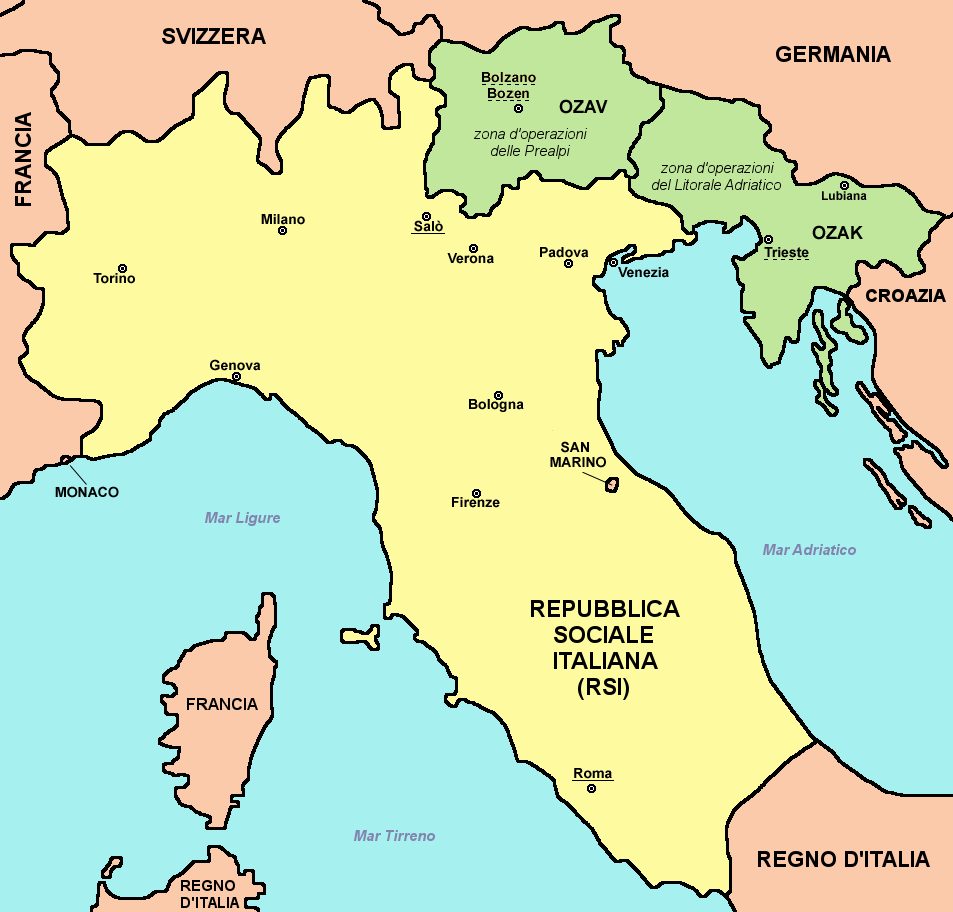
Repubblica Sociale Italiana - Le aree segnate in verde facevano ufficialmente parte della R.S.I. ma erano considerate dalla Germania zone di operazione militare e sottoposte a diretto controllo tedesco.

La liberazione di Mussolini dalla prigionia sul Gran Sasso fu il preludio alla creazione, nell'Italia del nord, di uno Stato fantoccio controllato dal Reich tedesco: nacque così, il 23 settembre 1943, la Repubblica Sociale Italiana (RSI), comunemente detta Repubblica di Salò, dal nome della località sul lago di Garda che ne ospitava alcuni uffici e dove era la residenza di Mussolini.
Guidata formalmente dal governo presieduto dal Duce - che con la creazione del Partito fascista repubblicano (il cui segretario era Alessandro Pavolini) tentò di proporre un fascismo rinnovato - la RSI non era in realtà uno Stato sovrano: il territorio era quello controllato dall'amministrazione militare tedesca, gli atti del governo necessitavano dell'approvazione di due consiglieri tedeschi, e i militari tedeschi ne controllavano di fatto gli uffici centrali e periferici. Hitler decise persino l'annessione al Reich di parte dell'Italia nordorientale, concedendo ai Gauleiter del Tirolo e della Carinzia di annettersi molte zone del Triveneto mascherando il tutto dietro la "facciata" di due zone di operazioni: quella delle Prealpi o Alpenvorland (costituita dalle province di Trento, Bolzano e Belluno) e quella del Litorale Adriatico o Adriatisches Küstenland (province di Udine, Gorizia, Trieste, Pola, Fiume, Lubiana).
Il 15 novembre, a Verona, il congresso del partito approvò il manifesto programmatico del nuovo regime, che ai temi nazionalfascisti e repubblicani affiancava demagogici contenuti socialisteggianti e auspicava un ritorno al fascismo delle origini. Con la chiamata alle armi del novembre 1943 si tentò di ricostruire un esercito, ma solo il 40% dei giovani rispose, e molti di essi disertarono in seguito. Nel complesso, considerando anche le altre formazioni militari, la RSI poté contare inizialmente su circa 200.000 uomini in armi. Una delle vicende più emblematiche dei 600 giorni di Salò riguarda gli ebrei italiani, considerati stranieri e nemici nel manifesto di Verona. Le autorità fasciste collaborarono attivamente con i nazisti per la loro deportazione verso i campi di sterminio, e presero iniziative proprie: il 30 novembre 1943 il ministro degli Interni decise la creazione di appositi campi di concentramento in Italia.

### La linea Gustav
Sfruttando la conformazione orografica della penisola italiana la X armata tedesca del feldmaresciallo Albert Kesselring si dispose lungo la catena appenninica e sui contrafforti che scendono verso l'Adriatico e il Tirreno.
L'avanzata alleata lungo il Belpaese incontrò la tenace resistenza tedesca: i reparti britannici risaliti dalla Calabria e ricongiuntisi alla testa di ponte americana a Salerno entrarono a Napoli il 1º ottobre. Abbandonata l'ipotesi di uno sbarco alleato sulle coste orientali italiane, il principale teatro delle operazioni fu la fascia di territorio tra Napoli e Roma, dove l'Organizzazione Todt aveva eretto la linea Gustav. Quest'ultima era costituita da un insieme di punti fortificati che correvano dall'Adriatico al Tirreno (si estendeva dalla foce del Garigliano alla foce del fiume Sangro, a sud di Pescara, passando per Cassino) e tagliava in due l'Italia: a Nord di essa vi erano i tedeschi, a Sud gli Alleati. Le teste di ponte alleate a nord di Napoli non riuscirono a piegare i tedeschi asserragliati nell'abbazia di Montecassino. Inoltre le condizioni atmosferiche, la morfologia del terreno e il rallentamento delle operazioni provocato dai numerosi corsi d'acqua in piena impedirono agli Alleati di muovere rapidamente su Roma che, alla fine del 1943, restava ancora a più di 100 chilometri dalla linea del fronte.

### L'episodio delle fosse ardeatine

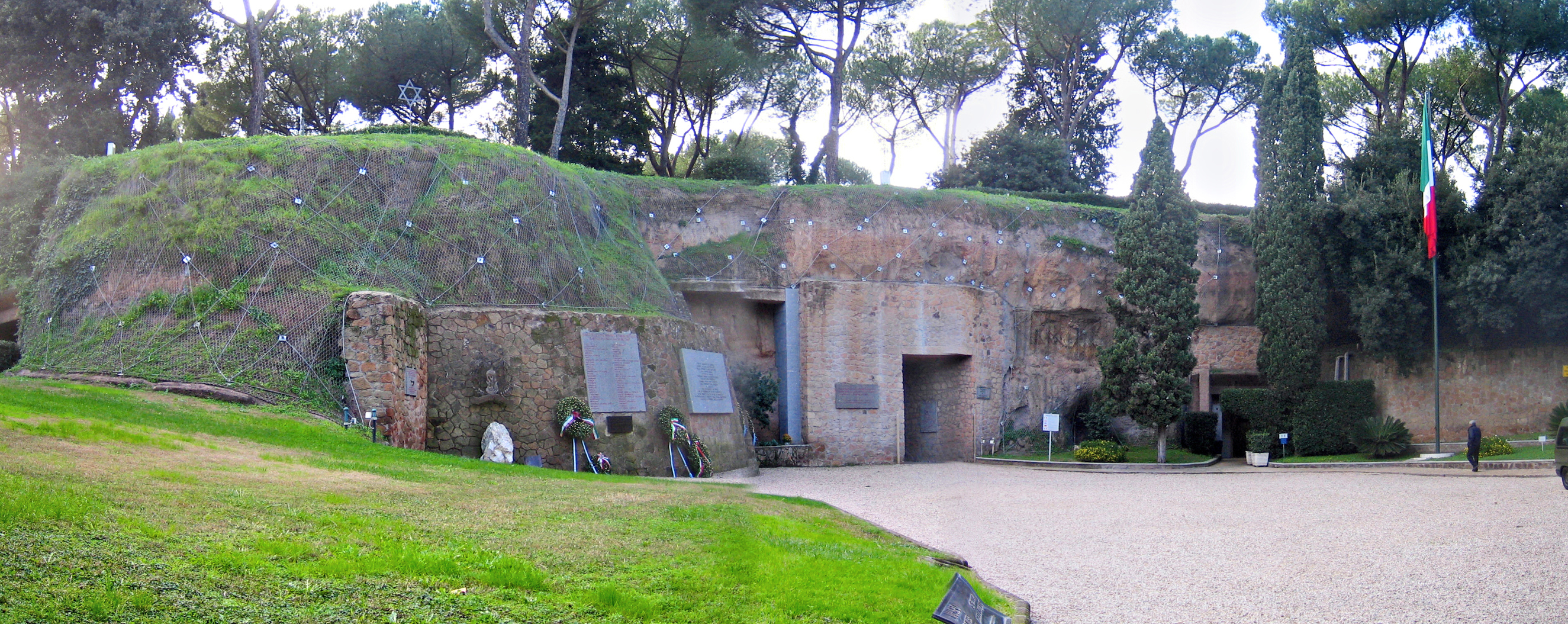
Entrata alle fosse Ardeatine

Il 23 marzo 1944, alle ore 15 circa, un gruppo di 16 partigiani appartenenti ai GAP (Gruppi di Azione Patriottica) attuò, in pieno giorno, un clamoroso attentato contro un reparto armato di 160 SS in marcia lungo Via Rasella. Una carica esplosiva, nascosta in un carretto, venne fatta esplodere al centro della colonna tedesca, mentre altri partigiani lanciavano bombe e sparavano raffiche di mitra verso la coda del reparto. Nell'immediatezza dell'evento rimasero uccisi 32 militari tedeschi e 110 rimasero feriti, oltre a 2 vittime civili. Dei feriti, uno morì poco dopo il ricovero, mentre era in corso la preparazione della rappresaglia, che fu dunque calcolata in base a 33 vittime germaniche. Nei giorni seguenti sarebbero deceduti altri 9 militari feriti, portando così a 42 il totale dei caduti.. I tedeschi vollero attuare subito una spaventosa rappresaglia per punire e terrorizzare tutta la città: Hitler intimò la fucilazione, entro le 24 ore, di dieci italiani per ogni tedesco ucciso.
Il massacro fu organizzato ed eseguito da Herbert Kappler, all'epoca ufficiale delle SS e comandante della polizia tedesca a Roma, già responsabile del rastrellamento del Ghetto di Roma nell'ottobre del 1943 e delle torture contro i partigiani detenuti nel carcere di via Tasso. L'ordine di esecuzione riguardò 320 persone, poiché inizialmente erano morti 32 soldati tedeschi. Durante la notte successiva all'attacco di via Rasella morì un altro soldato tedesco e Kappler, di sua iniziativa, decise di uccidere altre 10 persone. Erroneamente, causa la "fretta" di completare il numero delle vittime e di eseguire la rappresaglia, furono aggiunte 5 persone in più nell'elenco e i tedeschi, per eliminare scomodi testimoni, uccisero anche loro. I tedeschi, dopo aver compiuto il massacro, infierendo sulle vittime, fecero esplodere numerose mine per far crollare le cave ove si svolse il massacro e nascondere, o meglio rendere più difficoltosa, la scoperta di tale eccidio.
I sopravvissuti del Polizeiregiment "Bozen", si rifiutarono di vendicare in quel modo i propri compagni uccisi.
L'esecuzione iniziò dopo sole 23 ore dall'attacco di Via Rasella, e venne resa pubblica ad esecuzione avvenuta. La stessa segretezza avvolse la notizia ufficiale dell'attentato subito dalle truppe occupanti, notizia diffusa assieme a quella della rappresaglia per ragioni propagandistiche secondo una direttiva del Minculpop.

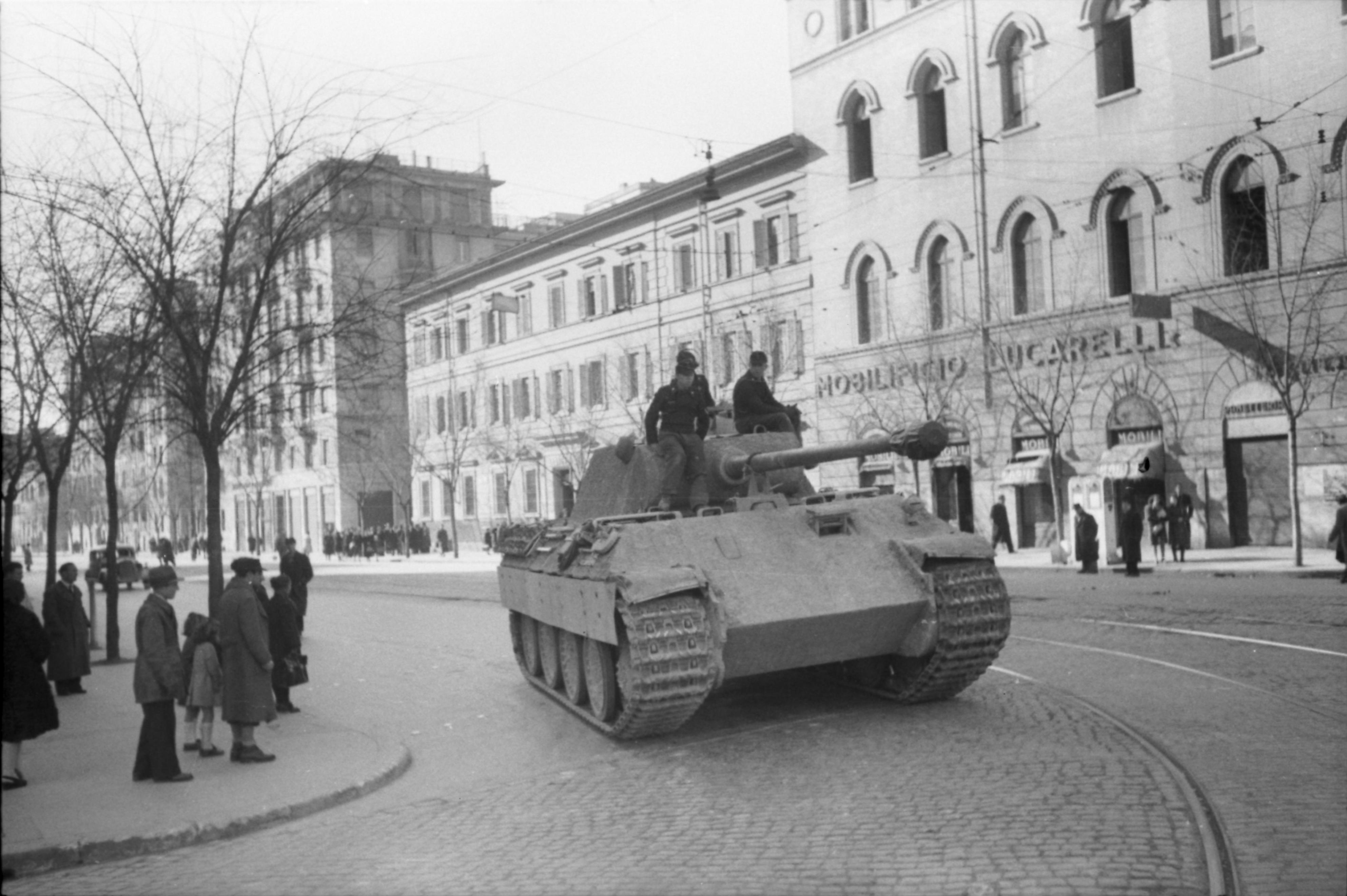
Panzer tedesco a Roma, 1944.

### La liberazione di Roma
Per gli ultimi mesi del 1943 la Linea Gustav rappresentò il principale ostacolo nell'avanzata verso nord degli Alleati, bloccandone, di fatto, lo slancio iniziale. Nel tentativo di sbloccare tale impasse, gli Alleati sbarcarono alcune forze presso Anzio (Sbarco di Anzio), non riuscendo comunque a cogliere gli obiettivi sperati. Il fronte venne rotto solo in seguito ad un attacco frontale a Monte Cassino, nella primavera del 1944, e con la successiva presa di Roma in giugno. Il 5 giugno gli americani entrarono a Roma dichiarata "città aperta", ed evacuata dai tedeschi senza alcuna distruzione e con i suoi ponti intatti. L'operazione "Diadem" che portò alla liberazione di Roma era costata 18.000 perdite agli americani, 14.000 agli inglesi e 11.000 ai tedeschi. Nella Roma occupata dagli Alleati Vittorio Emanuele III abdicò in favore del figlio Umberto II che assunse la luogotenenza generale, e il dimissionario Badoglio venne sostituito dall'antifascista Ivanoe Bonomi alla guida del governo, espressione dei partiti riuniti nel Comitato di liberazione nazionale.

### L'occupazione tedesca dell'Alta Italia e lo sfondamento della linea Gotica
La condotta difensiva dei tedeschi - che si impegnarono anche nella repressione delle Resistenza italiana e spesso compirono veri e propri massacri della popolazione civile durante le operazioni di rastrellamento o come rappresaglia per le azioni dei partigiani - costò agli Alleati un alto numero di perdite: le condizioni del terreno favorivano la difesa degli occupanti, e la marcia alleata procedette ovunque con lentezza (anche perché con la decisione dello sbarco in Normandia il teatro di guerra italiano assunse per gli Alleati un'importanza secondaria).

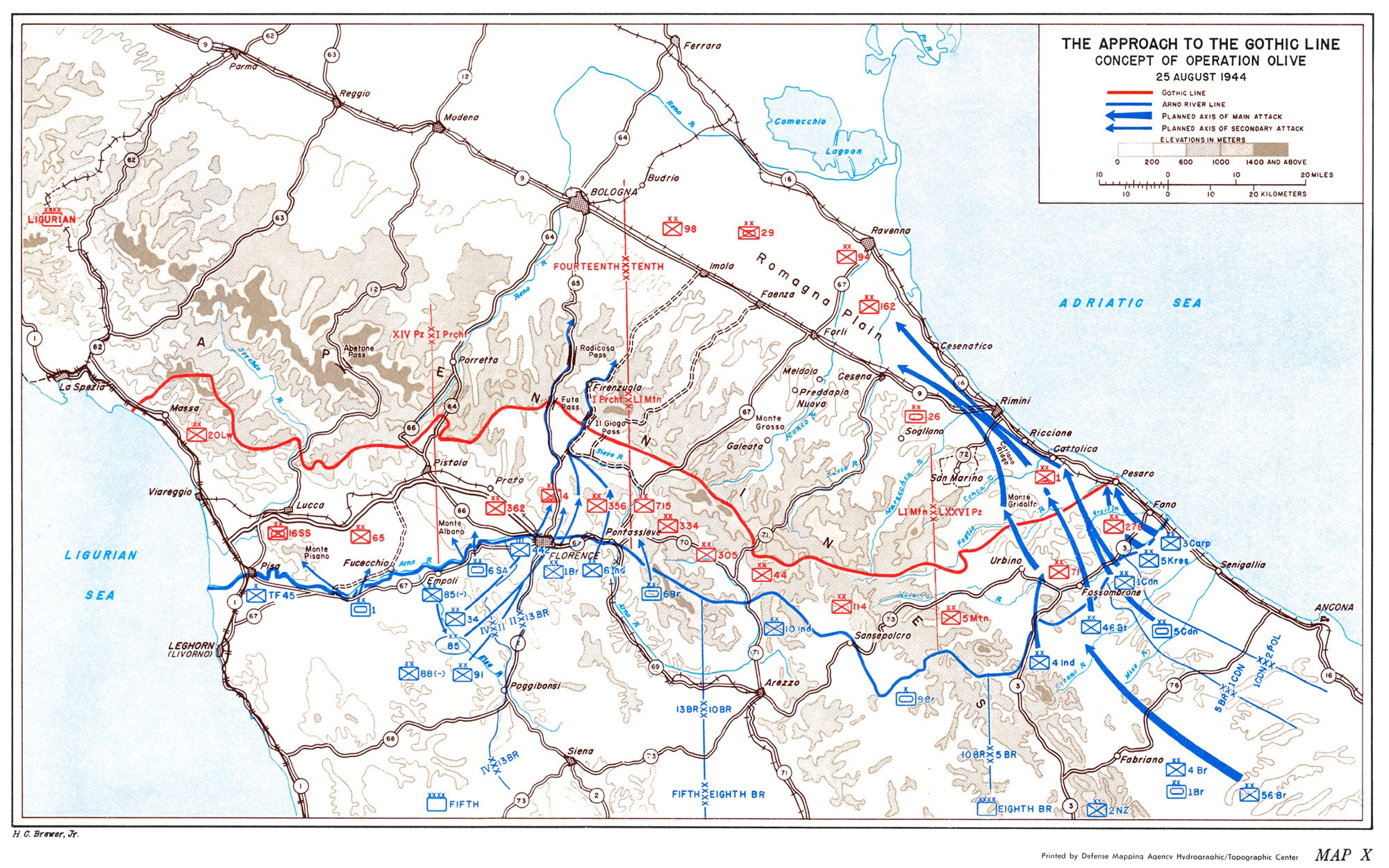
La Linea Gotica nell'agosto 1944. In blu le manovre alleate.

Alla fine del 1944 gli Alleati erano attestati a ridosso della linea Gotica con la 5ª Armata statunitense e l'8ª armata britannica. Favoriti da una netta supremazia aerea, gli Alleati beneficiarono anche delle operazioni di disturbo agli occupanti da parte delle formazioni partigiane. Il corpo canadese dell'8ª armata prese Ravenna e si spinse sul fiume Senio, la 5ª armata era invece ferma nei pressi di Bologna, mentre sul versante tirrenico gli americani di Mark Wayne Clark erano già a Pisa.
Dopo mesi di stallo e il parziale fallimento dell'Operazione Olive, durante la primavera del 1945, gli Alleati iniziarono l'offensiva finale contro le truppe tedesche e quelle della repubblica di Salò, per conquistare l'Italia settentrionale. A metà di aprile 1945 i mezzi corazzati americani sfondarono le linee di difesa tedesche e gli Alleati dilagarono nella pianura padana e raggiunsero il Po. La trattativa avviata con gli americani dal comando delle SS in Italia Karl Wolff per evitare l'insurrezione partigiana, salvaguardare gli impianti industriali del paese e garantire un indolore passaggio dei poteri non diede alcun esito.

### L'insurrezione nel nord Italia

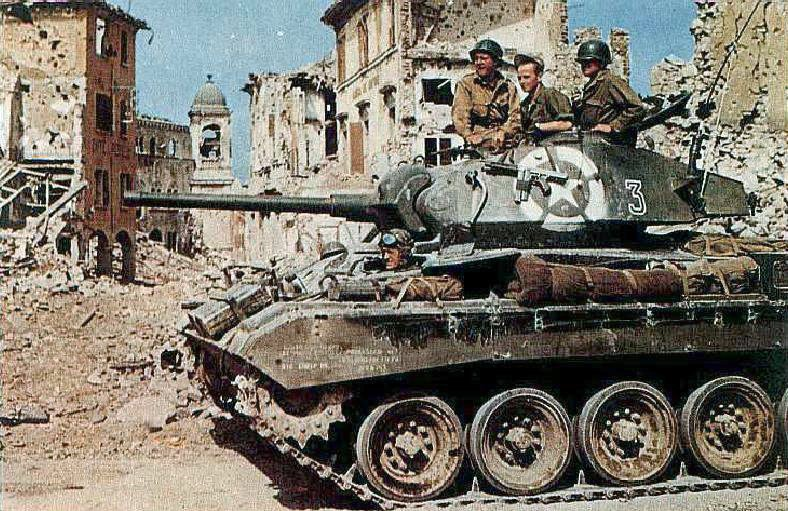
Gli americani entrano a Bologna nel 1945

Con la Linea Gotica ormai rotta e i tedeschi in ritirata da tutto il fronte, il 21 aprile gli italiani dei gruppi di combattimento "Legnano", i bersaglieri della "Friuli" e i reparti polacchi entrarono per primi a Bologna, già insorta e sgombrata dai tedeschi (da due giorni erano penetrate le forze partigiane). Il 21 Ferrara insorse, ma il giorno successivo i partigiani non poterono impedire che la città fosse attraversata da grosse forze germaniche in ritirata verso il Po. Modena, Reggio Emilia e Parma furono liberate dalle forze patriottiche, grazie all'azione concorde delle brigate affluite dalla campagna e delle formazioni cittadine. Nelle campagne e nelle città minori l'insurrezione ebbe un carattere travolgente, grazie all'appoggio della maggioranza delle popolazioni contadine. I tedeschi si ritirarono precipitosamente a nord del Po, ma molti furono catturati dagli alleati e dai partigiani; circa 6.000 di loro, rimasti circondati nella valle del Taro, si arresero agli americani. I partigiani di Piacenza lottarono a lungo contro i tedeschi ostacolandone la ritirata fino a che la città fu liberata completamente la mattina del 29 aprile.
Frattanto la V armata americana, che aveva liberato Carrara il 12 aprile, aveva cominciato ad avanzare in Liguria, in direzione di Genova, che però insorse il 23 aprile. I GAP, le SAP genovesi e alcune brigate scese dalle montagne, penetrate via via in città, salvarono il porto asportando e isolando le mine postevi dai tedeschi, salvarono gli impianti industriali, sconfissero i fascisti che tentarono di resistere nel centro della città, costrinsero alla resa il comandante del presidio tedesco, fecero prigionieri 6.000 tedeschi, che consegnarono agli alleati quando questi arrivarono a Genova il 28 aprile.
Il giorno precedente l'entrata degli americani a Verona, cioè il 25 aprile, ebbe luogo l'insurrezione generale delle forze partigiane, che cominciarono ad attaccare ovunque i tedeschi. Tutti i passi alpini furono bloccati entro il 28 aprile, giorno in cui Benito Mussolini e Claretta Petacci insieme ad alcuni gerarchi del regime in fuga verso il confine svizzero, furono arrestati e giustiziati secondo le decisioni del CLNAI presso il lago di Como. Il 25 aprile fu anche il giorno della liberazione di Milano e Torino. Entro il 1º maggio, poi, tutta l'Italia settentrionale fu liberata: Bologna (il 21 aprile), Genova (il 26 aprile), Venezia (il 28 aprile).
Le truppe tedesche si stavano ormai arrendendo in massa, e dopo il 25 aprile l'inseguimento Alleato incontrò ovunque una resistenza pressoché nulla. Il 29 i neozelandesi raggiunsero Venezia e il 2 maggio Trieste, dove il principale motivo di preoccupazione si rivelò la presenza non dei tedeschi, bensì degli jugoslavi.

### La morte di Mussolini, la resa e la fine delle ostilità

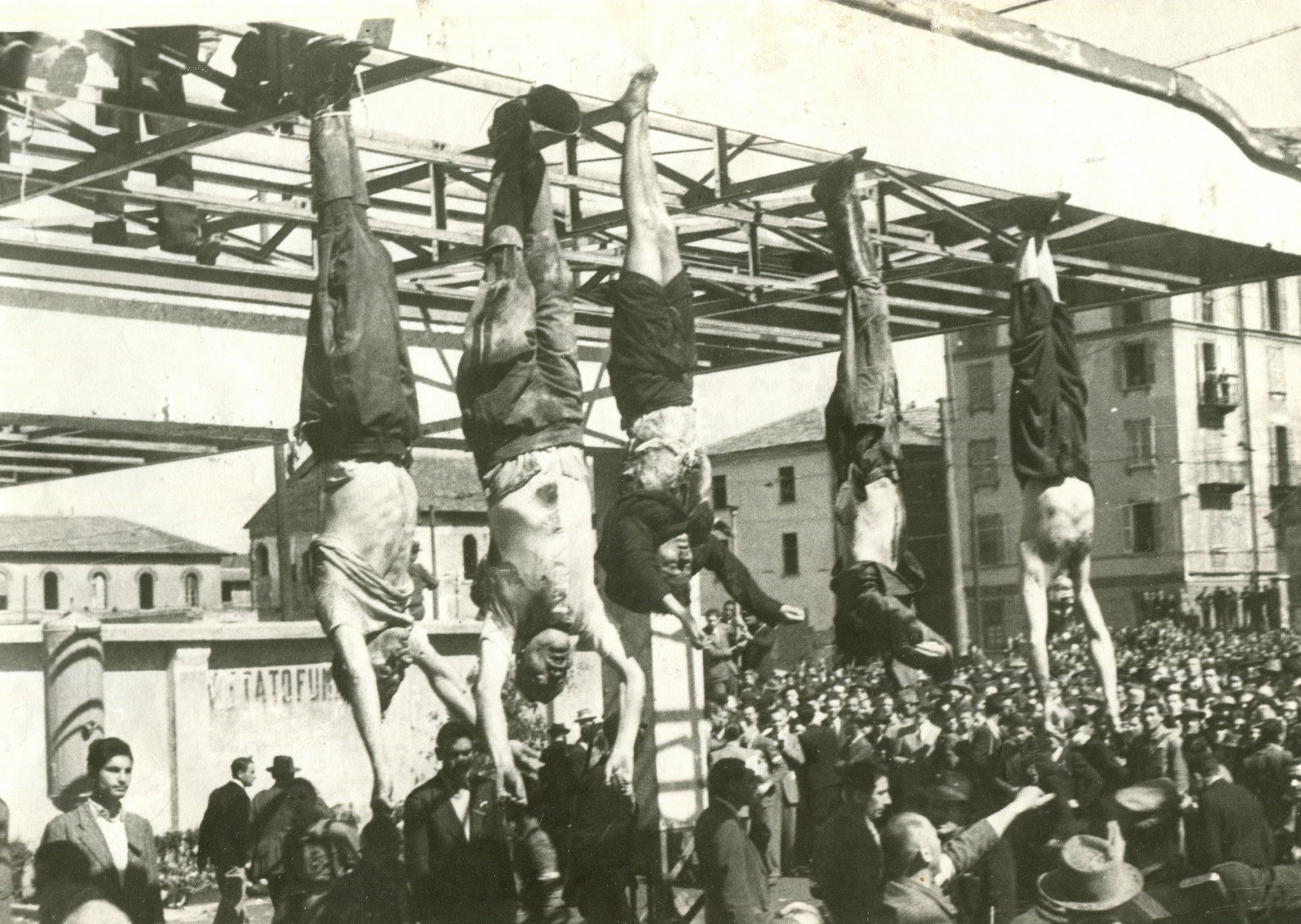
Piazzale Loreto, 29 aprile 1945. I corpi di Mussolini (secondo da sinistra) e della Petacci (riconoscibile dalla gonna) esposti a Piazzale Loreto. Il primo cadavere a sinistra è Nicola Bombacci. Gli ultimi due a destra sono Pavolini e Starace.

Parallelamente il fascismo repubblicano e Mussolini tentarono di trovare una "soluzione politica" all'andamento della guerra, ma si scontrarono con la diffidenza alleata e con la fermezza dei capi politici della Resistenza, che esigevano la resa immediata e senza condizioni. Nei convulsi giorni che seguirono il dilagare delle truppe alleate nell'Italia del nord, giunse all'epilogo la vicenda della repubblica di Salò e su consumò la tragedia personale di Mussolini. Caduta ogni possibilità di negoziato con la Resistenza, mentre le formazioni partigiane scatenarono l'insurrezione generale, Mussolini lasciò Milano diretto in Svizzera, ma venne fermato a un posto di blocco presso Como per poi essere passato per le armi dai partigiani il 28 aprile.
Il 29 aprile del 1945 a piazzale Loreto a Milano, all'angolo con corso Buenos Aires, vennero esposti i cadaveri di Benito Mussolini, Claretta Petacci e altri esponenti della Repubblica Sociale Italiana. Con questo avvenimento si chiuse il ventennio fascista e la guerra in Italia; il 29 aprile le truppe tedesche nella penisola si arresero con la firma della resa di Caserta.
La guerra si concluse, secondo le cifre del Ministero della Difesa, con 319.207 tra morti e dispersi nelle Forze Armate, nelle formazioni militari e in quelle paramilitari.